# Campeonato Brasileiro de Futebol de 2024 - Série D
A Série D do Campeonato Brasileiro de Futebol de 2024 foi a 16.ª edição da competição de futebol profissional equivalente à quarta divisão no Brasil. Foi disputada por 64 equipes, que se classificaram através dos campeonatos estaduais e por outros torneios realizados por cada uma das 27 federações estaduais.
O Retrô conquistou o primeiro título de sua história no futebol profissional após vencer o Anápolis por 4–3 no placar agregado da final. No primeiro jogo decisivo, em Anápolis, os donos da casa venceram por 2–1, mas os pernambucanos prevaleceram no segundo confronto, em São Lourenço da Mata, com uma vitória por 3–1. Os dois finalistas e os semifinalistas Itabaiana e Maringá garantiram o acesso para a Série C de 2025.

## Critérios de classificação
Foram 64 vagas disponíveis na competição. As quatro federações piores ranqueadas tiveram direito a apenas um time na competição, ficando o total de vagas distribuído da seguinte forma:
- Os quatro rebaixados da Série C do ano anterior;
- O estado 1º colocado no Ranking Nacional das Federações tem direito a 4 vagas;
- Do 2º ao 9º colocado no Ranking Nacional das Federações têm direito a 3 vagas;
- Do 10º ao 23º colocado no Ranking Nacional das Federações têm direito a 2 vagas;
- Do 24º ao 27º colocado no Ranking Nacional das Federações têm direito a 1 vaga para o campeão estadual;

Os indicados das federações estaduais são selecionados através do desempenho nos Campeonatos Estaduais ou outros torneios realizados por cada federação estadual (comumente Copas Estaduais).
Em caso de desistência, a vaga é ocupada pelo clube da mesma federação melhor classificado, ou então, pelo clube apontado pela federação estadual. Se o estado não indicar nenhum representante, a vaga é repassada ao melhor estado seguinte posicionado no Ranking Nacional das Federações, que indica uma equipe a ocupar o mesmo grupo da equipe original. Caso a vaga ainda fique em aberto, é transferida ao segundo estado seguinte e melhor colocado no ranking, e assim sucessivamente. O limite de usufruto de vaga repassada é de uma por federação.
As equipes que disputam a Série D geralmente são definidas pelo seu posicionamento na tabela de classificação de seus respectivos campeonatos estaduais. Quando nos estaduais existe algum participante que já disputa alguma divisão superior do Campeonato Brasileiro (Séries A, B ou C), a classificação para a Série D se dá a seguinte equipe melhor posicionada na tabela de classificação. Em alguns estados, os campeonatos locais servem apenas como classificação para a Copa do Brasil da temporada subsequente. A federação destes estados prefere realizar algum torneio paralelo ao estadual propriamente dito, para definir seu(s) representante(s) na Série D do Campeonato Brasileiro. Desde a edição de 2016, por conta de ajustes no regulamento feitos pela CBF, os campeonatos e seletivas estaduais de um ano classificam suas equipes para as competições nacionais do ano seguinte.

## Formato de disputa
As 64 equipes foram divididas em oito chaves, com oito clubes em cada, com jogos de ida e volta. As quatro melhores de cada grupo se classificam para a segunda fase, totalizando 32 equipes. Estas se enfrentam em confrontos eliminatórios, com jogos de ida e volta, até a definição do campeão e do acesso à Série C de 2025: dezesseis avos de final, oitavas, quartas, semifinais e final.

## Participantes
| Equipe               | Cidade              | Estado | Como se classificou                  | Estádio (mando)          | Capacidade | Títulos        |
| -------------------- | ------------------- | ------ | ------------------------------------ | ------------------------ | ---------- | -------------- |
| Água Santa           | Diadema             | SP     | Melhor colocado do Estadual 2023     | Arena Inamar             | 10 000     | 0 (não possui) |
| Águia de Marabá      | Marabá              | PA     | Campeão do Estadual 2023             | Zinho de Oliveira        | 5 000      | 0 (não possui) |
| Altos                | Altos               | PI     | 19.º colocado da Série C 2023        | Lindolfo Monteiro        | 5 144      | 0 (não possui) |
| América de Natal     | Natal               | RN     | 18.º colocado da Série C 2023        | Arena das Dunas          | 32 000     | 1 (2022)       |
| Anápolis             | Anápolis            | GO     | Melhor colocado do Estadual 2023     | Jonas Duarte             | 20 000     | 0 (não possui) |
| ASA                  | Arapiraca           | AL     | Vice-campeão do Estadual 2023        | Coaracy Fonseca          | 12 500     | 0 (não possui) |
| Atlético Cearense    | Fortaleza           | CE     | 3.° melhor colocado do Estadual 2023 | Domingão                 | 10 500     | 0 (não possui) |
| Audax Rio            | Saquarema           | RJ     | Melhor colocado do Estadual 2023     | Bacaxá                   | 8 000      | 0 (não possui) |
| Avenida              | Santa Cruz do Sul   | RS     | 3.º melhor colocado do Estadual 2023 | Eucaliptos               | 3 000      | 0 (não possui) |
| Barra-SC             | Balneário Camboriú  | SC     | Melhor colocado do Estadual 2023     | Aníbal Costa             | 6 800      | 0 (não possui) |
| Brasil de Pelotas    | Pelotas             | RS     | Melhor colocado do Estadual 2023     | Bento Freitas            | 12 314     | 0 (não possui) |
| Brasiliense          | Taguatinga          | DF     | Vice-campeão do Metropolitano 2023   | Serejão                  | 27 000     | 0 (não possui) |
| Cametá               | Cametá              | PA     | 2.º melhor colocado do Estadual 2023 | Parque do Bacurau        | 8 000      | 0 (não possui) |
| Capital-TO           | Palmas              | TO     | Vice-campeão do Estadual 2023        | Estádio Nilton Santos    | 12 000     | 0 (não possui) |
| Cianorte             | Cianorte            | PR     | 3.º melhor colocado do Estadual 2023 | Albino Turbay            | 4 000      | 0 (não possui) |
| Concórdia            | Concórdia           | SC     | 3.° melhor colocado do Estadual 2023 | Domingos Machado de Lima | 5 000      | 0 (não possui) |
| Costa Rica           | Costa Rica          | MS     | Campeão do Estadual 2023             | Laertão                  | 5 000      | 0 (não possui) |
| CRAC                 | Catalão             | GO     | 2.º melhor colocado do Estadual 2023 | Arena Rifertil           | 8 500      | 0 (não possui) |
| CSE                  | Palmeira dos Índios | AL     | Campeão da Copa Alagoas 2023         | Juca Sampaio             | 7 000      | 0 (não possui) |
| Democrata-SL         | Sete Lagoas         | MG     | 6.° melhor colocado do Estadual 2023 | Arena do Jacaré          | 18 870     | 0 (não possui) |
| FC Cascavel          | Cascavel            | PR     | Vice-campeão do Estadual 2023        | Olímpico Regional        | 28 125     | 0 (não possui) |
| Fluminense-PI        | Teresina            | PI     | Vice-campeão do Estadual 2023        | Albertão                 | 52 296     | 0 (não possui) |
| Gazin Porto Velho    | Porto Velho         | RO     | Campeão do Estadual 2023             | Aluizão                  | 5 000      | 0 (não possui) |
| Hercílio Luz         | Tubarão             | SC     | Melhor colocado do Estadual 2023     | Aníbal Costa             | 6 800      | 0 (não possui) |
| Humaitá              | Porto Acre          | AC     | Vice-campeão do Estadual 2023        | Florestão                | 10 000     | 0 (não possui) |
| Iguatu               | Iguatu              | CE     | Melhor colocado do Estadual 2023     | Morenão                  | 3 600      | 0 (não possui) |
| Inter de Limeira     | Limeira             | SP     | 3.° melhor colocado do Estadual 2023 | Limeirão                 | 18 000     | 0 (não possui) |
| Ipatinga             | Ipatinga            | MG     | 3.º melhor colocado do Estadual 2023 | Ipatingão                | 22 000     | 0 (não possui) |
| Iporá                | Iporá               | GO     | 3.º melhor colocado do Estadual 2023 | Ferreirão                | 6 520      | 0 (não possui) |
| Itabaiana            | Itabaiana           | SE     | Campeão do Estadual 2023             | Etelvino Mendonça        | 10 000     | 0 (não possui) |
| Itabuna              | Itabuna             | BA     | 2.º melhor colocado do Estadual 2023 | Pituaçu                  | 35 157     | 0 (não possui) |
| Jacuipense           | Riachão do Jacuípe  | BA     | Vice-campeão do Estadual 2023        | Valfredão                | 5 000      | 0 (não possui) |
| Juazeirense          | Juazeiro            | BA     | 3.º melhor colocado do Estadual 2023 | Adautão                  | 12 120     | 0 (não possui) |
| Manauara             | Manaus              | AM     | Vice-campeão do Estadual 2023        | Colina                   | 10 541     | 0 (não possui) |
| Manaus               | Manaus              | AM     | 17.º colocado da Série C 2023        | Colina                   | 10 451     | 0 (não possui) |
| Maracanã-CE          | Maracanaú           | CE     | 2.º melhor colocado do Estadual 2023 | Almir Dutra              | 18 000     | 0 (não possui) |
| Maranhão             | São Luís            | MA     | Campeão do Estadual 2023             | Nhozinho Santos          | 12 891     | 0 (não possui) |
| Maringá              | Maringá             | PR     | 2.º melhor colocado do Estadual 2023 | Willie Davids            | 16 000     | 0 (não possui) |
| Moto Club            | São Luís            | MA     | Vice-campeão do Estadual 2023        | Nhozinho Santos          | 12 891     | 0 (não possui) |
| Mixto                | Cuiabá              | MT     | Campeão da Copa FMF 2023             | Dutrinha                 | 7 500      | 0 (não possui) |
| Nova Iguaçu          | Nova Iguaçu         | RJ     | 2.º melhor colocado do Estadual 2023 | Laranjão                 | 1 810      | 0 (não possui) |
| Novo Hamburgo        | Novo Hamburgo       | RS     | 2.º melhor colocado do Estadual 2023 | Estádio do Vale          | 5 196      | 0 (não possui) |
| Patrocinense         | Patrocínio          | MG     | 4.º melhor colocado do Estadual 2023 | Pedro Alves              | 10 250     | 0 (não possui) |
| Petrolina            | Petrolina           | PE     | 2.º melhor colocado do Estadual 2023 | Paulo Coelho             | 5 000      | 0 (não possui) |
| Portuguesa-RJ        | Rio de Janeiro      | RJ     | Campeã da Copa Rio 2023              | Luso-Brasileiro          | 5 044      | 0 (não possui) |
| Potiguar de Mossoró  | Mossoró             | RN     | Melhor colocado do Estadual 2023     | Nogueirão                | 5 000      | 0 (não possui) |
| Pouso Alegre         | Pouso Alegre        | MG     | 20.º colocado da Série C 2023        | Manduzão                 | 26 000     | 0 (não possui) |
| Princesa do Solimões | Manacapuru          | AM     | 2.º melhor colocado do Estadual 2023 | Gilbertão                | 8 000      | 0 (não possui) |
| Real Brasília        | Brasília            | DF     | Campeão do Metropolitano 2023        | Defelê                   | 6 875      | 0 (não possui) |
| Real Noroeste        | Águia Branca        | ES     | Campeão do Estadual 2023             | José Olímpio da Rocha    | 5 281      | 0 (não possui) |
| Retrô                | Camaragibe          | PE     | Vice-campeão do Estadual 2023        | Arena de Pernambuco      | 44 000     | 0 (não possui) |
| Rio Branco-AC        | Rio Branco          | AC     | Campeão do Estadual 2023             | Florestão                | 10 000     | 0 (não possui) |
| River-PI             | Teresina            | PI     | Campeão do Estadual 2023             | Albertão                 | 52 296     | 0 (não possui) |
| Santa Cruz de Natal  | Natal               | RN     | 2.º melhor colocado do Estadual 2023 | Barrettão                | 10 000     | 0 (não possui) |
| Santo André          | Santo André         | SP     | 2.° melhor colocado do Estadual 2023 | Bruno José Daniel        | 8 000      | 0 (não possui) |
| São José-SP          | São José dos Campos | SP     | Vice-campeão da Copa Paulista 2023   | Martins Pereira          | 16 500     | 0 (não possui) |
| São Raimundo-RR      | Boa Vista           | RR     | Campeão do Estadual 2023             | Canarinho                | 4 556      | 0 (não possui) |
| Sergipe              | Aracaju             | SE     | 2.º melhor colocado do Estadual 2023 | Batistão                 | 15 586     | 0 (não possui) |
| Serra                | Serra               | ES     | Campeão da Copa Espírito Santo 2023  | Robertão                 | 1 040      | 0 (não possui) |
| Sousa                | Sousa               | PB     | Vice-campeão do Estadual 2023        | Marizão                  | 12 400     | 0 (não possui) |
| Tocantinópolis       | Tocantinópolis      | TO     | Campeão do Estadual 2023             | Ribeirão                 | 8 000      | 0 (não possui) |
| Trem                 | Macapá              | AP     | Campeão do Estadual 2023             | Zerão                    | 13 000     | 0 (não possui) |
| Treze                | Campina Grande      | PB     | Campeão do Estadual 2023             | Amigão                   | 19 000     | 0 (não possui) |
| União Rondonópolis   | Rondonópolis        | MT     | Vice-campeão do Estadual 2023        | Luthero Lopes            | 19 000     | 0 (não possui) |

## Estádios

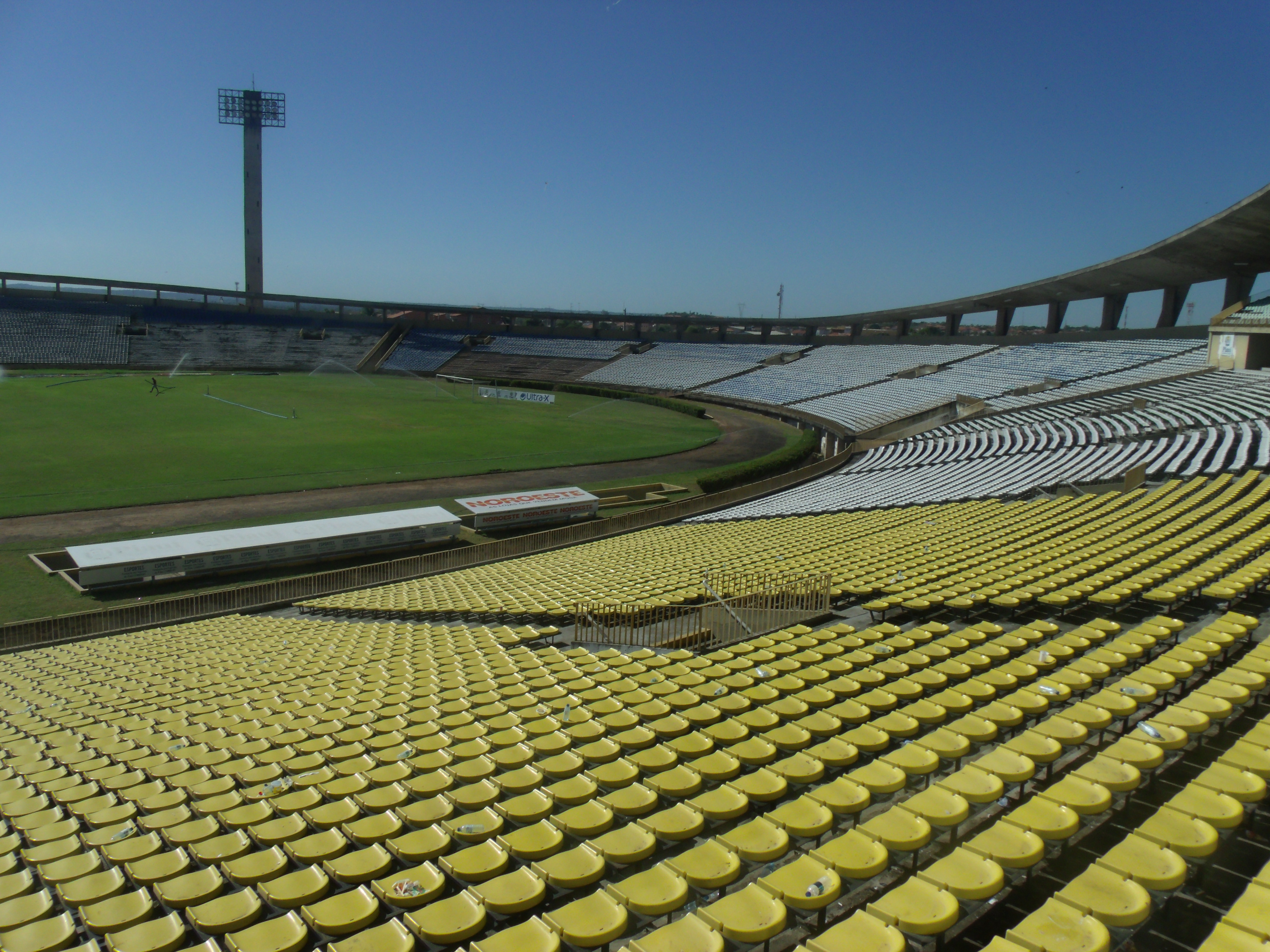
Albertão
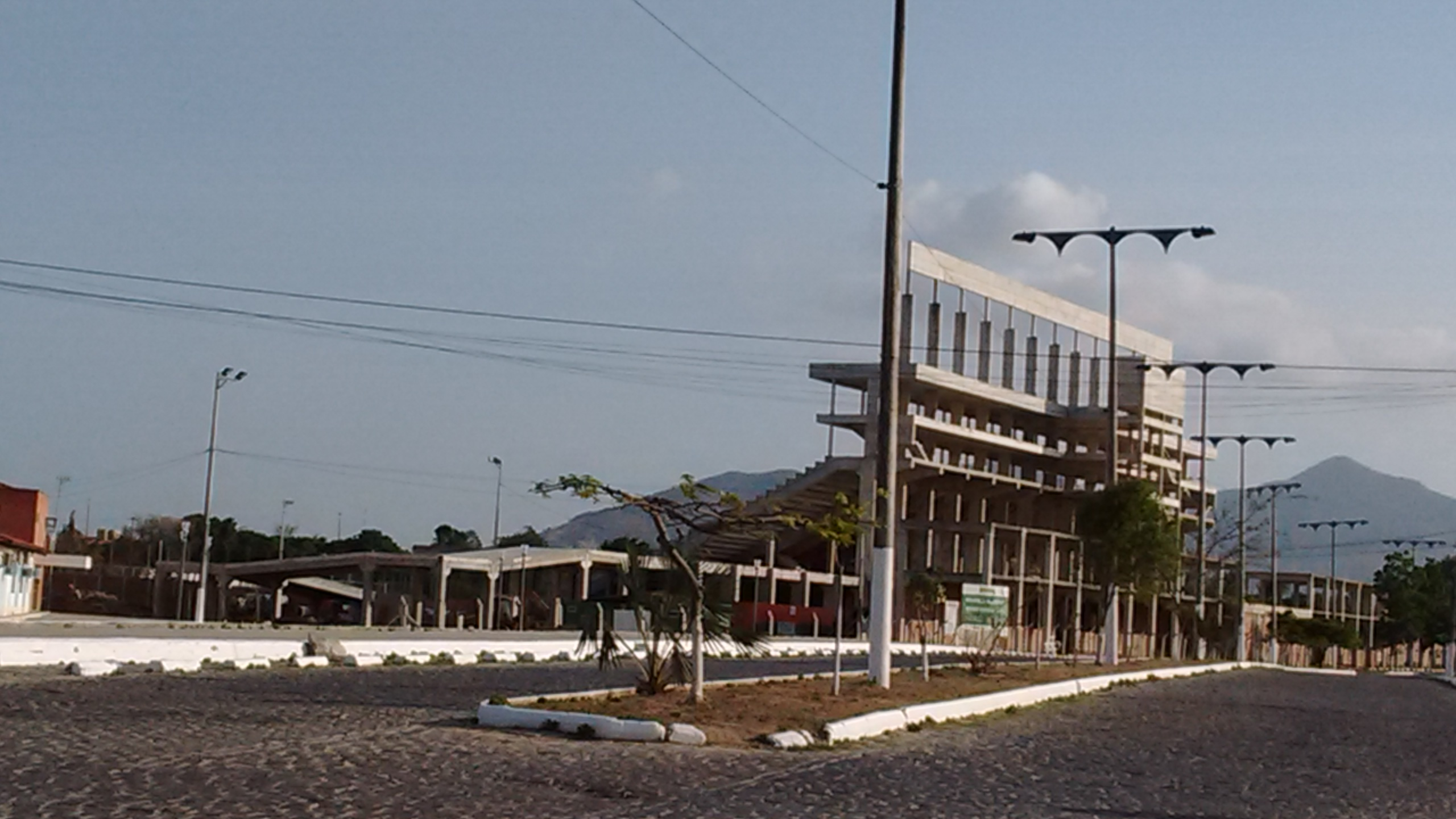
Almir Dutra
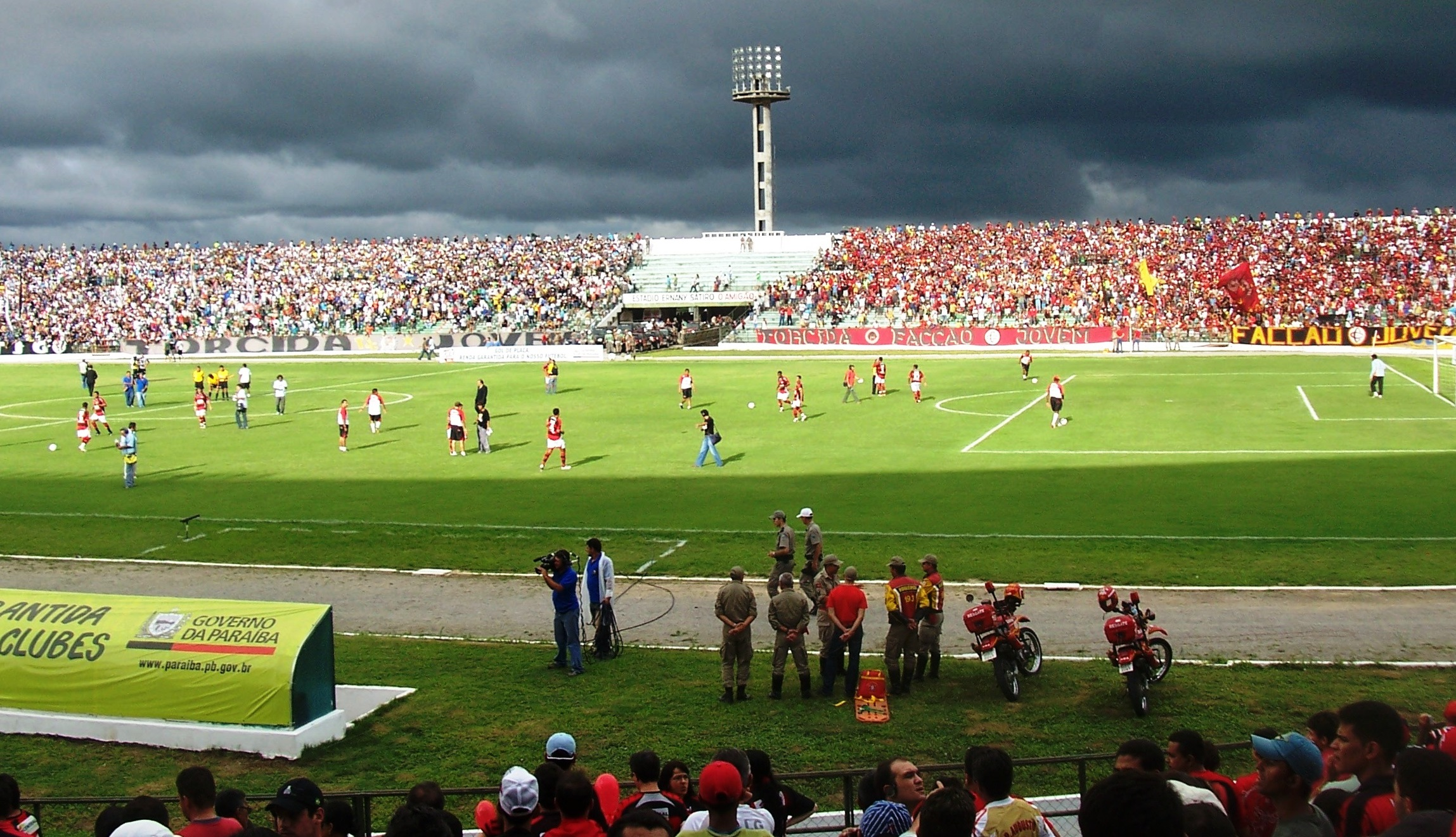
Amigão
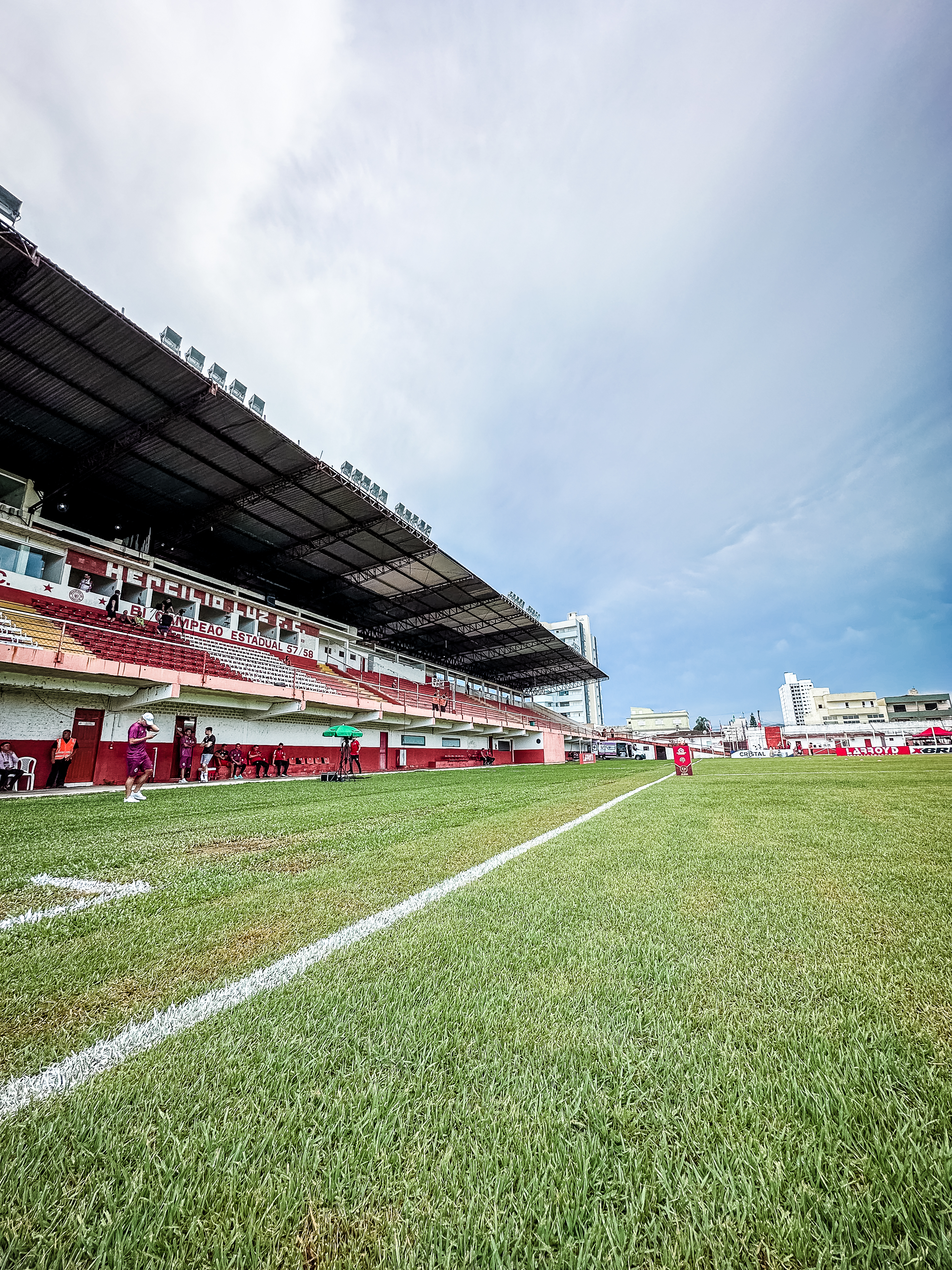
Aníbal Costa
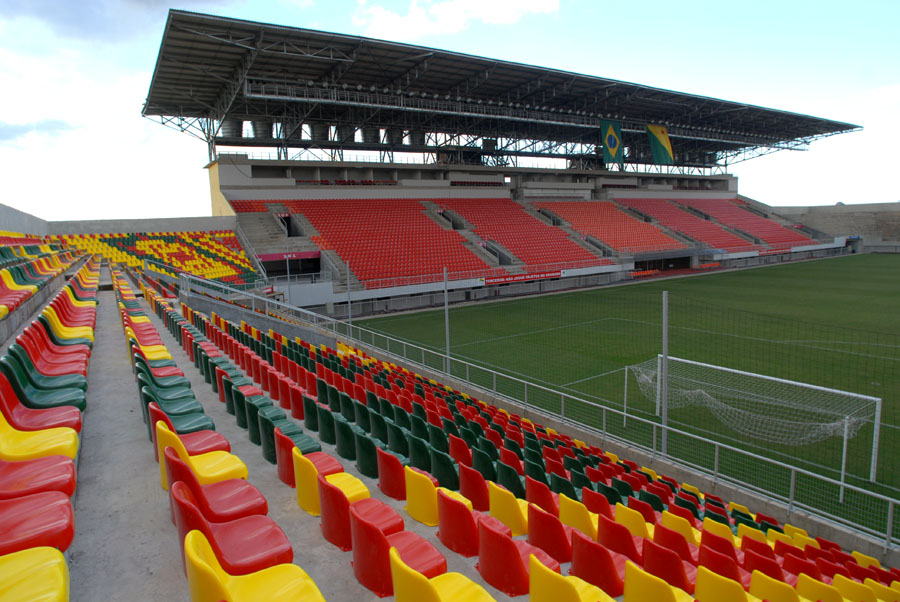
Arena da Floresta
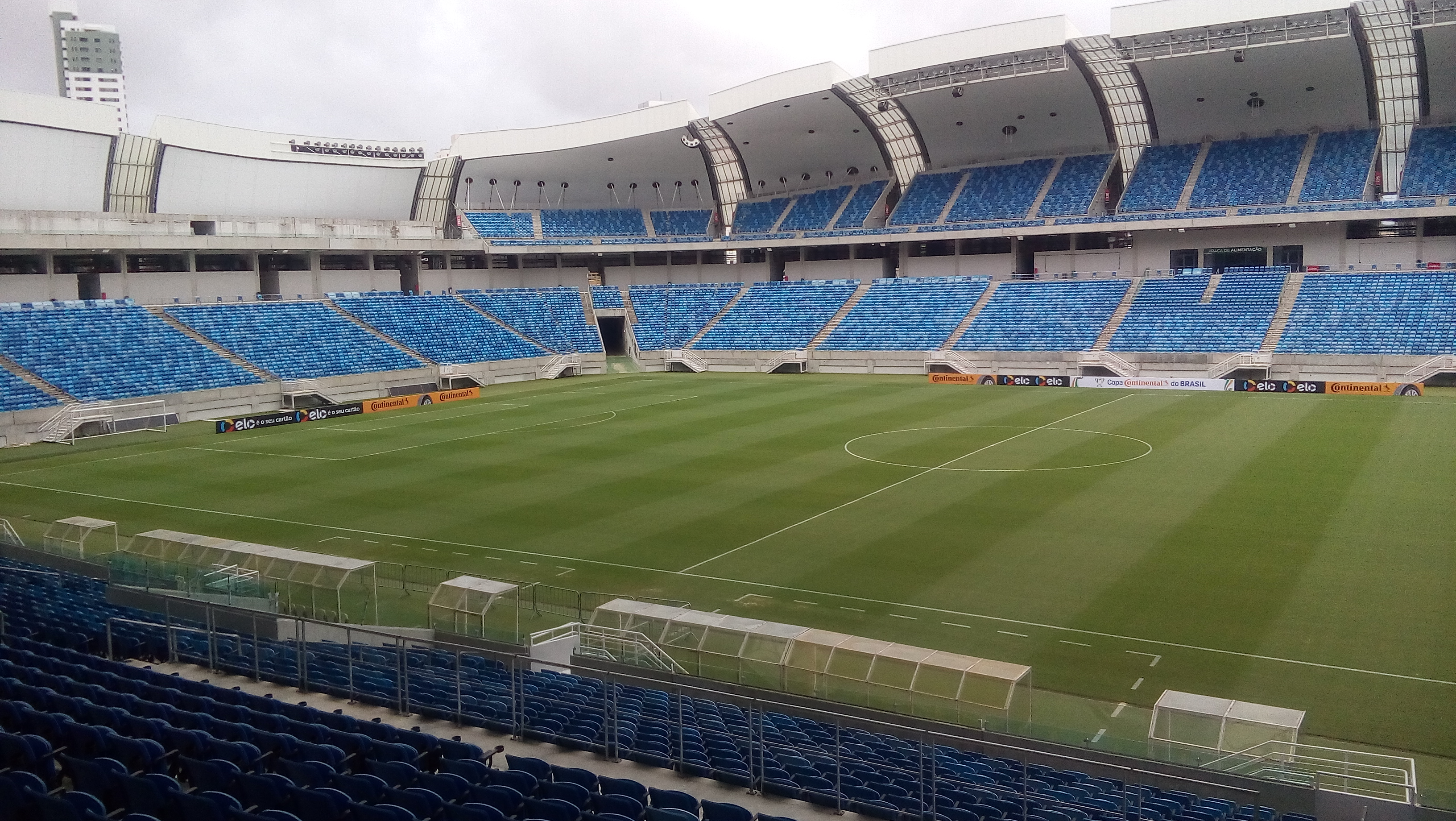
Arena das Dunas
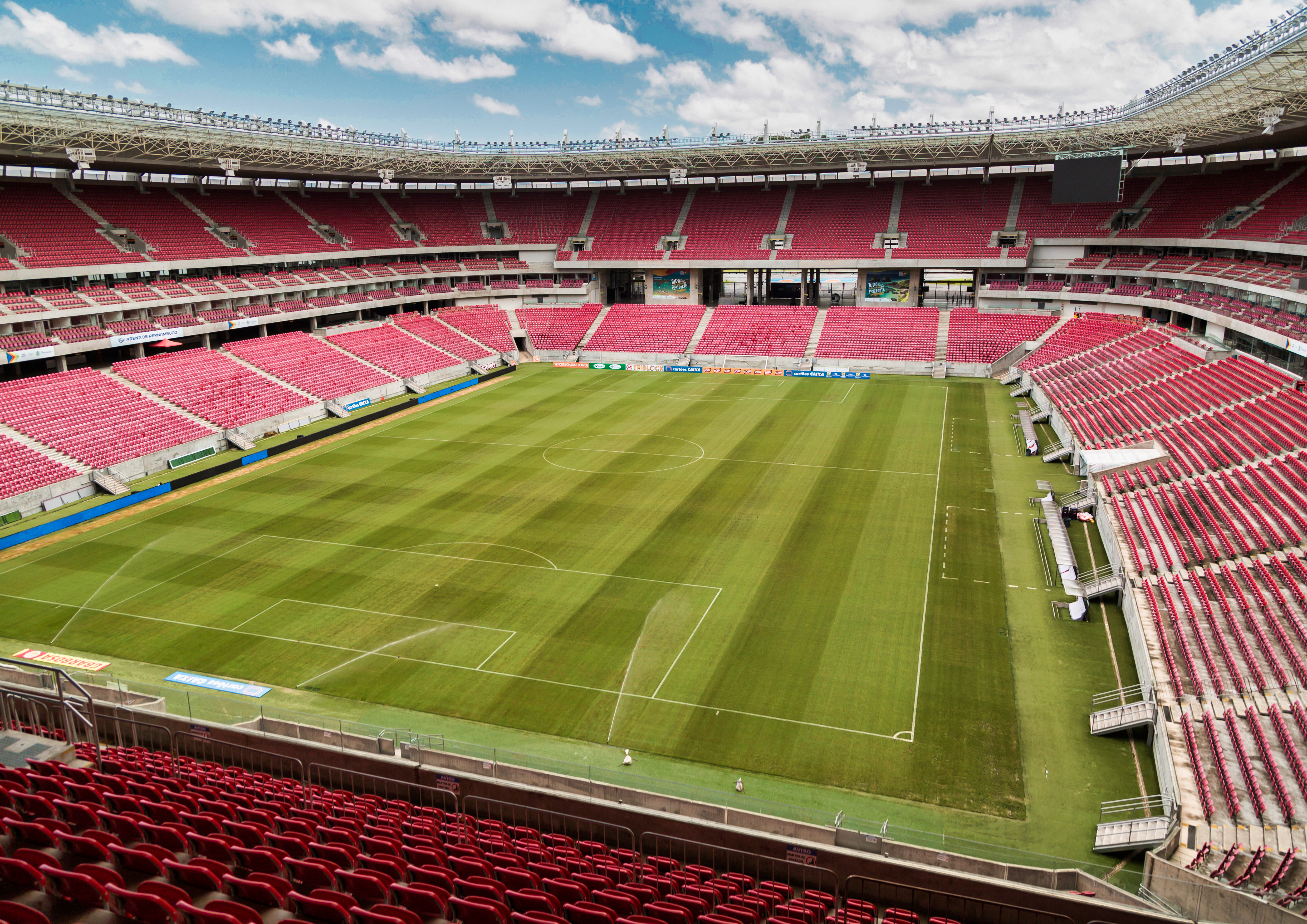
Arena de Pernambuco
Arena do Jacaré
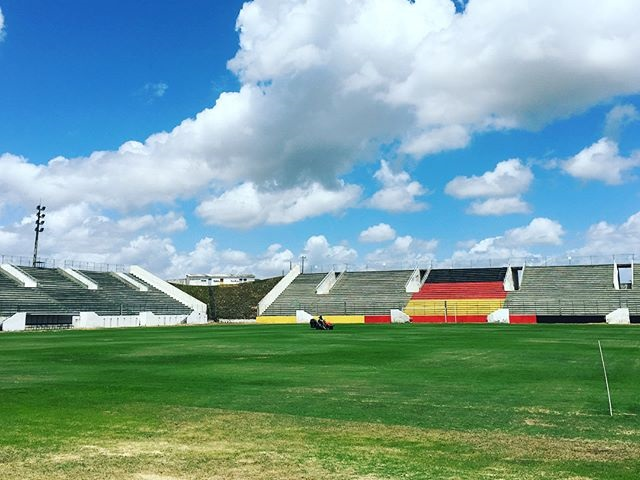
Barrettão
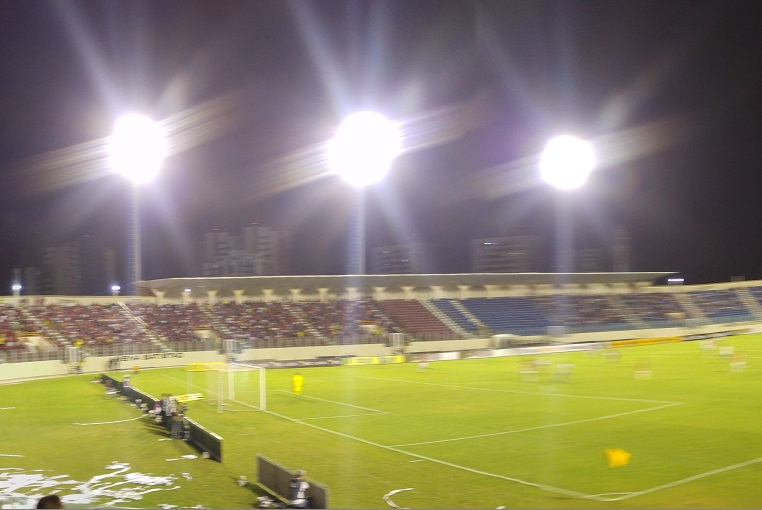
Batistão
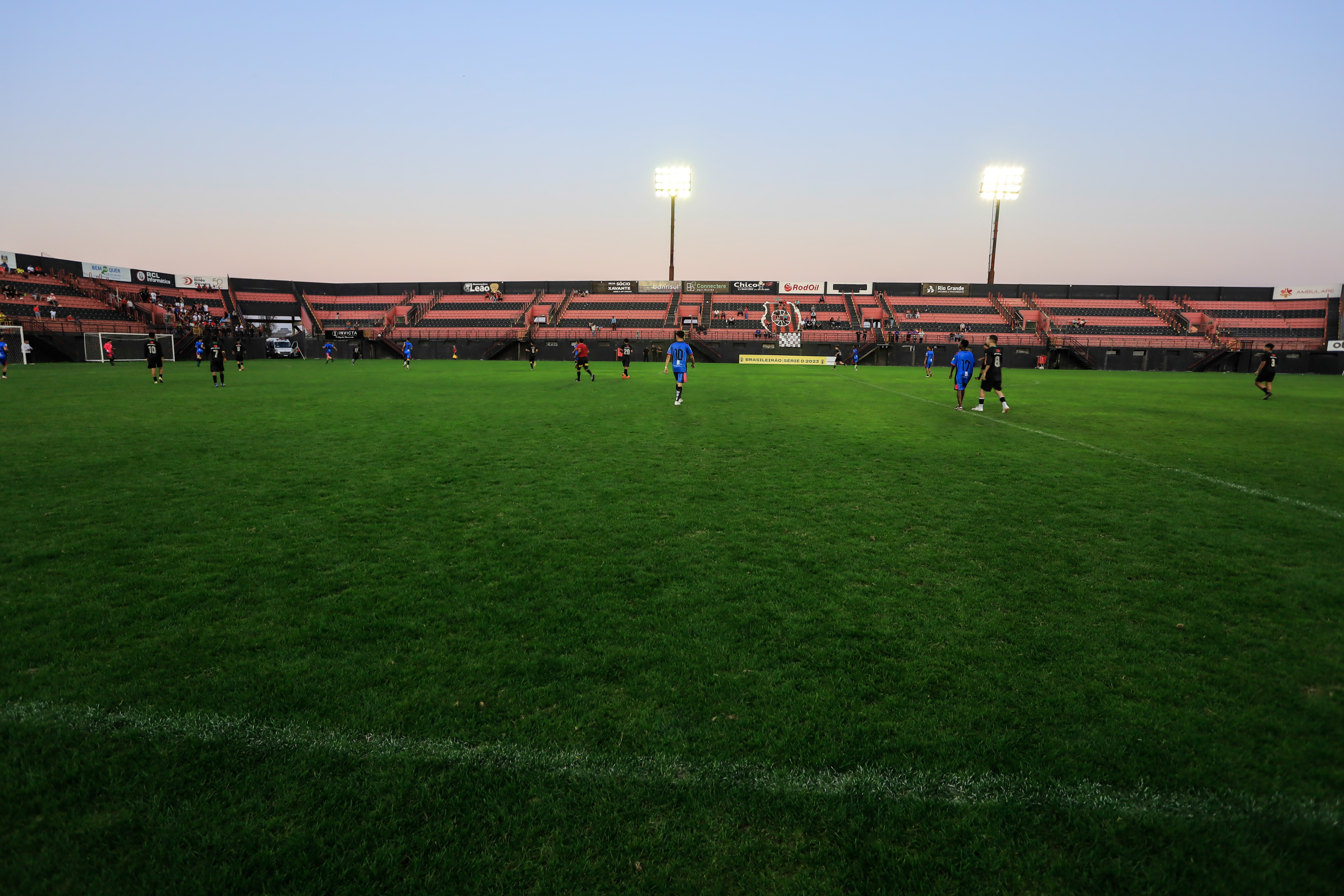
Bento Freitas
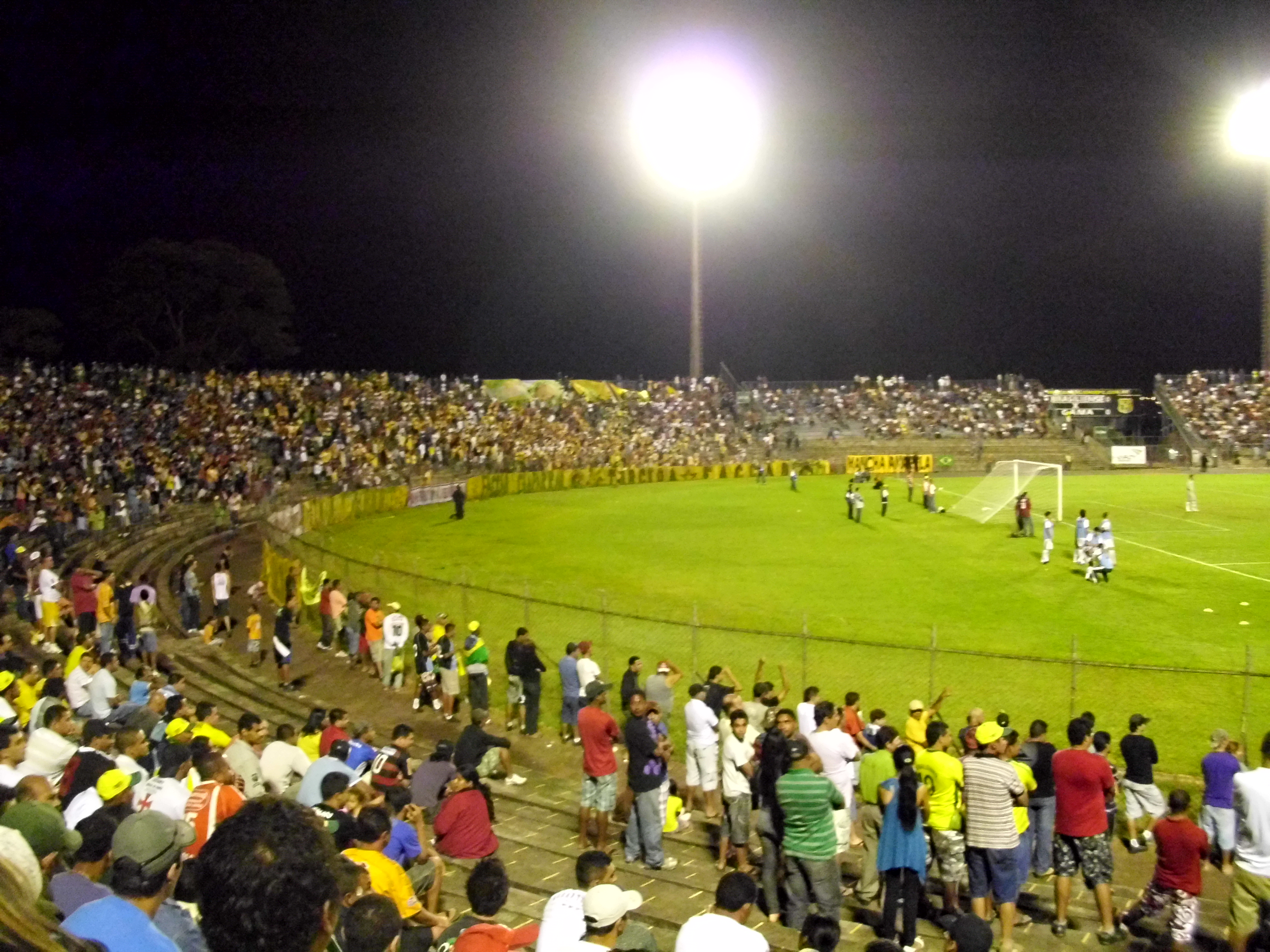
Boca do Jacaré
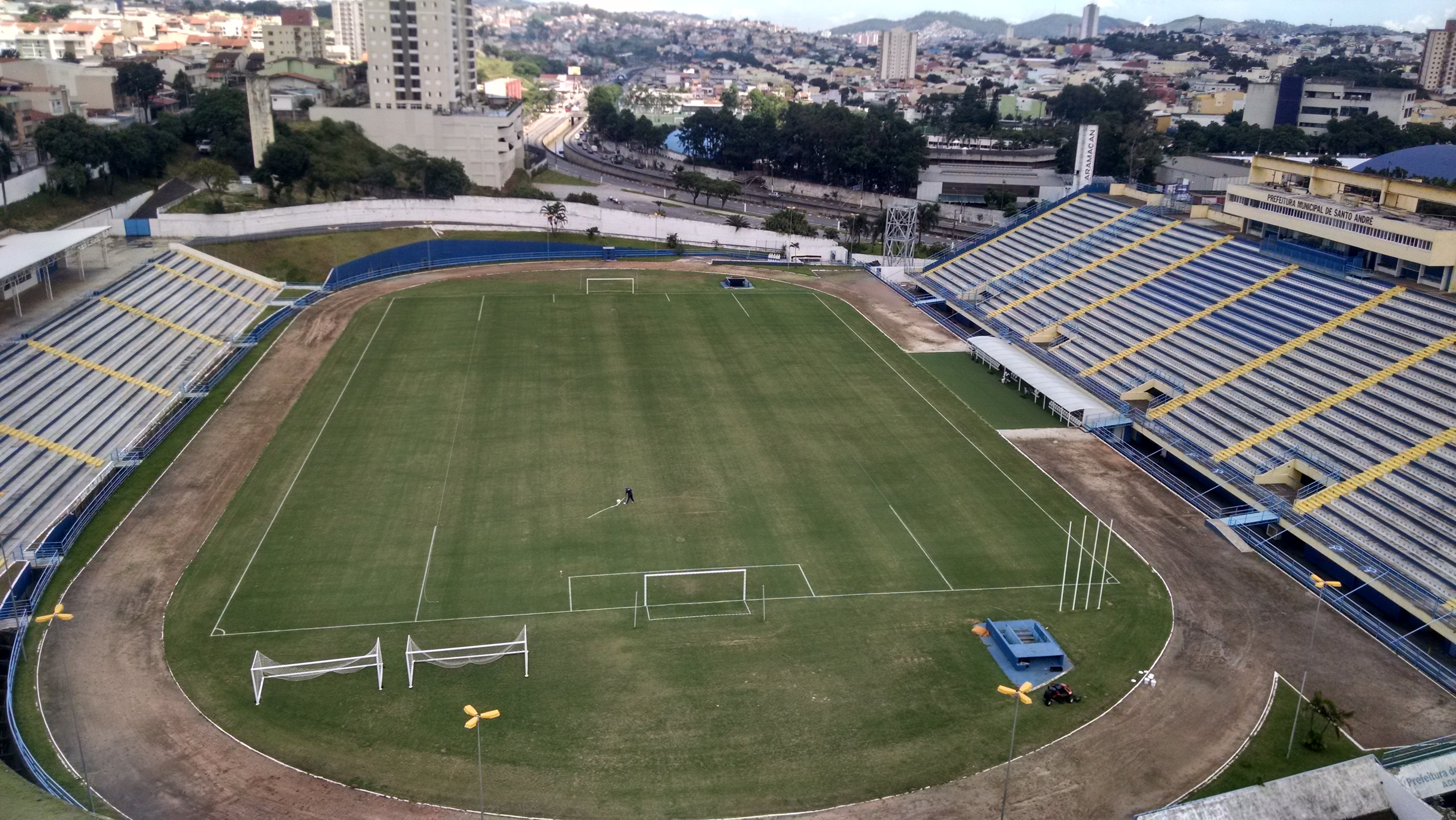
Bruno José Daniel
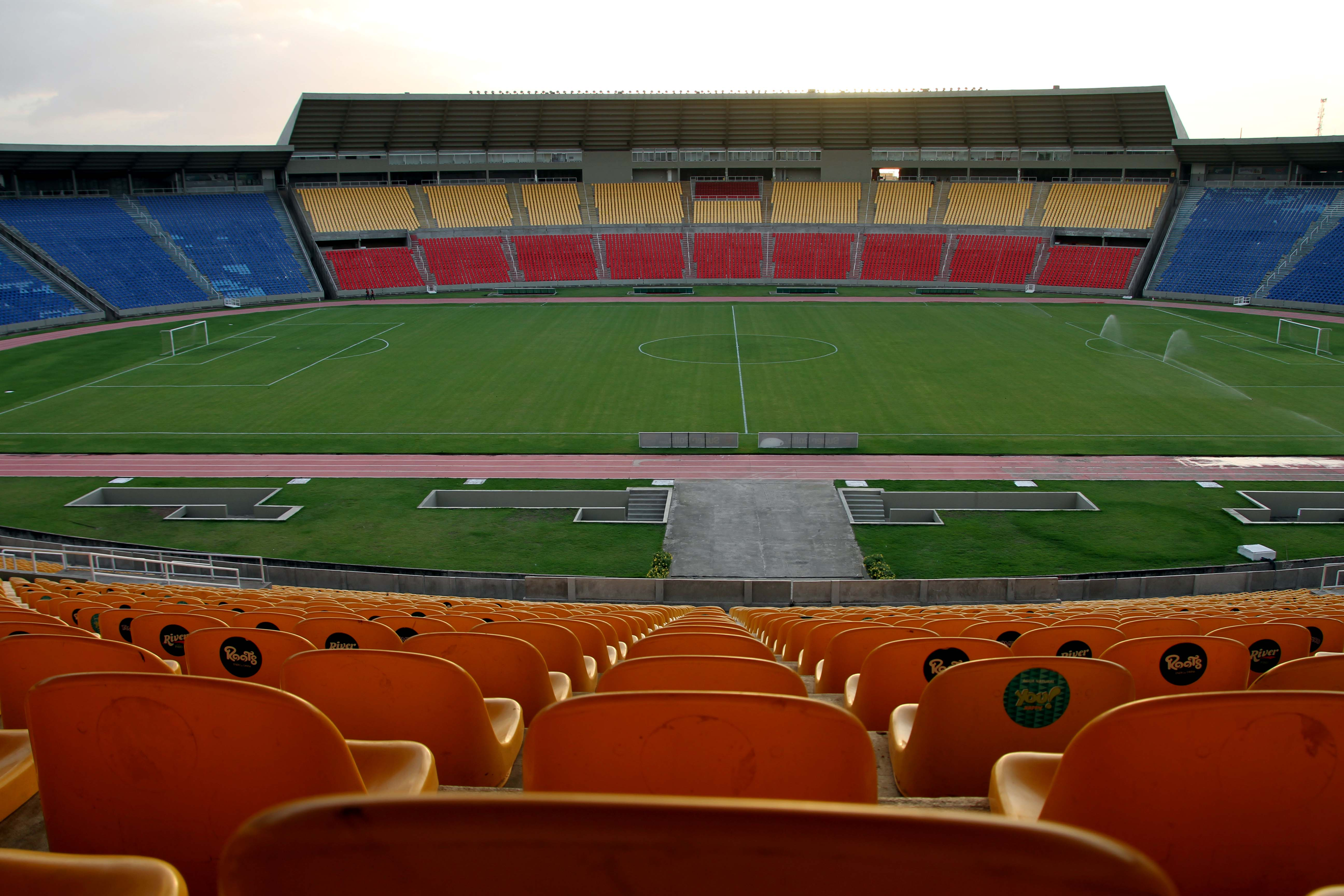
Castelão
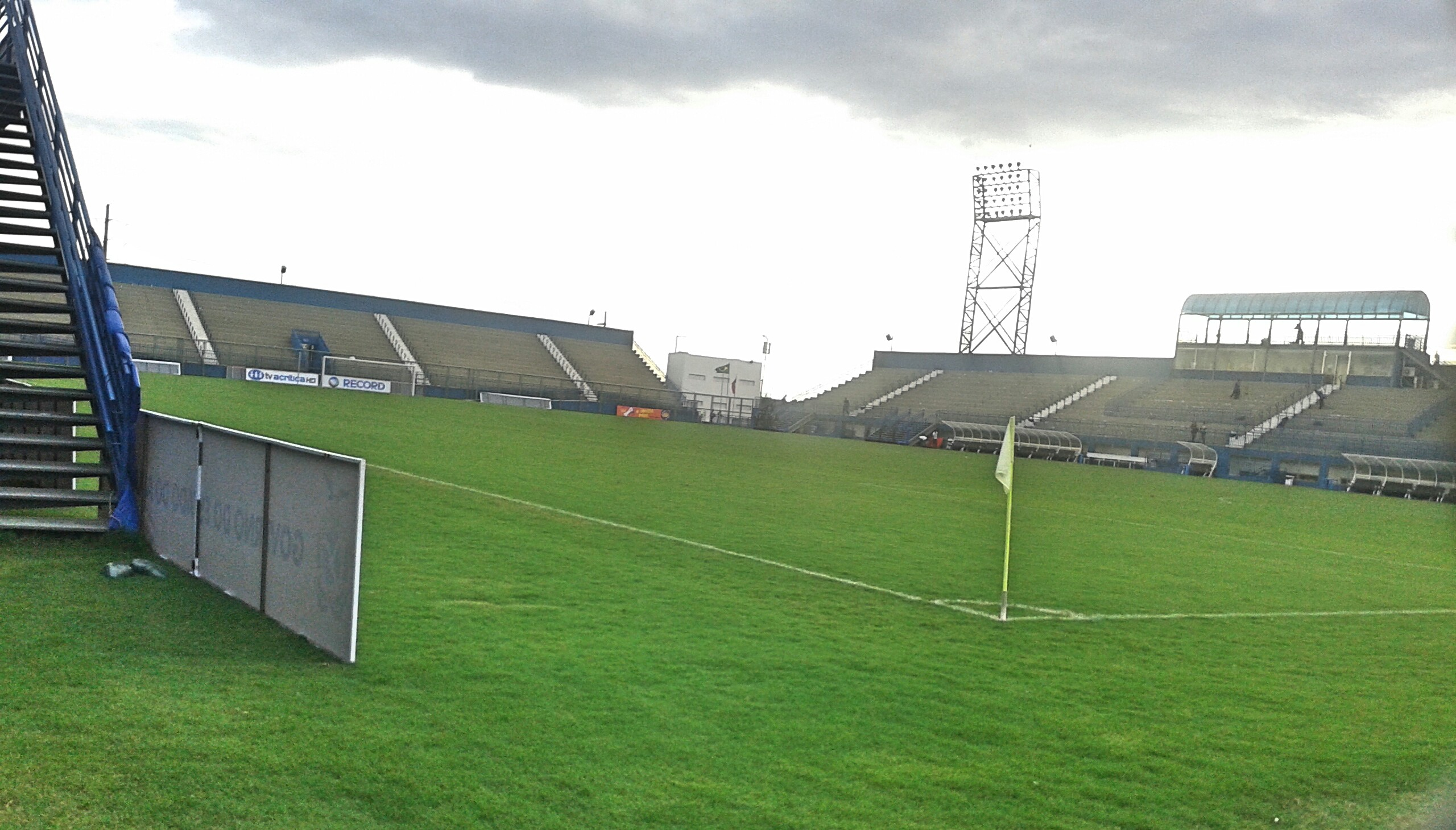
Colina
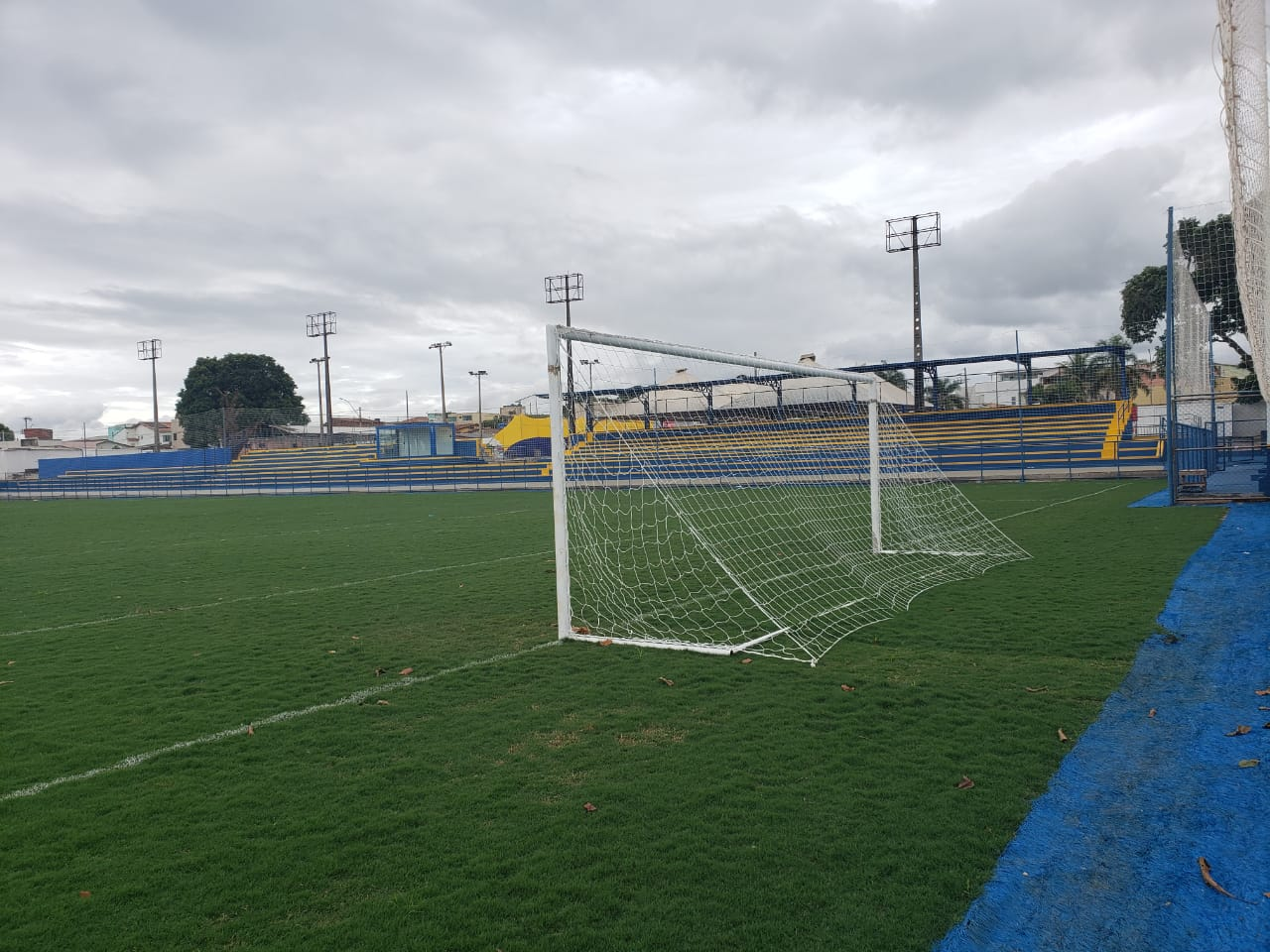
Defelê
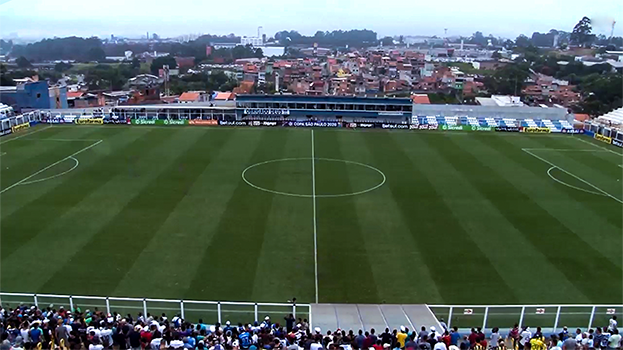
Distrital do Inamar
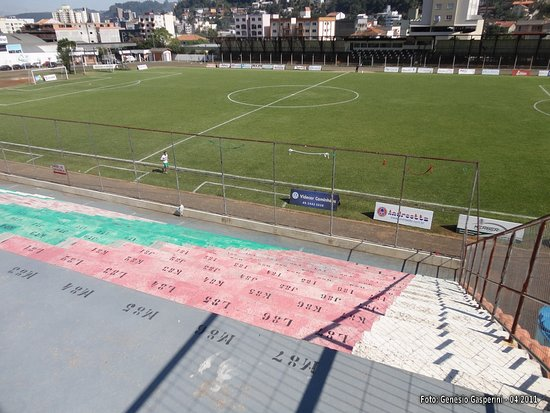
Domingos Machado de Lima
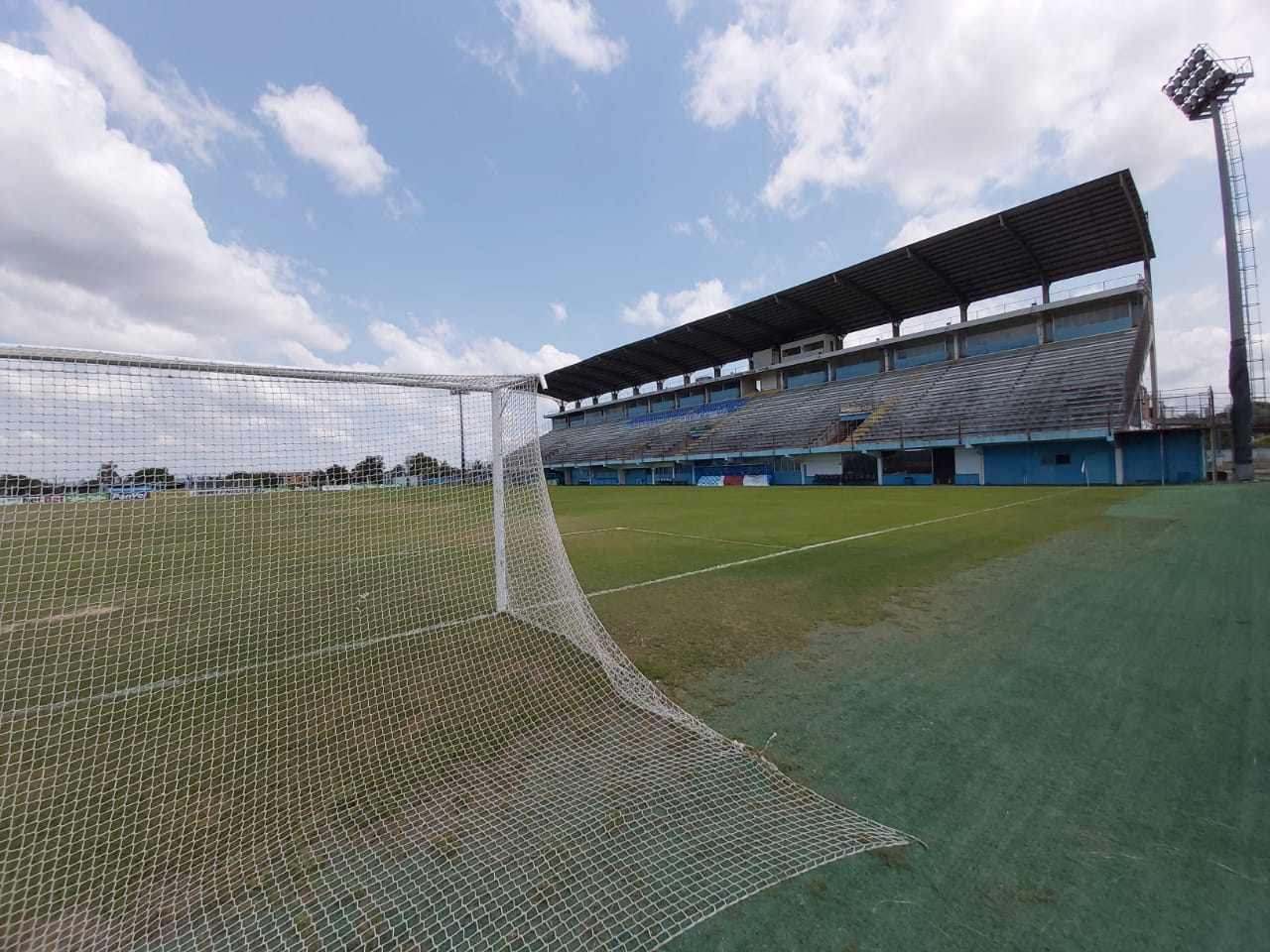
Estádio do Vale
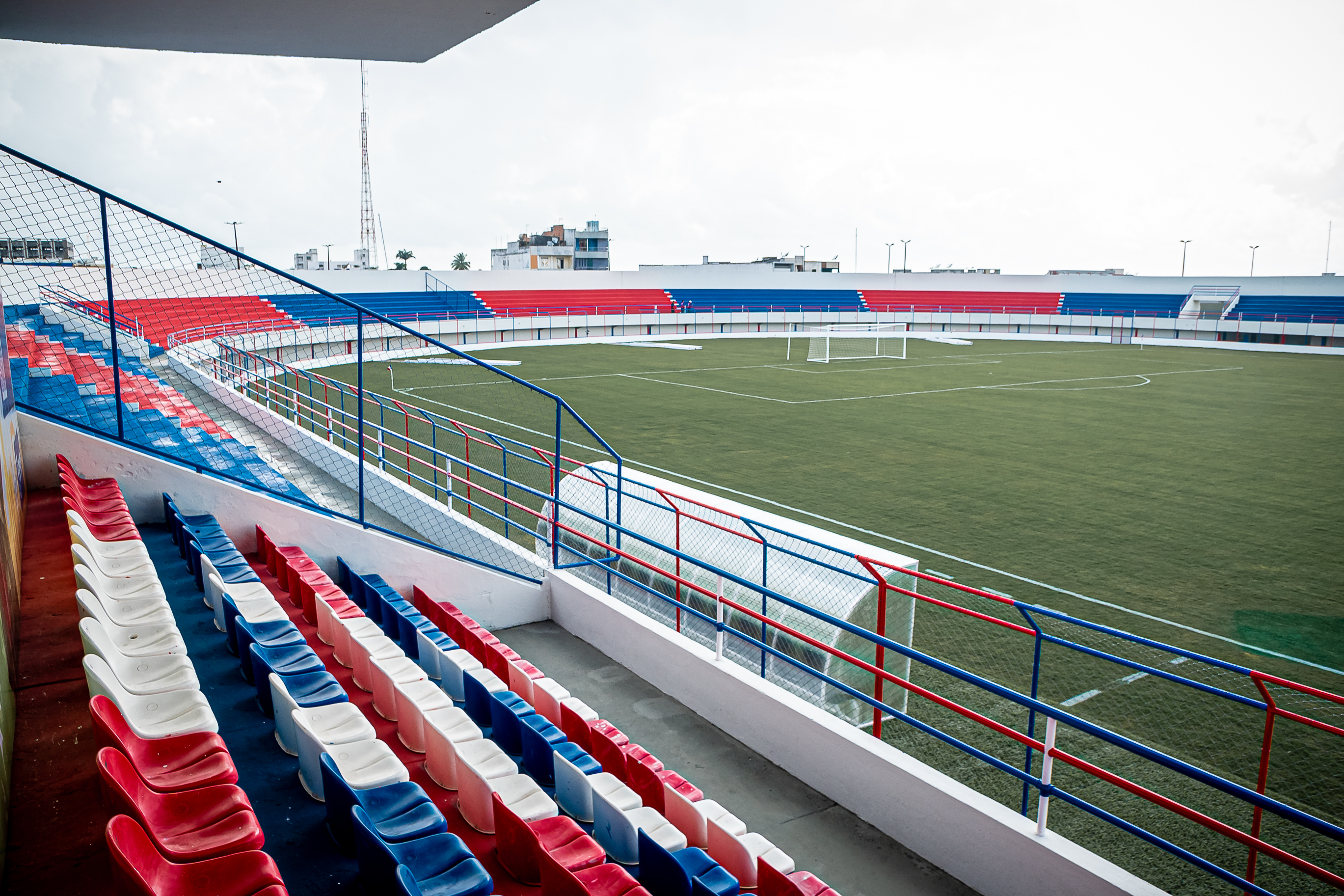
Etelvino Mendonça
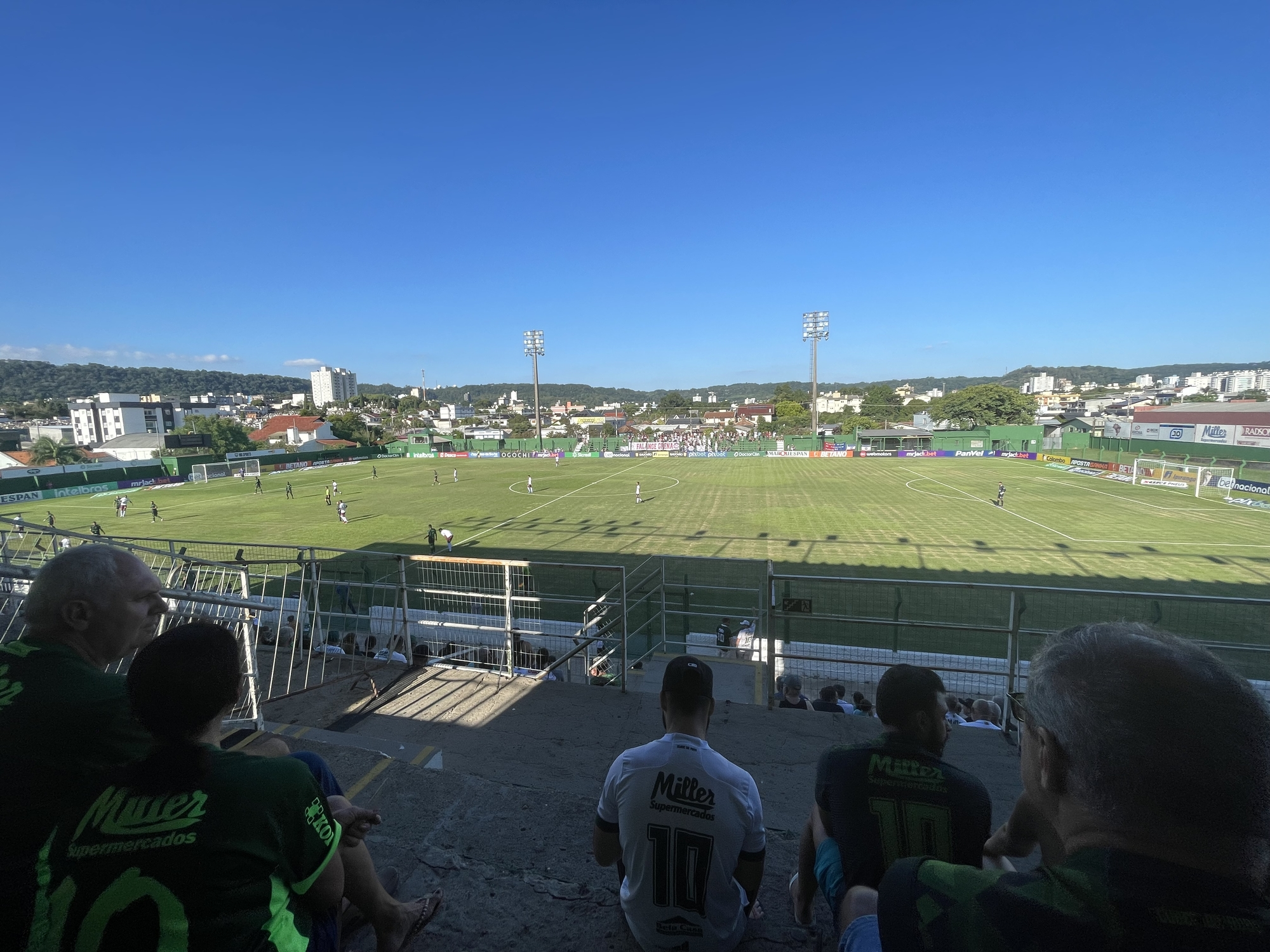
Eucaliptos
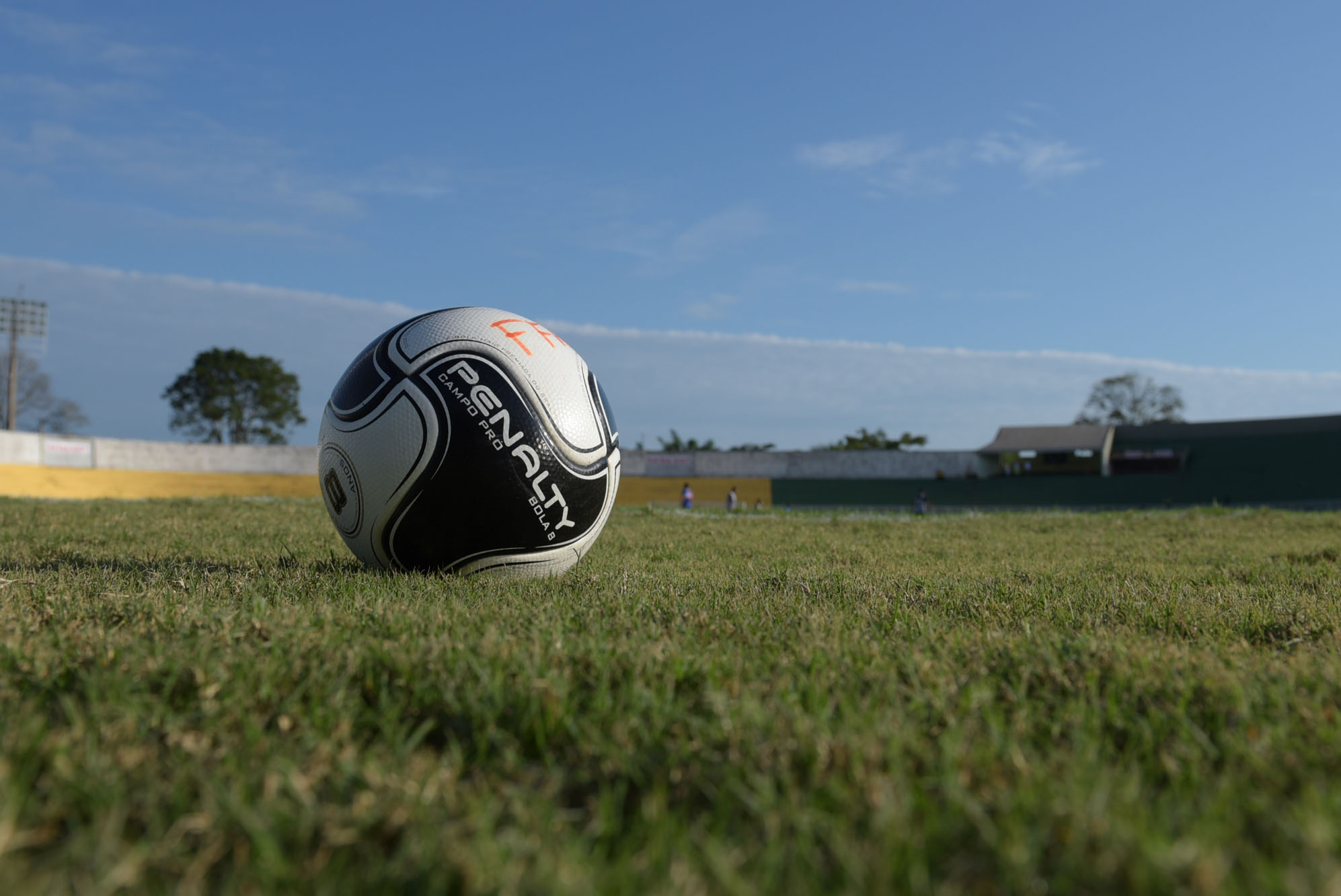
Florestão
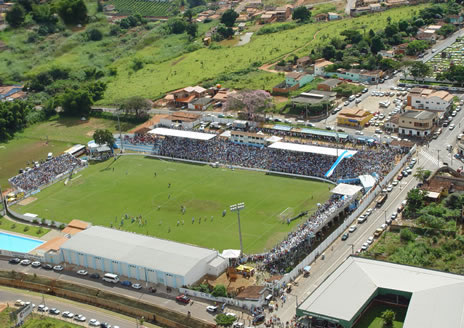
Genervino da Fonseca
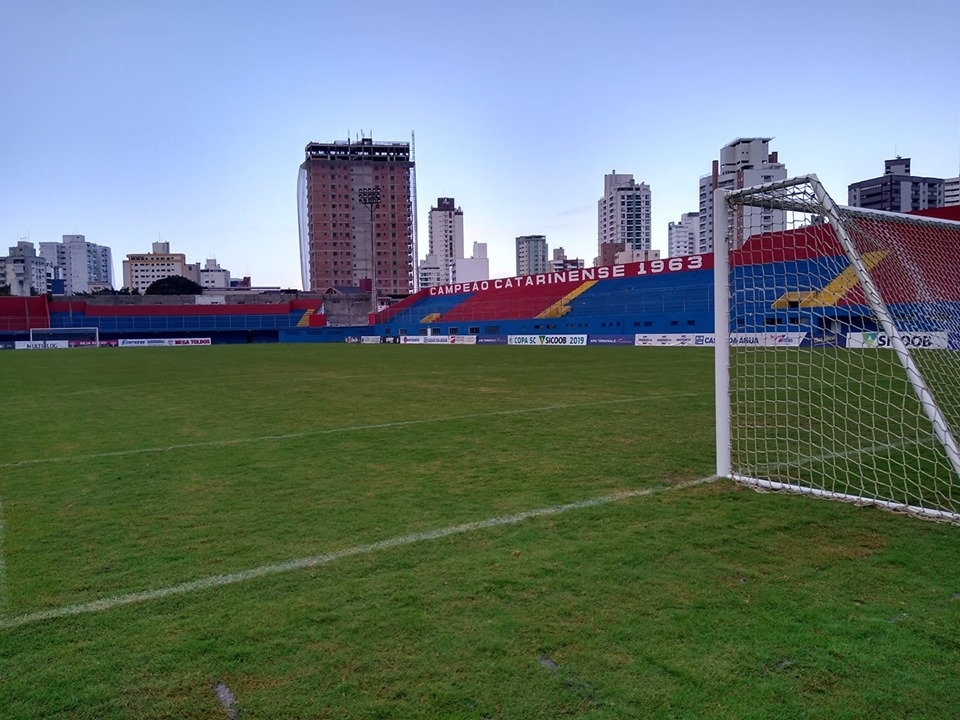
Gigantão das Avenidas
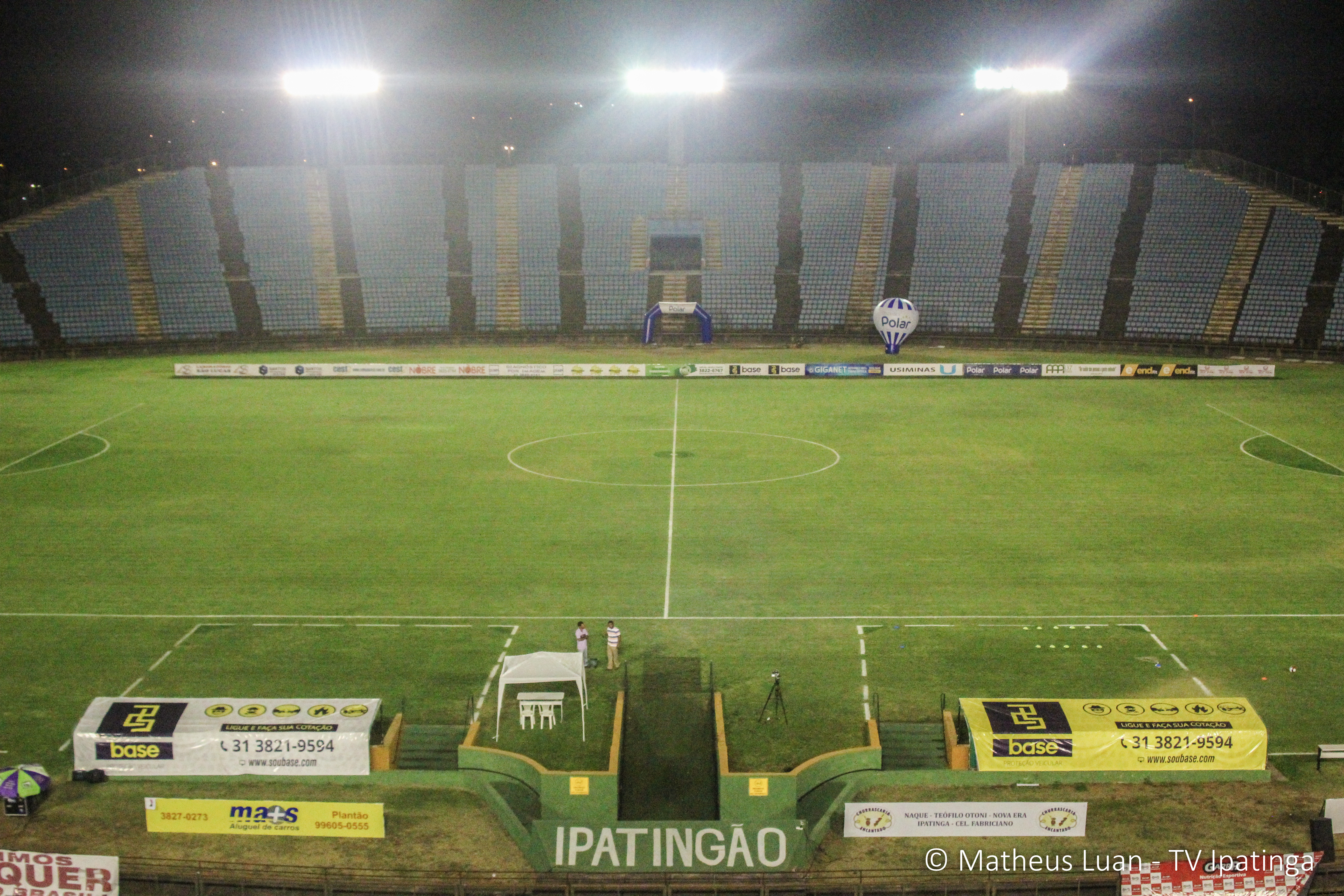
Ipatingão
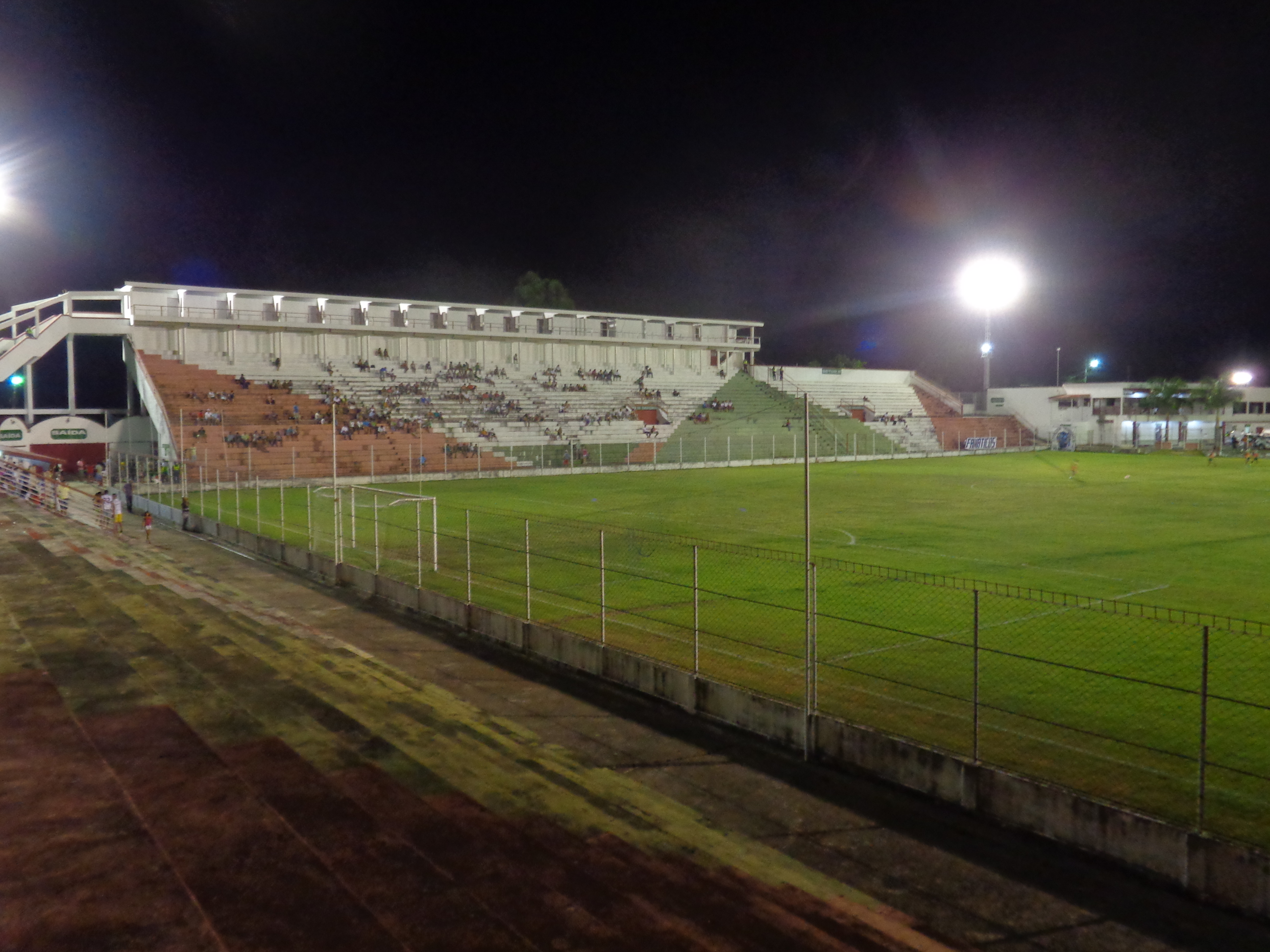
José Olímpio da Rocha
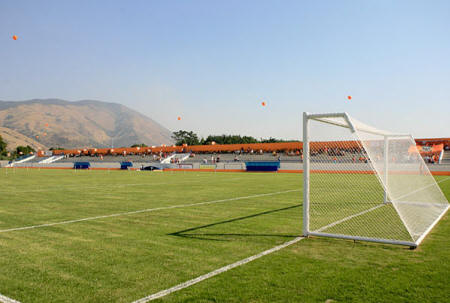
Laranjão
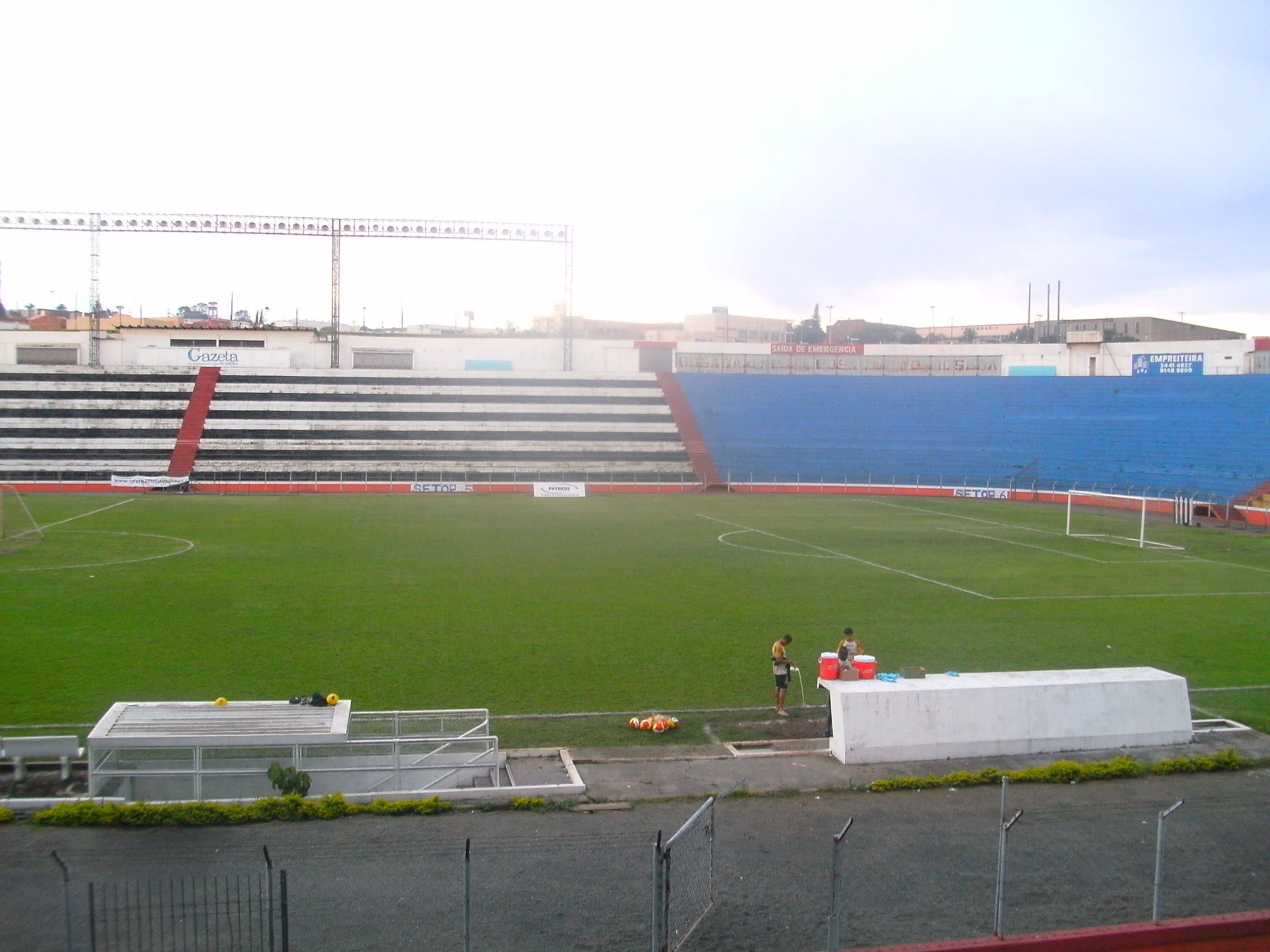
Limeirão
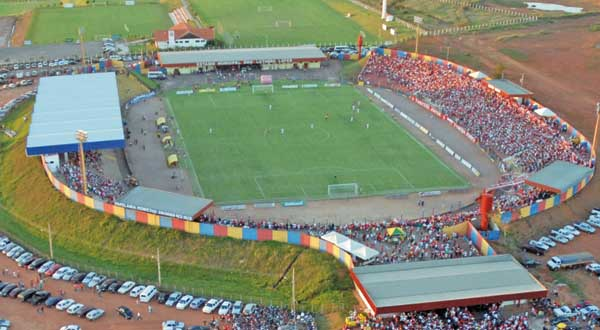
Luthero Lopes
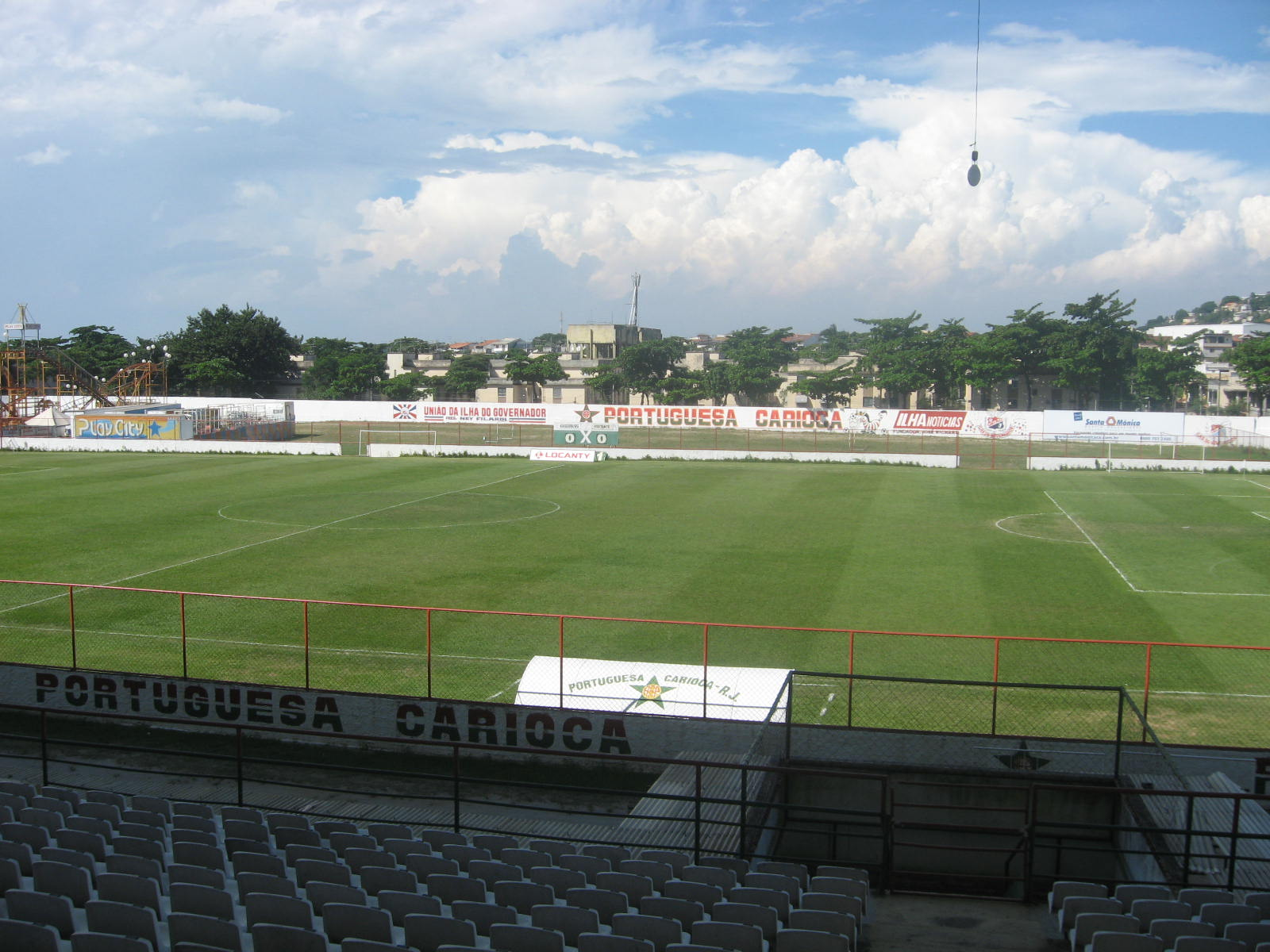
Luso-Brasileiro
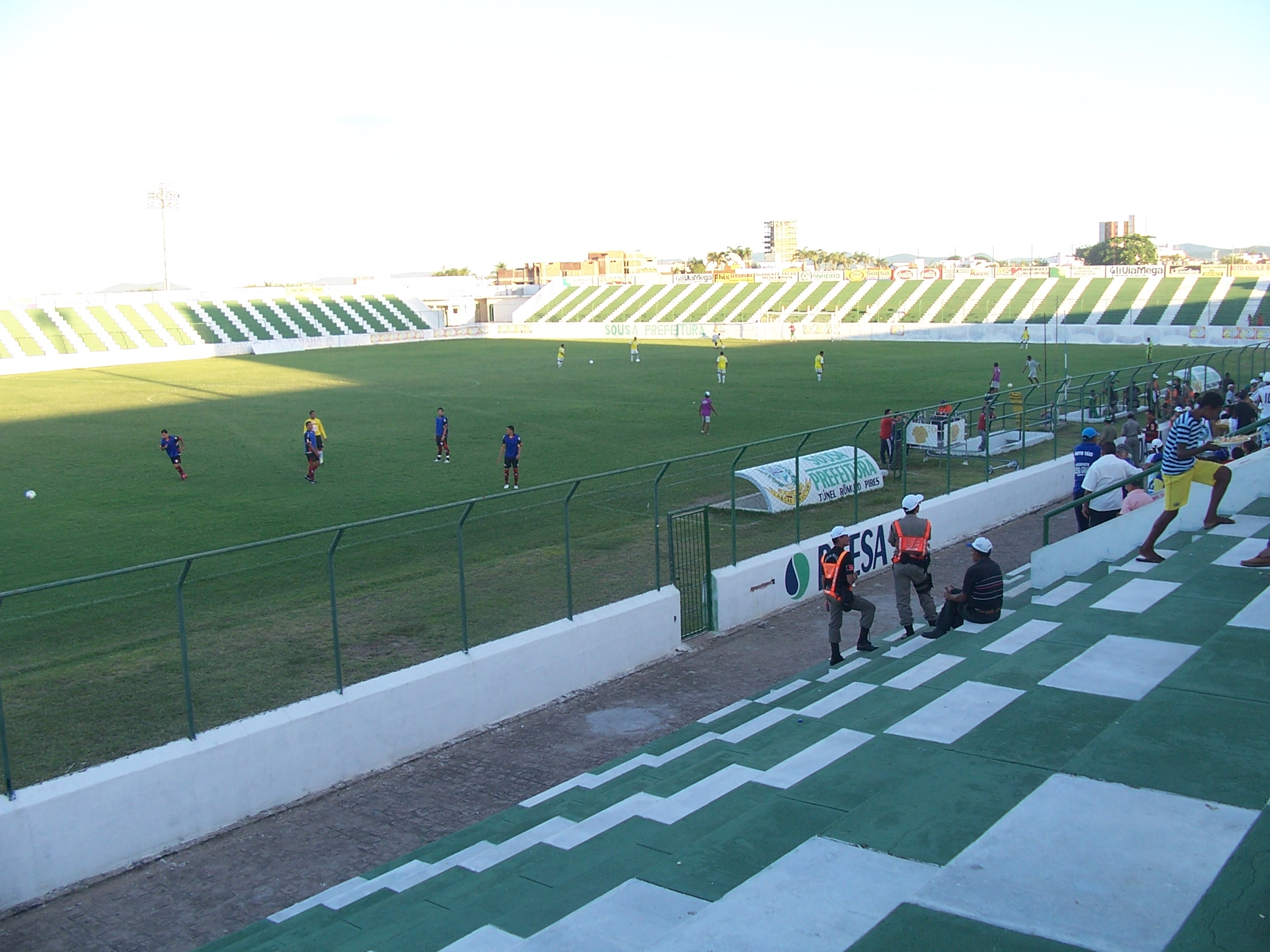
Marizão
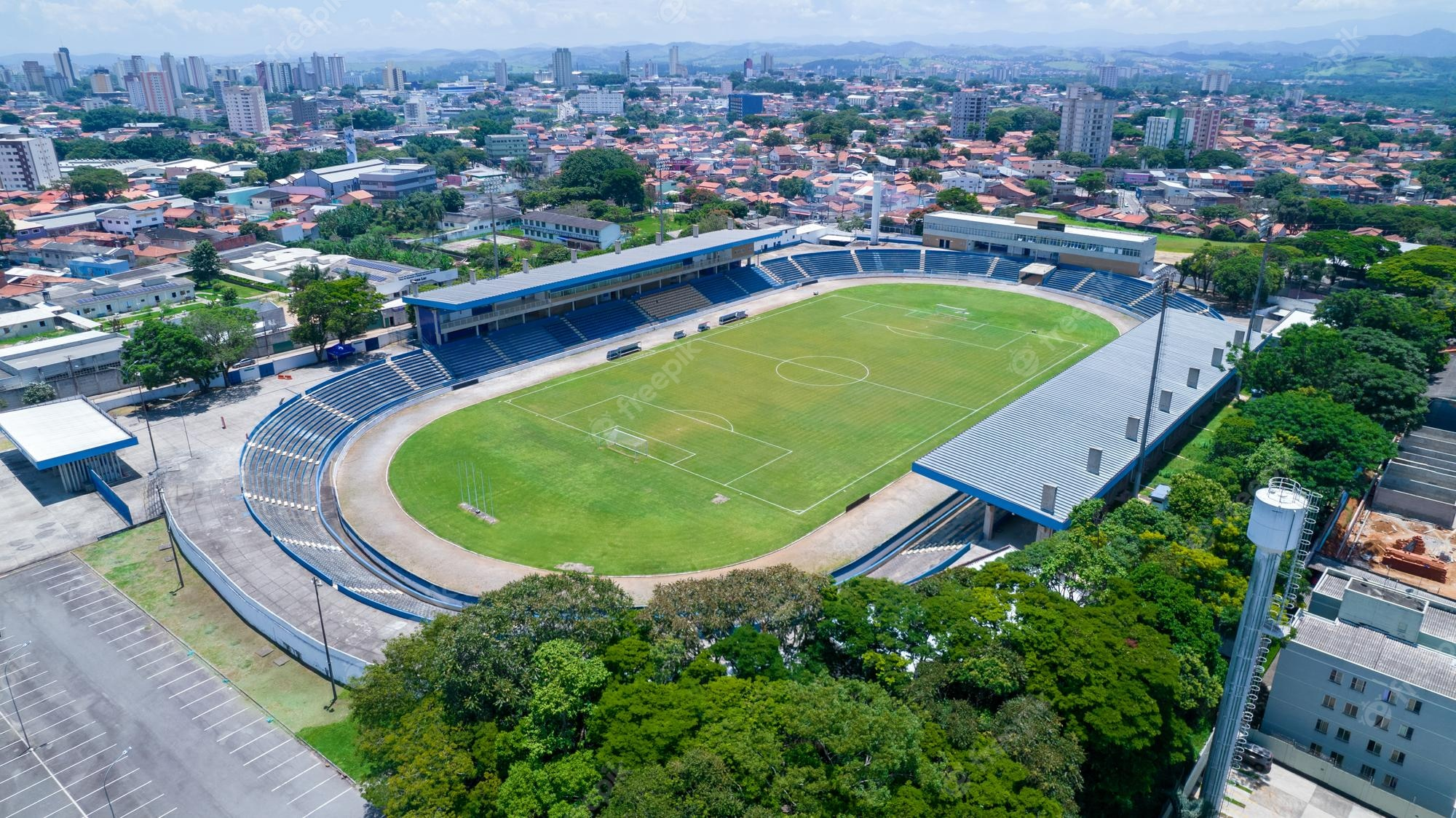
Martins Pereira
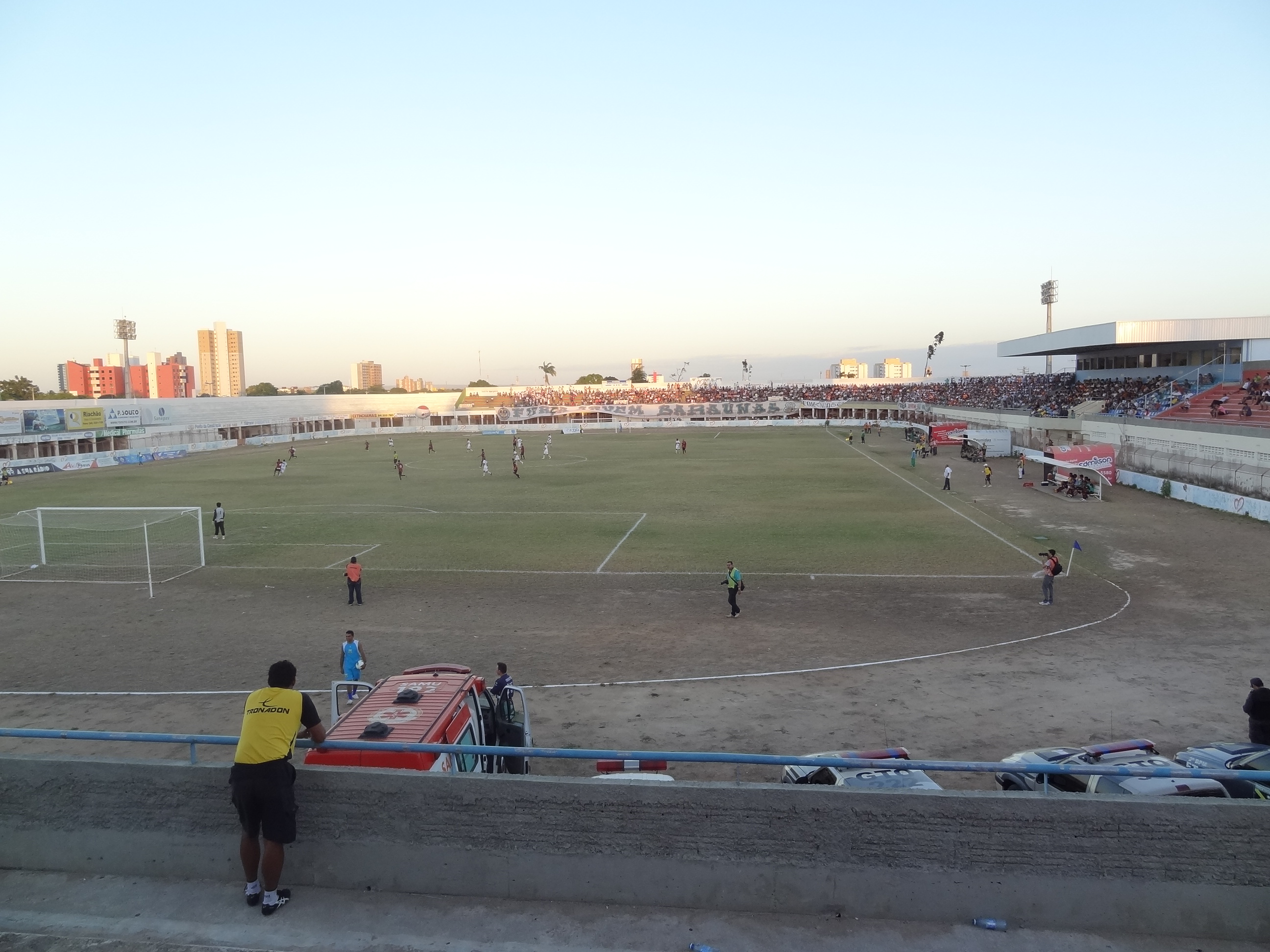
Nogueirão
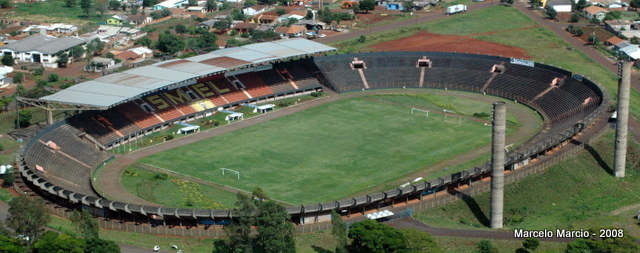
Olímpico Regional
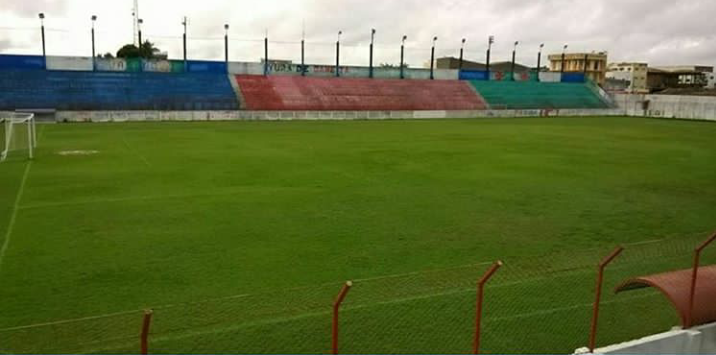
Parque do Bacurau
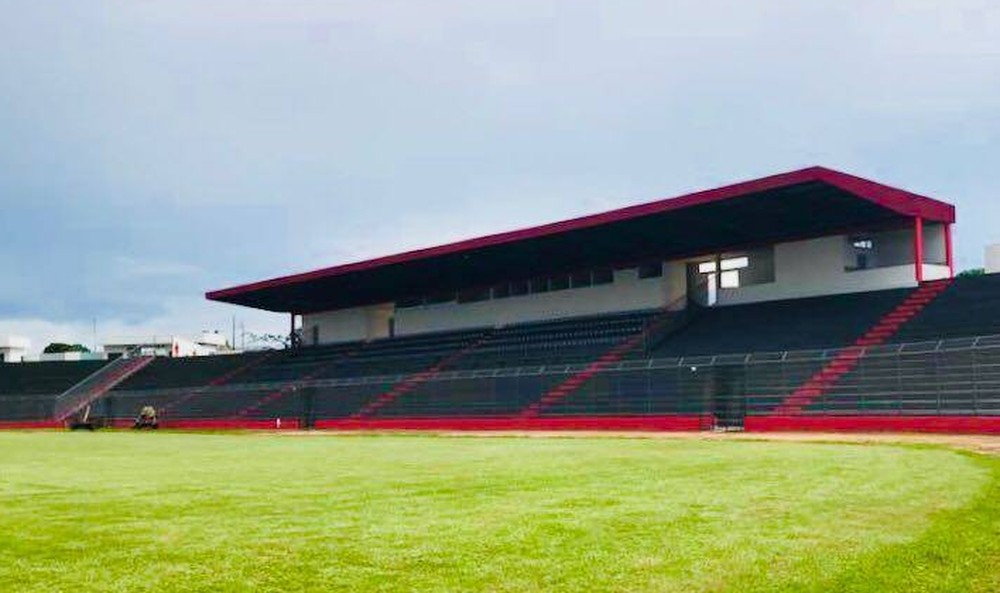
Pedro Alves do Nascimento
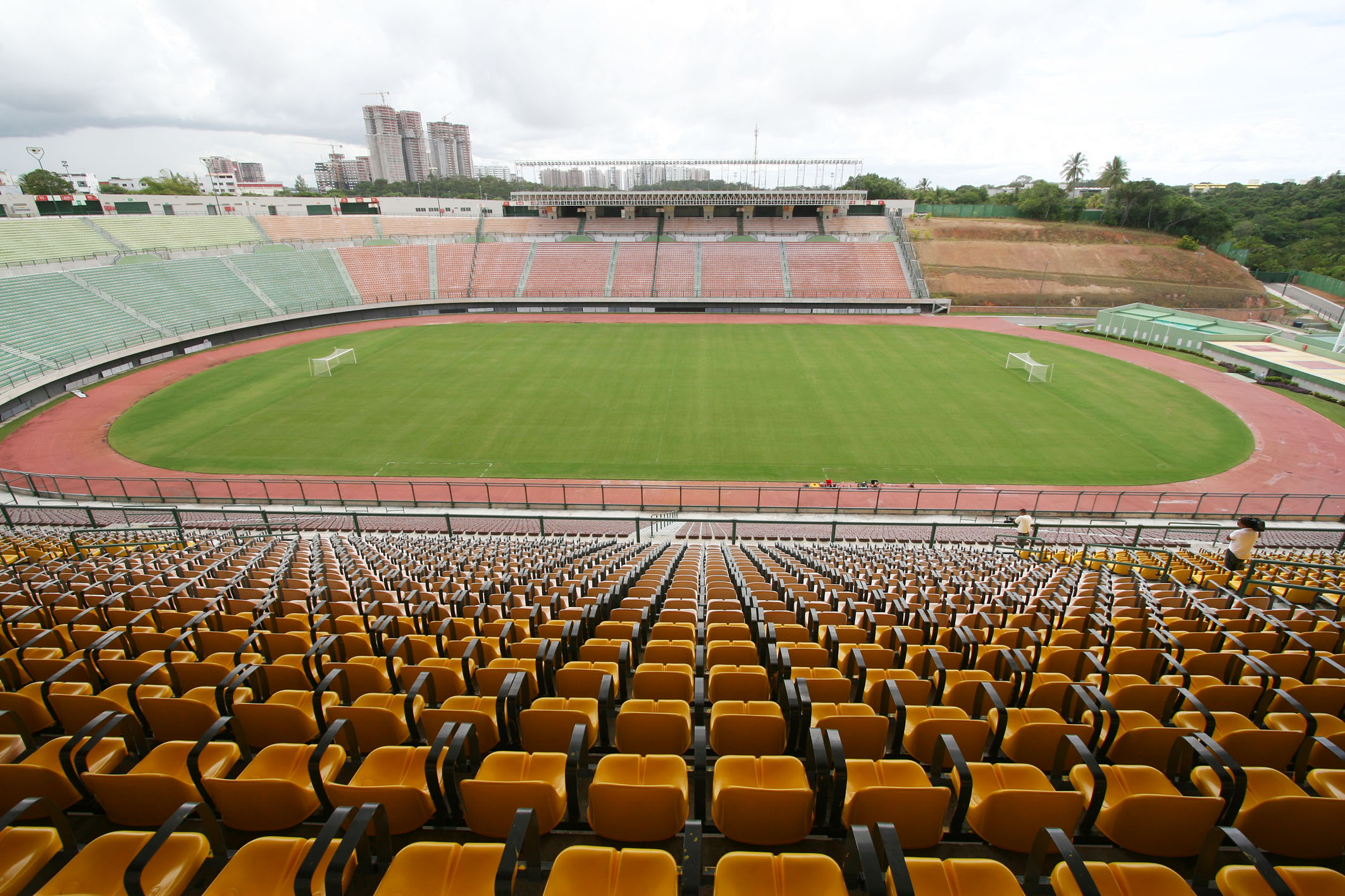
Pituaçu
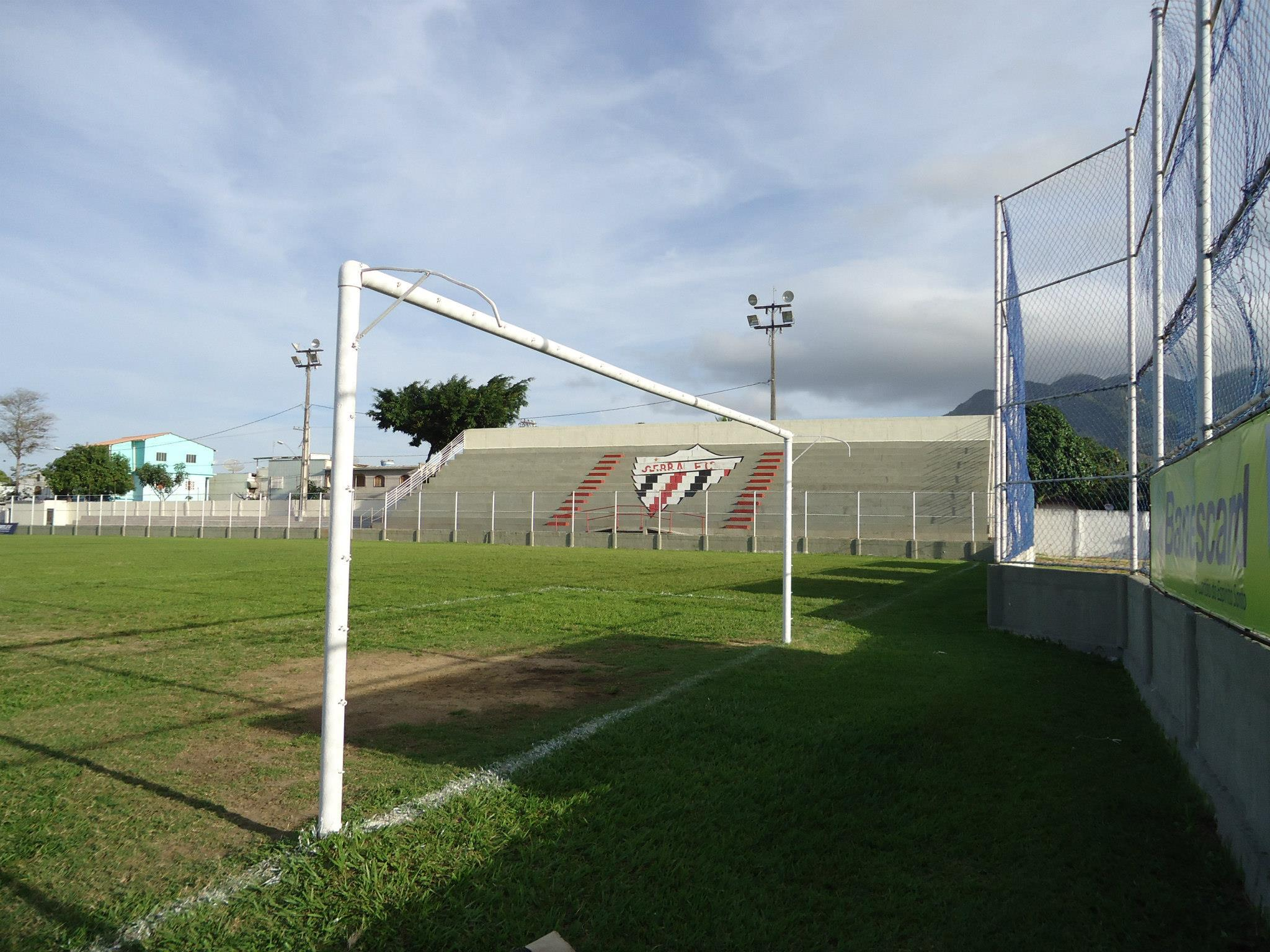
Robertão
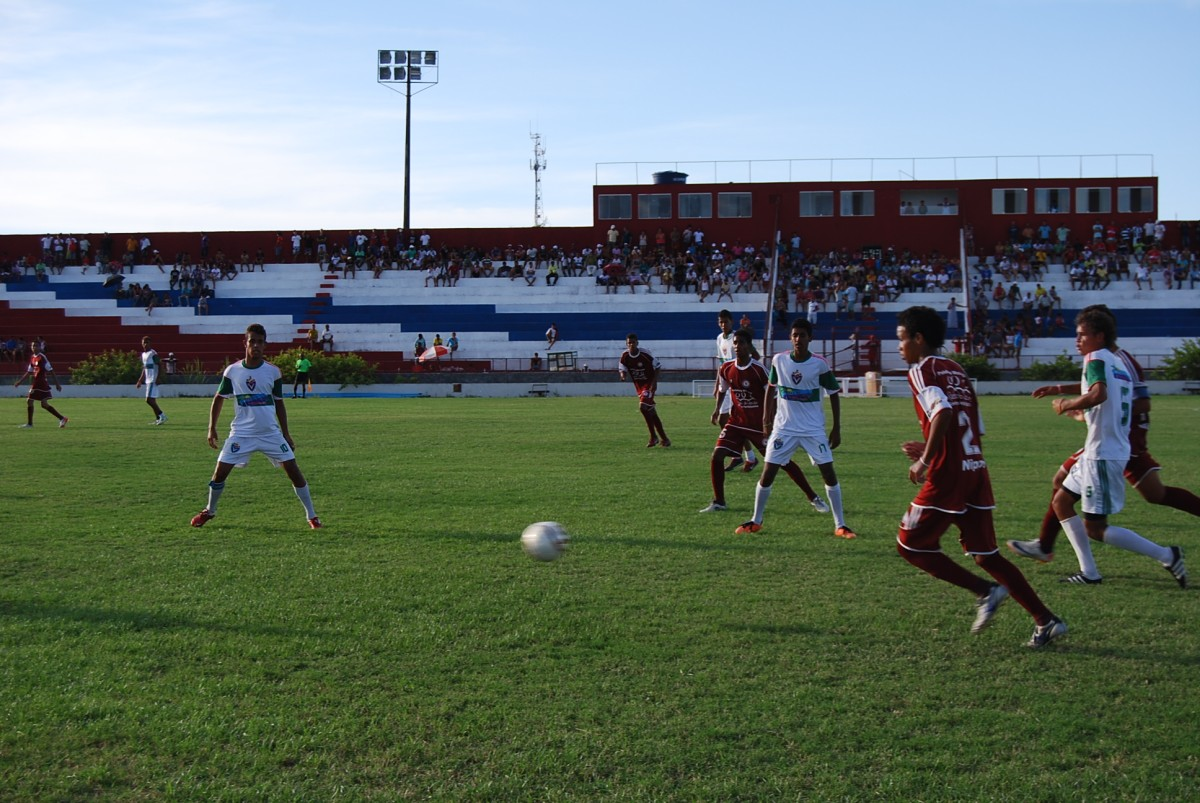
Valfredão
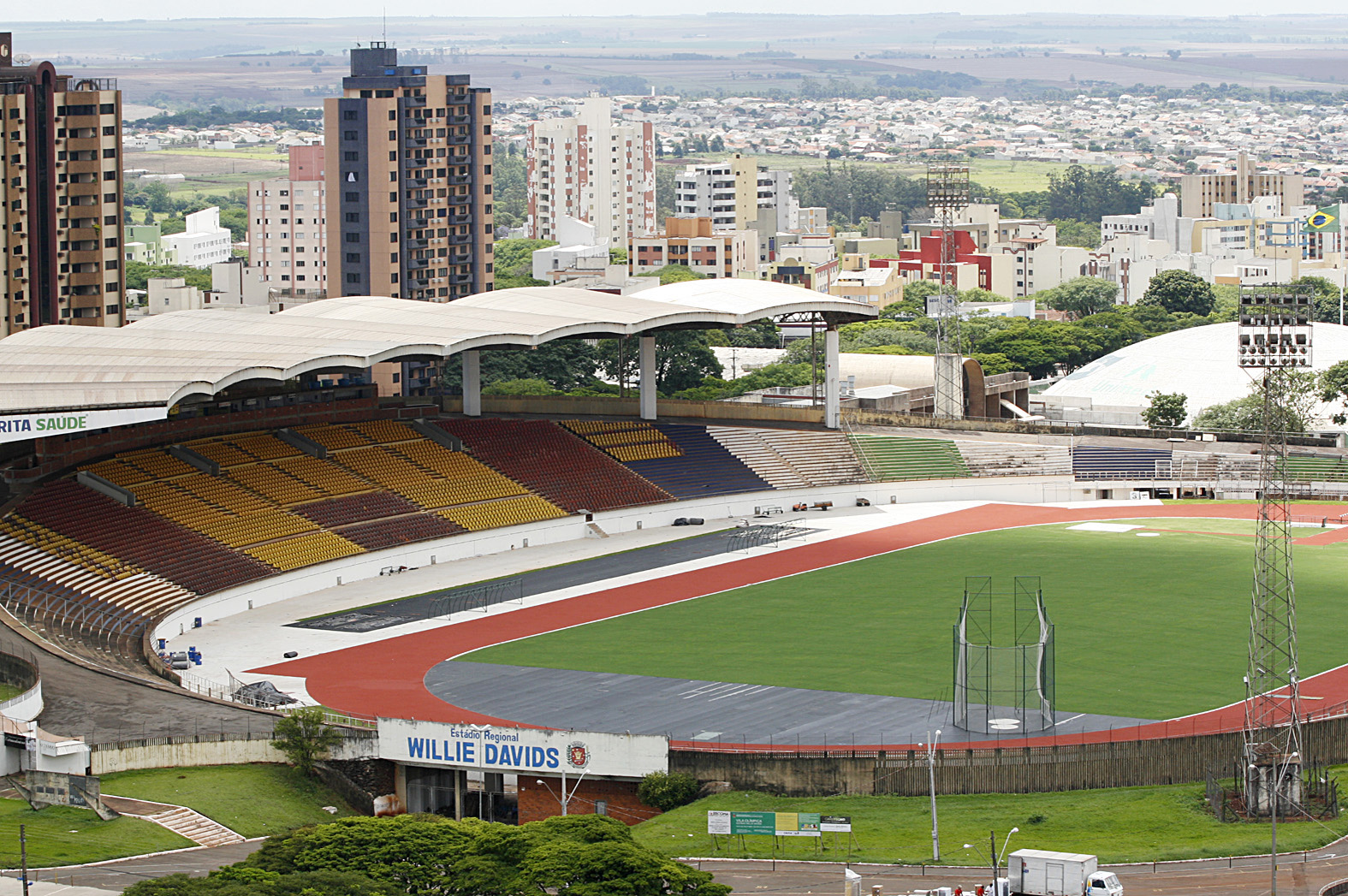
Willie Davids
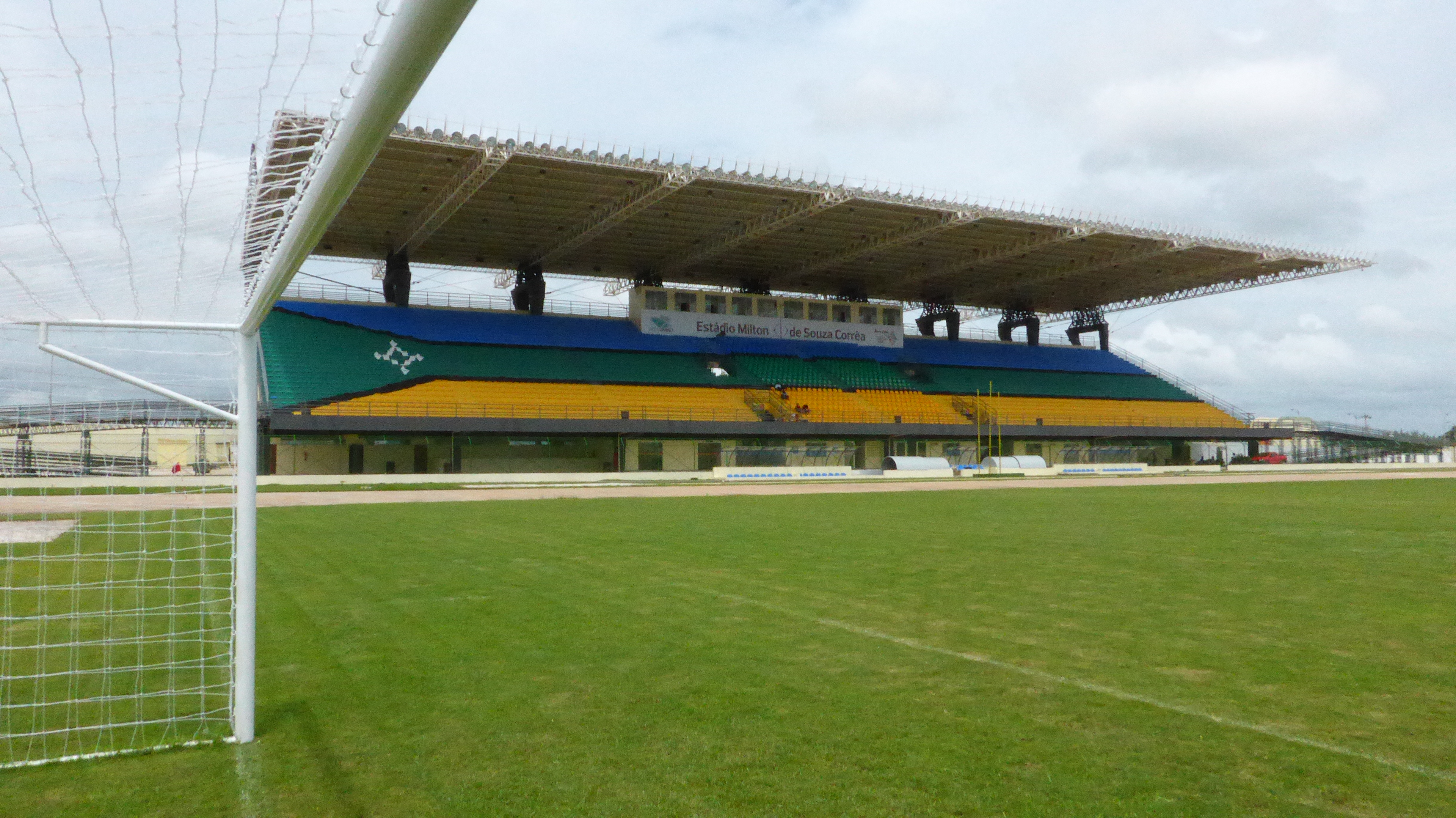
Zerão
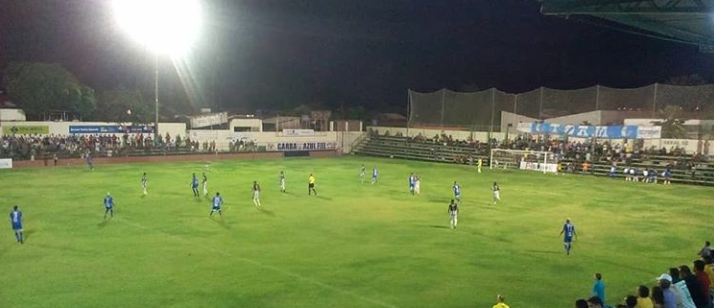
Zinho de Oliveira

### Outros estádios
Além dos estádios de mando usual, outros estádios foram utilizados devido a punições de perda de mando de campo impostas pelo Superior Tribunal de Justiça Desportiva ou por conta de problemas de interdição dos estádios usuais ou simplesmente por opção dos clubes em mandar seus jogos em outros locais, geralmente buscando uma melhor renda.

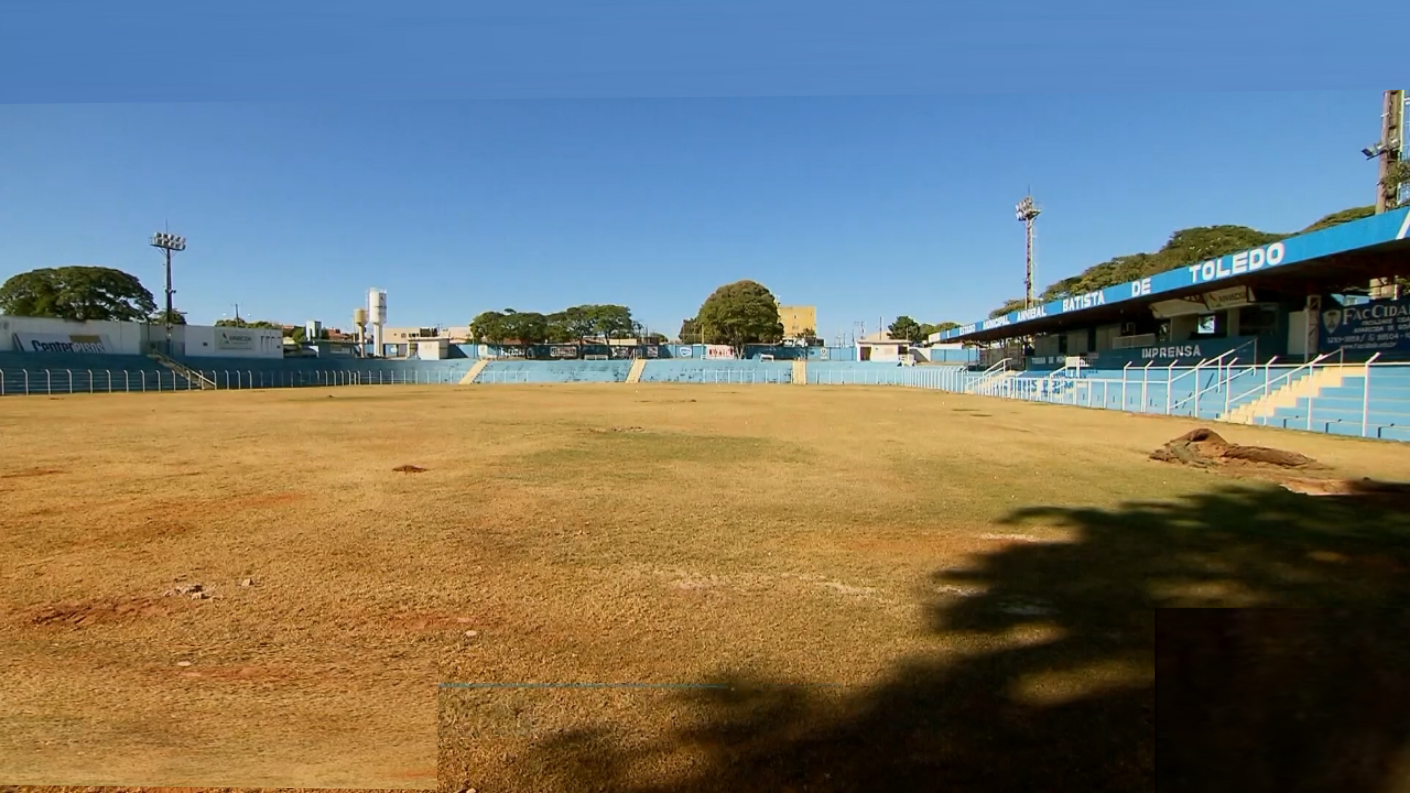
Annibal de Toledo (Aparecida de Goiânia)
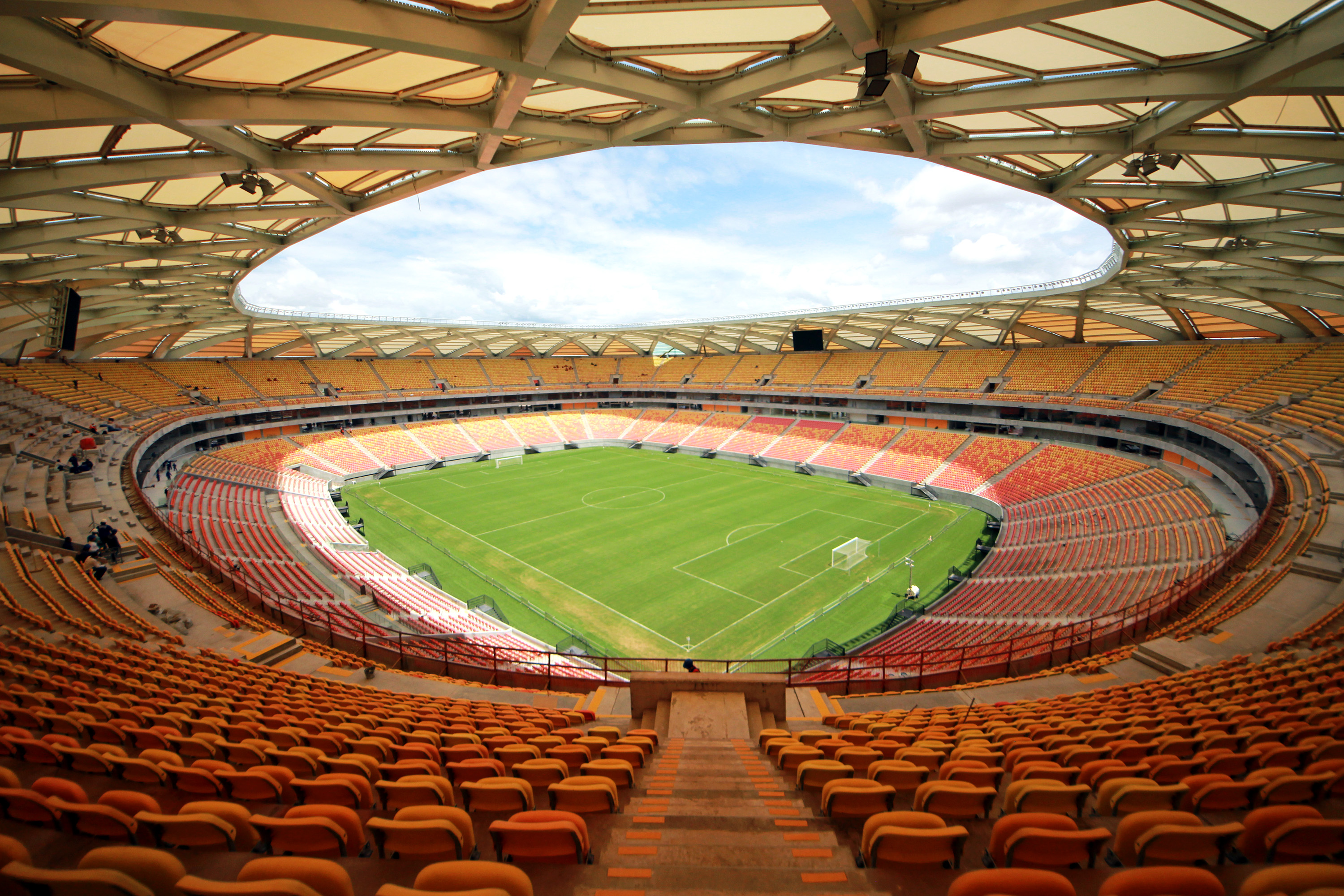
Arena da Amazônia (Manaus)
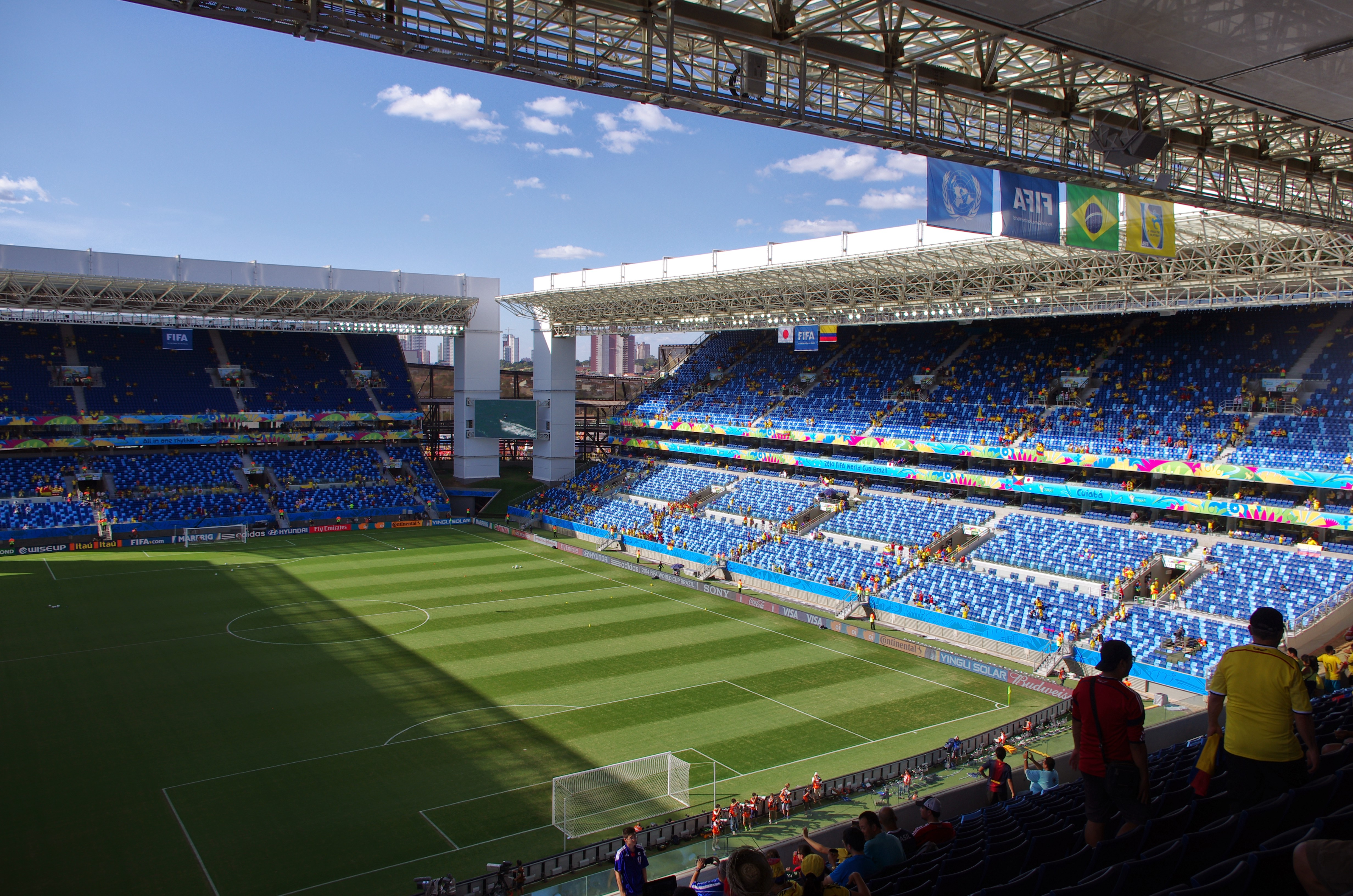
Arena Pantanal (Cuiabá)
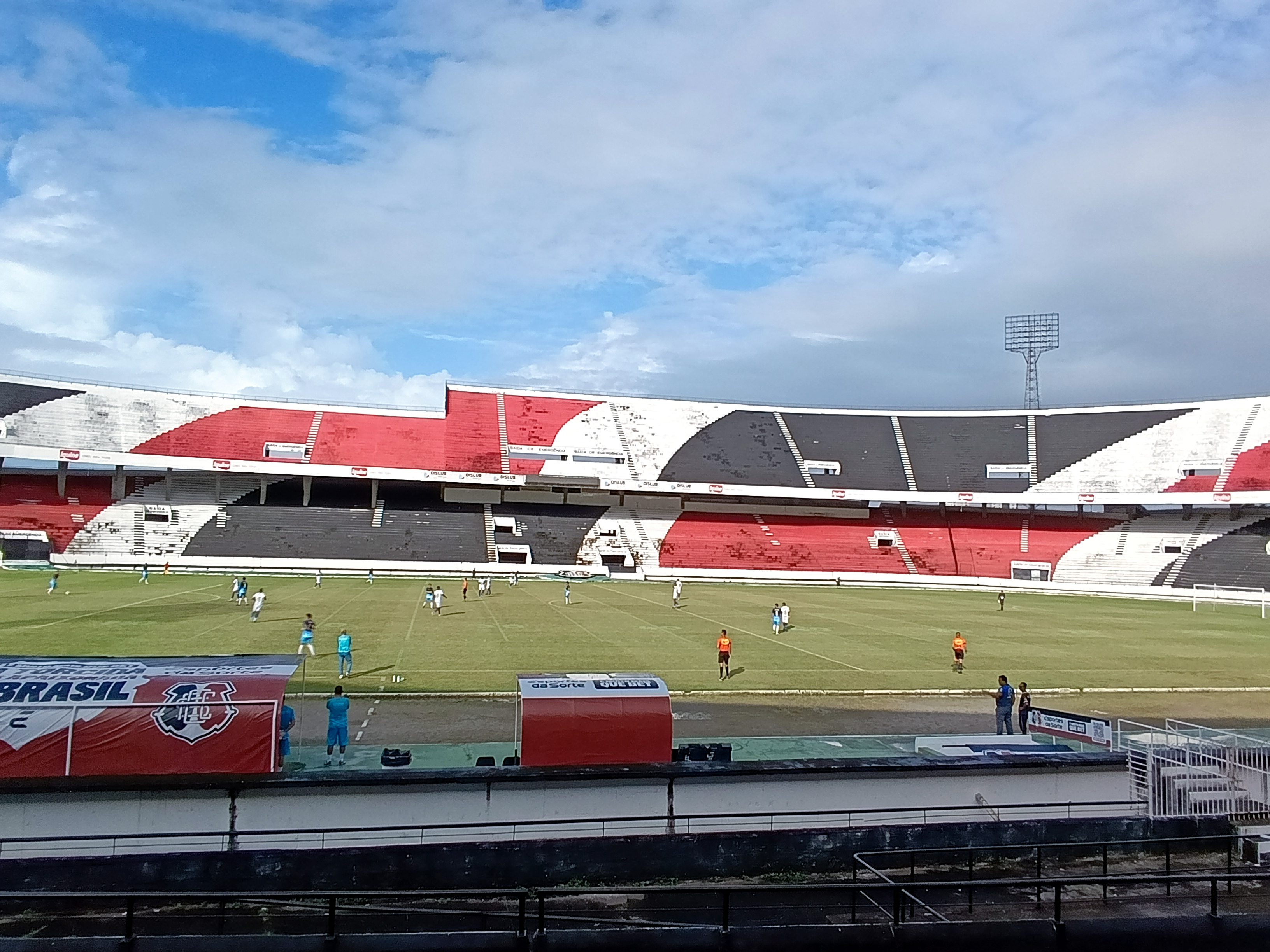
Arruda (Recife)
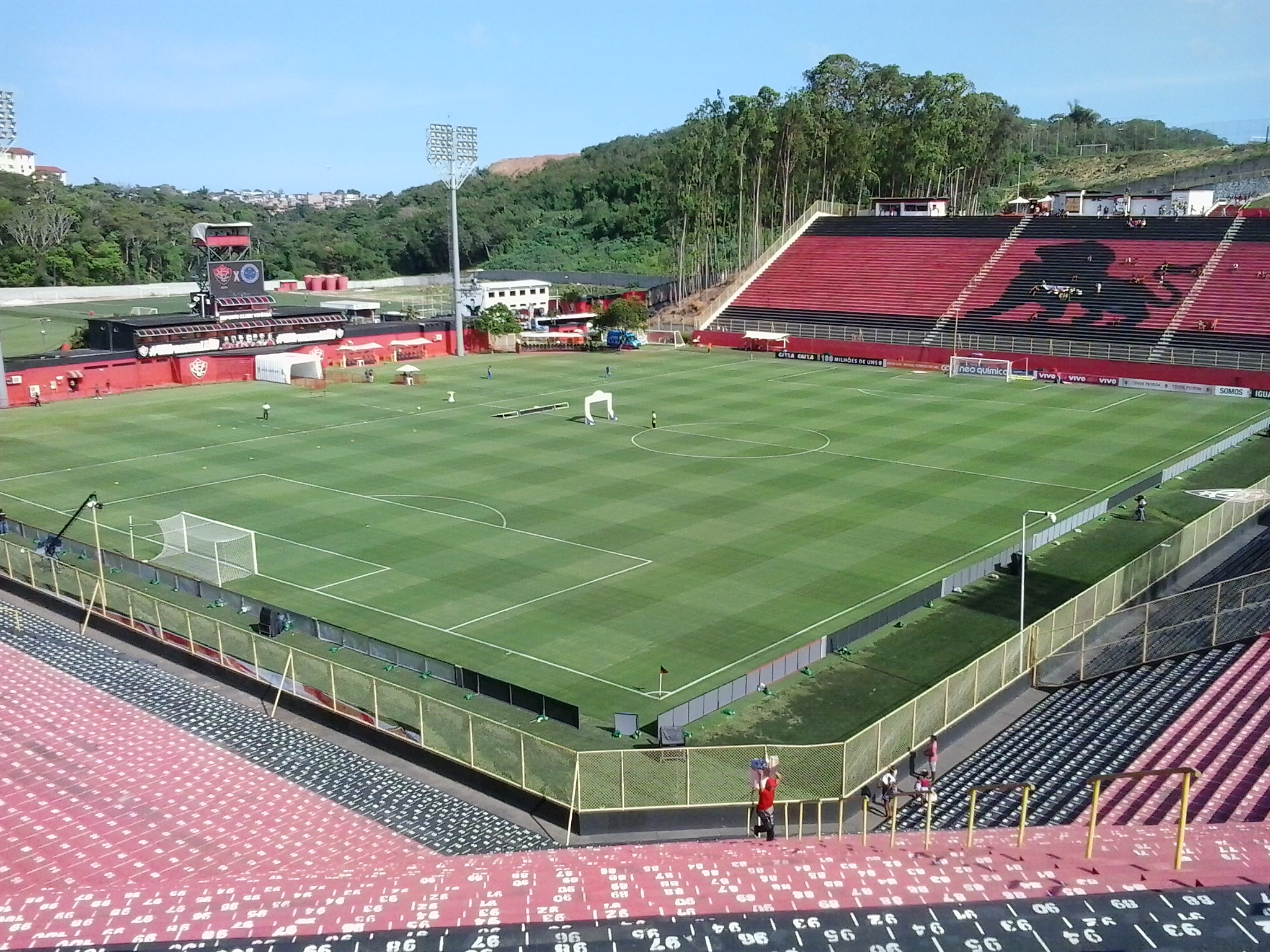
Barradão (Salvador)
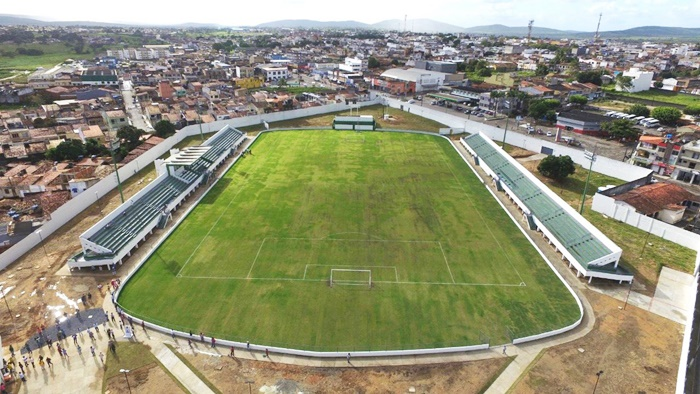
Barretão (Lagarto)
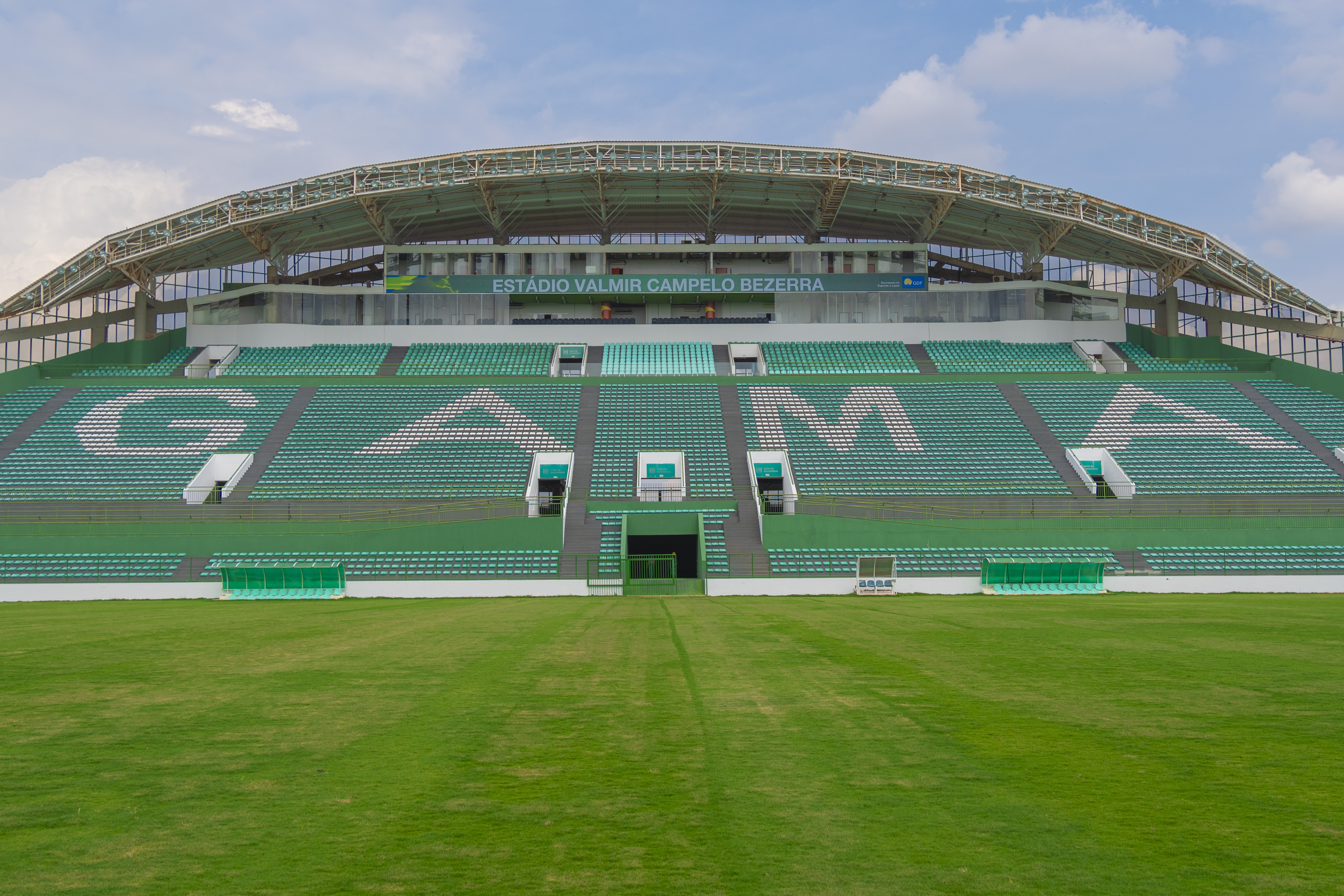
Bezerrão (Gama)
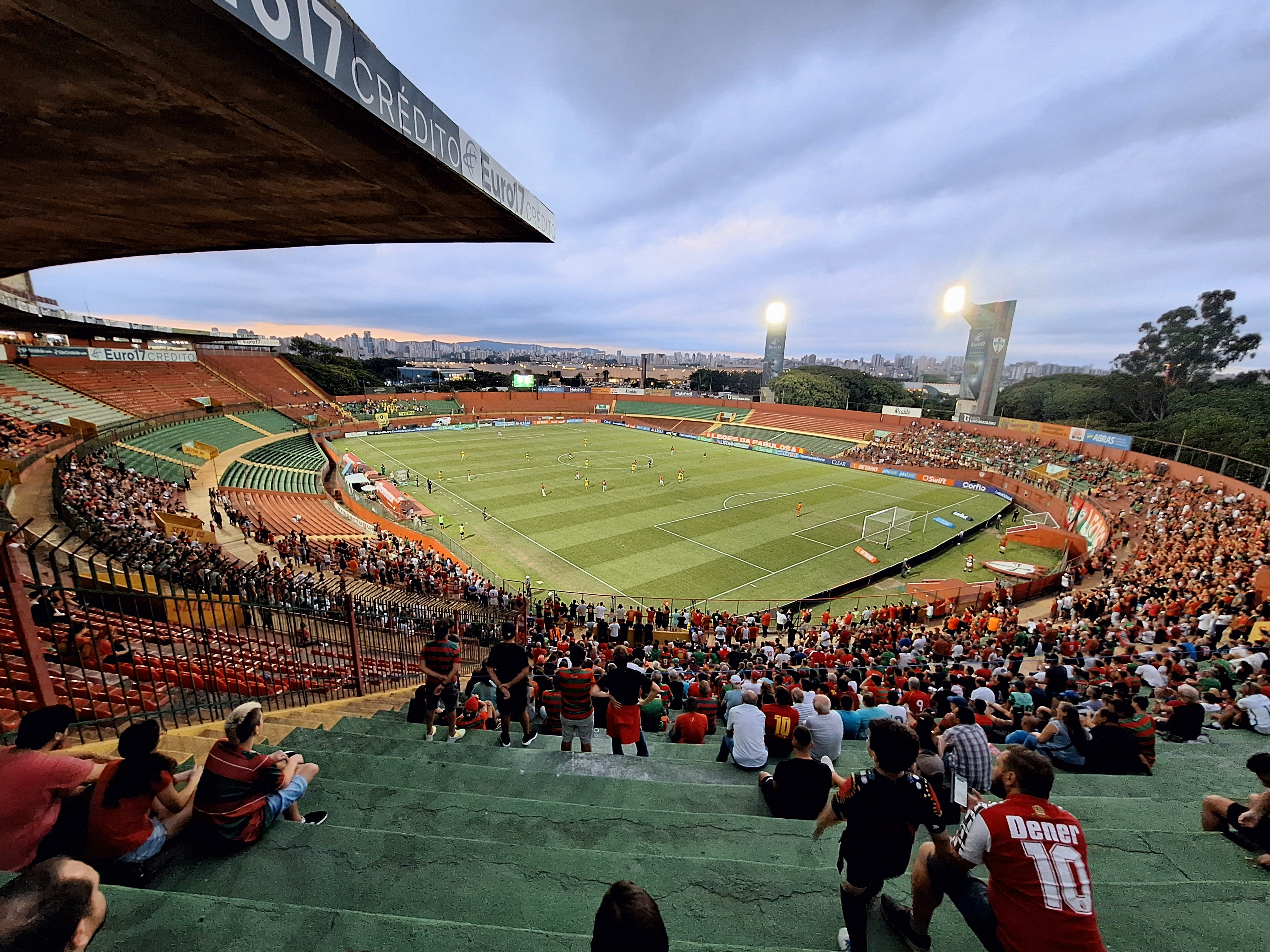
Canindé (São Paulo)
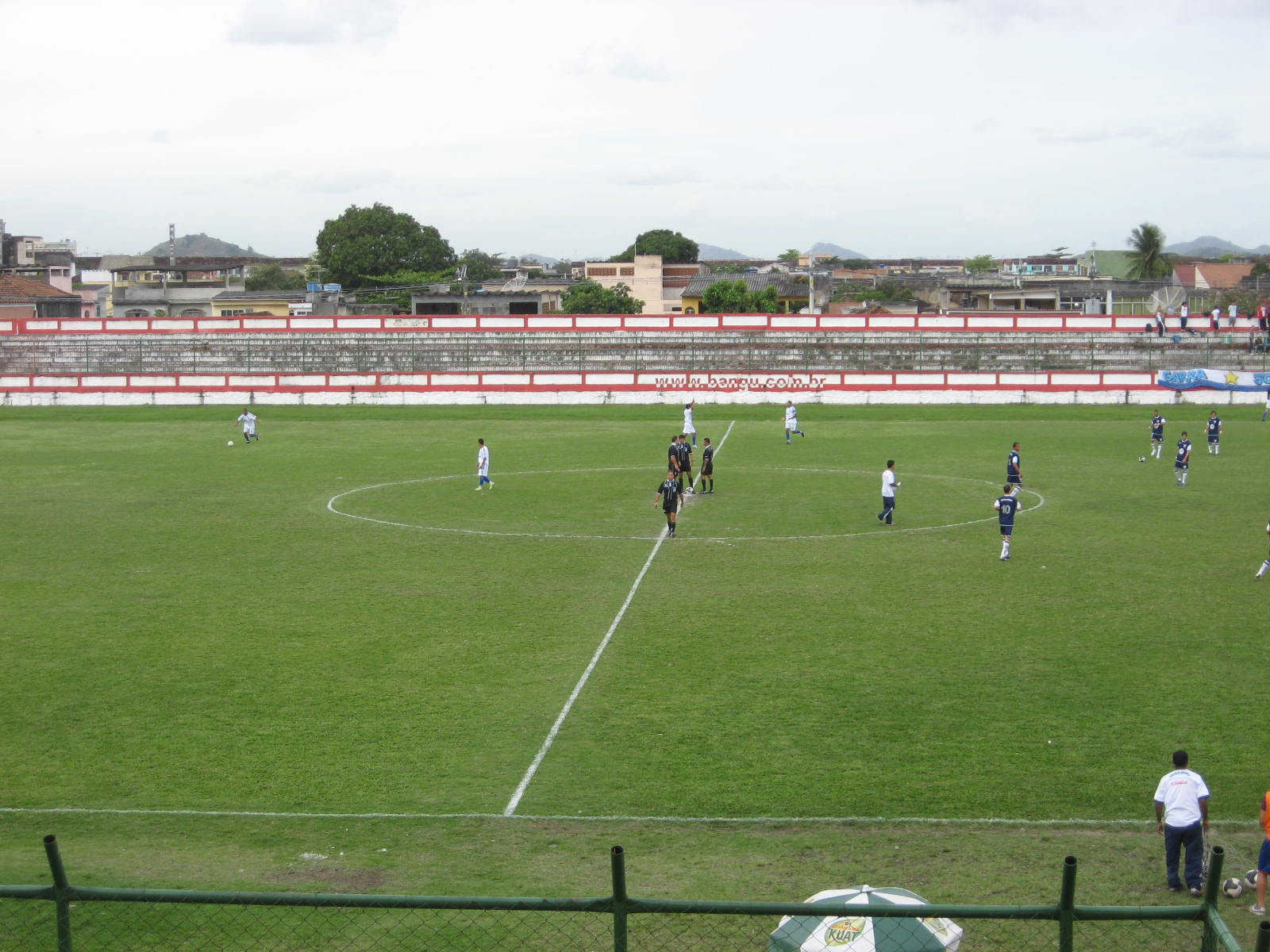
Moça Bonita (Rio de Janeiro)

Ainda foram utilizados o Joaquim Alves de Souza (Barra de São Francisco), Nhozinho Santos (São Luís) e o Edgarzão (Assú).

## Primeira fase
Em 15 de março de 2024, a Confederação Brasileira de Futebol divulgou a tabela da competição após um conselho técnico virtual.

### Grupo A1
| Pos | Equipe               | Pts | J  | V  | E | D  | GP | GC | SG  | Classificado |     | MNA | GPV | PRI | MAN | TRM | SRR | RBA | HUM |
| --- | -------------------- | --- | -- | -- | - | -- | -- | -- | --- | ------------ | --- | --- | --- | --- | --- | --- | --- | --- | --- |
| 1   | Manauara             | 34  | 14 | 10 | 4 | 0  | 35 | 7  | +28 | Próxima fase |     | —   | 3–1 | 3–1 | 0–0 | 4–1 | 4–0 | 3–1 | 4–0 |
| 2   | Gazin Porto Velho    | 28  | 14 | 9  | 1 | 4  | 29 | 15 | +14 | Próxima fase |     | 1–1 | —   | 6–1 | 2–0 | 2–1 | 5–1 | 2–0 | 3–0 |
| 3   | Princesa do Solimões | 25  | 14 | 7  | 4 | 3  | 23 | 16 | +7  | Próxima fase |     | 0–0 | 0–1 | —   | 3–3 | 4–1 | 2–0 | 2–0 | 3–1 |
| 4   | Manaus               | 24  | 14 | 7  | 3 | 4  | 21 | 18 | +3  | Próxima fase |     | 0–4 | 2–1 | 0–2 | —   | 3–1 | 2–0 | 2–0 | 1–0 |
| 5   | Trem                 | 18  | 14 | 5  | 3 | 6  | 18 | 22 | −4  |              |     | 1–1 | 0–2 | 0–0 | 0–0 | —   | 1–2 | 3–1 | 2–1 |
| 6   | São Raimundo-RR      | 16  | 14 | 5  | 1 | 8  | 16 | 24 | −8  |              | 0–1 | 4–1 | 1–2 | 1–2 | 1–2 | —   | 3–1 | 1–0 |     |
| 7   | Rio Branco-AC        | 12  | 14 | 3  | 3 | 8  | 14 | 25 | −11 |              | 1–2 | 2–1 | 0–0 | 2–1 | 1–2 | 1–1 | —   | 2–2 |     |
| 8   | Humaitá              | 1   | 14 | 0  | 1 | 13 | 7  | 36 | −29 |              | 0–5 | 0–1 | 0–3 | 2–5 | 0–3 | 0–1 | 1–2 | —   |     |

### Grupo A2
| Pos | Equipe          | Pts | J  | V | E | D | GP | GC | SG  | Classificado |     | MAR | ALT | RIV | TCP | CMT | FEC | MOT | AGM |
| --- | --------------- | --- | -- | - | - | - | -- | -- | --- | ------------ | --- | --- | --- | --- | --- | --- | --- | --- | --- |
| 1   | Maranhão        | 27  | 14 | 8 | 3 | 3 | 22 | 9  | +13 | Próxima fase |     | —   | 0–2 | 1–0 | 0–1 | 1–0 | 3–0 | 5–1 | 4–0 |
| 2   | Altos           | 24  | 14 | 7 | 3 | 4 | 22 | 16 | +6  | Próxima fase |     | 1–1 | —   | 1–2 | 2–1 | 2–1 | 3–0 | 1–2 | 2–0 |
| 3   | River-PI        | 19  | 14 | 5 | 4 | 5 | 20 | 16 | +4  | Próxima fase |     | 0–1 | 1–1 | —   | 5–0 | 1–0 | 2–2 | 1–3 | 2–1 |
| 4   | Tocantinópolis  | 19  | 14 | 5 | 4 | 5 | 15 | 19 | −4  | Próxima fase |     | 1–1 | 3–1 | 0–3 | —   | 1–0 | 1–1 | 1–0 | 3–0 |
| 5   | Cametá          | 16  | 14 | 4 | 4 | 6 | 17 | 17 | 0   |              |     | 0–2 | 0–1 | 3–2 | 3–1 | —   | 1–0 | 4–1 | 1–1 |
| 6   | Fluminense-PI   | 15  | 14 | 3 | 6 | 5 | 14 | 19 | −5  |              | 1–2 | 1–0 | 2–0 | 1–0 | 2–2 | —   | 2–2 | 1–2 |     |
| 7   | Moto Club       | 15  | 14 | 3 | 6 | 5 | 17 | 24 | −7  |              | 2–1 | 1–2 | 1–1 | 2–2 | 1–1 | 0–0 | —   | 1–1 |     |
| 8   | Águia de Marabá | 14  | 14 | 2 | 8 | 4 | 12 | 19 | −7  |              | 0–0 | 3–3 | 0–0 | 0–0 | 1–1 | 1–1 | 2–0 | —   |     |

### Grupo A3
| Pos | Equipe              | Pts | J  | V | E | D | GP | GC | SG  | Classificado |     | TRE | IGU | AMN | ATC | SOU | SCN | MRC | POT |
| --- | ------------------- | --- | -- | - | - | - | -- | -- | --- | ------------ | --- | --- | --- | --- | --- | --- | --- | --- | --- |
| 1   | Treze               | 31  | 14 | 9 | 4 | 1 | 28 | 9  | +19 | Próxima fase |     | —   | 3–0 | 1–1 | 1–1 | 2–0 | 2–0 | 2–1 | 2–0 |
| 2   | Iguatu              | 27  | 14 | 8 | 3 | 3 | 14 | 8  | +6  | Próxima fase |     | 1–0 | —   | 1–0 | 1–0 | 1–0 | 2–0 | 2–0 | 2–0 |
| 3   | América de Natal    | 26  | 14 | 7 | 5 | 2 | 18 | 9  | +9  | Próxima fase |     | 1–1 | 1–0 | —   | 3–0 | 1–0 | 2–0 | 2–1 | 2–0 |
| 4   | Atlético Cearense   | 18  | 14 | 5 | 3 | 6 | 14 | 16 | −2  | Próxima fase |     | 0–2 | 0–1 | 1–2 | —   | 2–0 | 2–0 | 1–0 | 1–2 |
| 5   | Sousa               | 18  | 14 | 5 | 3 | 6 | 12 | 14 | −2  |              |     | 1–1 | 0–0 | 0–0 | 2–3 | —   | 3–0 | 3–2 | 1–0 |
| 6   | Santa Cruz de Natal | 16  | 14 | 5 | 1 | 8 | 17 | 25 | −8  |              | 3–4 | 2–1 | 3–2 | 1–2 | 2–0 | —   | 1–0 | 2–2 |     |
| 7   | Maracanã-CE         | 12  | 14 | 3 | 3 | 8 | 13 | 21 | −8  |              | 0–4 | 2–2 | 1–1 | 0–0 | 0–1 | 2–1 | —   | 2–0 |     |
| 8   | Potiguar de Mossoró | 7   | 14 | 1 | 4 | 9 | 7  | 21 | −14 |              | 0–3 | 0–0 | 0–0 | 1–1 | 0–1 | 1–2 | 1–2 | —   |     |

### Grupo A4
| Pos | Equipe      | Pts | J  | V | E | D | GP | GC | SG  | Classificado |     | ITA | RET | JAC | ASA | CSE | JZE | PET | SER |
| --- | ----------- | --- | -- | - | - | - | -- | -- | --- | ------------ | --- | --- | --- | --- | --- | --- | --- | --- | --- |
| 1   | Itabaiana   | 26  | 14 | 8 | 2 | 4 | 21 | 11 | +10 | Próxima fase |     | —   | 2–1 | 2–0 | 3–0 | 3–1 | 1–2 | 2–0 | 0–0 |
| 2   | Retrô       | 26  | 14 | 8 | 2 | 4 | 21 | 12 | +9  | Próxima fase |     | 1–2 | —   | 3–1 | 1–0 | 2–1 | 1–0 | 1–0 | 5–0 |
| 3   | Jacuipense  | 23  | 14 | 7 | 2 | 5 | 15 | 13 | +2  | Próxima fase |     | 1–0 | 1–0 | —   | 1–0 | 1–2 | 2–1 | 3–0 | 1–1 |
| 4   | ASA         | 21  | 14 | 6 | 3 | 5 | 15 | 13 | +2  | Próxima fase |     | 0–2 | 0–0 | 1–0 | —   | 1–2 | 2–0 | 1–0 | 2–0 |
| 5   | CSE         | 21  | 14 | 6 | 3 | 5 | 18 | 17 | +1  |              |     | 2–1 | 0–0 | 1–2 | 1–1 | —   | 0–1 | 2–0 | 3–2 |
| 6   | Juazeirense | 21  | 14 | 6 | 3 | 5 | 13 | 13 | 0   |              | 1–1 | 1–2 | 2–1 | 1–1 | 0–2 | —   | 2–0 | 1–0 |     |
| 7   | Petrolina   | 10  | 14 | 2 | 4 | 8 | 6  | 19 | −13 |              | 0–2 | 3–1 | 0–0 | 0–3 | 1–1 | 0–0 | —   | 1–1 |     |
| 8   | Sergipe     | 9   | 14 | 2 | 3 | 9 | 11 | 22 | −11 |              | 2–0 | 1–3 | 0–1 | 2–3 | 2–0 | 0–1 | 0–1 | —   |     |

### Grupo A5
| Pos | Equipe             | Pts | J  | V  | E | D  | GP | GC | SG  | Classificado |     | BRS | APS | MIX | CRAC | IPO | UNR | RBS | CPT |
| --- | ------------------ | --- | -- | -- | - | -- | -- | -- | --- | ------------ | --- | --- | --- | --- | ---- | --- | --- | --- | --- |
| 1   | Brasiliense        | 32  | 14 | 10 | 2 | 2  | 27 | 10 | +17 | Próxima fase |     | —   | 1–0 | 1–1 | 2–0  | 1–0 | 2–1 | 3–1 | 4–0 |
| 2   | Anápolis           | 25  | 14 | 7  | 4 | 3  | 18 | 10 | +8  | Próxima fase |     | 0–2 | —   | 1–1 | 0–0  | 4–0 | 1–1 | 1–0 | 3–1 |
| 3   | Mixto              | 22  | 14 | 5  | 7 | 2  | 18 | 13 | +5  | Próxima fase |     | 2–1 | 1–1 | —   | 1–1  | 1–0 | 1–1 | 2–1 | 3–0 |
| 4   | CRAC               | 22  | 14 | 5  | 7 | 2  | 13 | 8  | +5  | Próxima fase |     | 1–0 | 1–2 | 0–0 | —    | 2–0 | 1–0 | 0–0 | 4–1 |
| 5   | Iporá              | 17  | 14 | 5  | 2 | 7  | 16 | 21 | −5  |              |     | 1–3 | 0–2 | 2–1 | 1–1  | —   | 2–2 | 3–0 | 2–1 |
| 6   | União Rondonópolis | 16  | 14 | 3  | 7 | 4  | 14 | 15 | −1  |              | 1–1 | 1–0 | 1–2 | 0–0 | 3–0  | —   | 1–0 | 0–0 |     |
| 7   | Real Brasília      | 9   | 14 | 2  | 3 | 9  | 10 | 20 | −10 |              | 1–2 | 0–1 | 2–2 | 1–1 | 0–2  | 3–0 | —   | 1–0 |     |
| 8   | Capital-TO         | 8   | 14 | 2  | 2 | 10 | 10 | 29 | −19 |              | 1–4 | 1–2 | 1–0 | 0–1 | 0–3  | 2–2 | 2–0 | —   |     |

### Grupo A6
| Pos | Equipe        | Pts | J  | V | E | D | GP | GC | SG  | Classificado |     | NVG | AAP | IBN | RNO | SFC | IPA | DSL | AUD |
| --- | ------------- | --- | -- | - | - | - | -- | -- | --- | ------------ | --- | --- | --- | --- | --- | --- | --- | --- | --- |
| 1   | Nova Iguaçu   | 31  | 14 | 9 | 4 | 1 | 19 | 5  | +14 | Próxima fase |     | —   | 1–0 | 1–0 | 1–0 | 4–0 | 1–1 | 3–0 | 2–0 |
| 2   | Portuguesa-RJ | 25  | 14 | 6 | 7 | 1 | 18 | 6  | +12 | Próxima fase |     | 1–0 | —   | 1–1 | 3–0 | 1–1 | 0–0 | 3–0 | 3–0 |
| 3   | Itabuna       | 24  | 14 | 6 | 6 | 2 | 16 | 9  | +7  | Próxima fase |     | 0–0 | 0–0 | —   | 0–0 | 3–1 | 0–0 | 1–1 | 1–0 |
| 4   | Real Noroeste | 20  | 14 | 5 | 5 | 4 | 16 | 15 | +1  | Próxima fase |     | 0–1 | 1–1 | 3–2 | —   | 0–0 | 2–0 | 2–0 | 3–1 |
| 5   | Serra         | 19  | 14 | 5 | 4 | 5 | 16 | 18 | −2  |              |     | 1–2 | 1–2 | 0–2 | 2–2 | —   | 1–0 | 1–0 | 1–0 |
| 6   | Ipatinga      | 11  | 14 | 2 | 5 | 7 | 8  | 18 | −10 |              | 1–1 | 0–2 | 2–3 | 2–0 | 0–4 | —   | 2–0 | 0–3 |     |
| 7   | Democrata-SL  | 10  | 14 | 2 | 4 | 8 | 8  | 21 | −13 |              | 1–1 | 0–0 | 0–2 | 1–1 | 1–2 | 1–0 | —   | 2–3 |     |
| 8   | Audax Rio     | 9   | 14 | 2 | 3 | 9 | 10 | 19 | −9  |              | 0–1 | 1–1 | 0–1 | 1–2 | 1–1 | 0–0 | 0–1 | —   |     |

### Grupo A7
| Pos | Equipe           | Pts | J  | V  | E | D  | GP | GC | SG  | Classificado |     | MGA | ITL | AGS | CRC | STA | POU | SJC | PAT |
| --- | ---------------- | --- | -- | -- | - | -- | -- | -- | --- | ------------ | --- | --- | --- | --- | --- | --- | --- | --- | --- |
| 1   | Maringá          | 32  | 14 | 10 | 2 | 2  | 25 | 10 | +15 | Próxima fase |     | —   | 1–0 | 2–0 | 2–0 | 2–1 | 1–0 | 3–0 | 4–0 |
| 2   | Inter de Limeira | 24  | 14 | 7  | 3 | 4  | 16 | 7  | +9  | Próxima fase |     | 2–2 | —   | 1–0 | 1–0 | 3–0 | 1–0 | 1–2 | 3–0 |
| 3   | Água Santa       | 22  | 14 | 6  | 4 | 4  | 12 | 10 | +2  | Próxima fase |     | 2–1 | 1–0 | —   | 0–2 | 2–0 | 1–0 | 1–1 | 1–0 |
| 4   | Costa Rica       | 21  | 14 | 6  | 3 | 5  | 16 | 17 | −1  | Próxima fase |     | 3–2 | 0–3 | 2–1 | —   | 2–5 | 1–0 | 0–0 | 3–0 |
| 5   | Santo André      | 20  | 14 | 5  | 5 | 4  | 15 | 13 | +2  |              |     | 0–1 | 1–0 | 1–1 | 1–0 | —   | 0–0 | 4–1 | 0–0 |
| 6   | Pouso Alegre     | 14  | 14 | 3  | 5 | 6  | 11 | 9  | +2  |              | 0–1 | 0–0 | 0–0 | 0–1 | 1–1 | —   | 3–0 | 4–1 |     |
| 7   | São José-SP      | 14  | 14 | 2  | 8 | 4  | 13 | 16 | −3  |              | 1–1 | 0–0 | 0–0 | 0–0 | 0–0 | 1–1 | —   | 6–0 |     |
| 8   | Patrocinense     | 5   | 14 | 1  | 2 | 11 | 6  | 32 | −26 |              | 1–2 | 0–1 | 0–2 | 2–2 | 0–1 | 0–2 | 2–1 | —   |     |

### Grupo A8
| Pos | Equipe            | Pts | J  | V | E | D | GP | GC | SG | Classificado |     | CIA | BPE | AVE | NHA | HER | CCD | BRR | FCC |
| --- | ----------------- | --- | -- | - | - | - | -- | -- | -- | ------------ | --- | --- | --- | --- | --- | --- | --- | --- | --- |
| 1   | Cianorte          | 22  | 14 | 6 | 4 | 4 | 14 | 12 | +2 | Próxima fase |     | —   | 1–0 | 3–1 | 1–2 | 0–0 | 1–1 | 1–1 | 1–1 |
| 2   | Brasil de Pelotas | 21  | 14 | 6 | 3 | 5 | 17 | 14 | +3 | Próxima fase |     | 1–2 | —   | 4–0 | 3–1 | 0–1 | 2–1 | 1–0 | 1–0 |
| 3   | Avenida           | 19  | 14 | 5 | 4 | 5 | 14 | 19 | −5 | Próxima fase |     | 1–0 | 2–0 | —   | 2–1 | 0–0 | 1–0 | 1–1 | 1–2 |
| 4   | Novo Hamburgo     | 18  | 14 | 4 | 6 | 4 | 14 | 15 | −1 | Próxima fase |     | 0–1 | 1–2 | 1–1 | —   | 1–1 | 2–1 | 1–0 | 0–0 |
| 5   | Hercílio Luz      | 18  | 14 | 3 | 9 | 2 | 11 | 10 | +1 |              |     | 1–0 | 1–1 | 2–1 | 1–2 | —   | 1–1 | 0–1 | 0–0 |
| 6   | Concórdia         | 17  | 14 | 4 | 5 | 5 | 13 | 12 | +1 |              | 2–0 | 2–0 | 1–2 | 1–1 | 1–1 | —   | 1–0 | 1–0 |     |
| 7   | Barra-SC          | 16  | 14 | 3 | 7 | 4 | 15 | 12 | +3 |              | 0–1 | 2–2 | 1–1 | 1–1 | 2–2 | 0–0 | —   | 3–0 |     |
| 8   | FC Cascavel       | 15  | 14 | 3 | 6 | 5 | 8  | 12 | −4 |              | 1–2 | 0–0 | 3–0 | 0–0 | 0–0 | 1–0 | 0–3 | —   |     |

### Desempenho por rodada
Clubes que lideraram cada grupo ao final de cada rodada:
|          | 1   | 2   | 3   | 4   | 5   | 6   | 7   | 8   | 9   | 10  | 11  | 12  | 13  | 14  |
| Grupo A1 | MNA | MNA | MNA | MNA | MNA | MNA | MNA | MNA | MNA | MNA | MNA | MNA | MNA | MNA |
| Grupo A2 | RIV | MAR | MOT | MAR | MAR | MAR | MAR | TCP | ALT | MAR | ALT | MAR | MAR | MAR |
| Grupo A3 | TRE | TRE | TRE | TRE | TRE | TRE | TRE | TRE | TRE | TRE | TRE | TRE | TRE | TRE |
| Grupo A4 | ASA | ASA | ITA | ITA | ITA | ASA | ITA | ITA | ITA | ITA | ITA | ITA | ITA | ITA |
| Grupo A5 | CPT | IPO | BRS | IPO | APS | APS | BRS | BRS | BRS | BRS | BRS | BRS | BRS | BRS |
| Grupo A6 | SFC | NVG | IBN | IBN | SFC | IBN | IBN | IBN | IBN | NVG | NVG | NVG | NVG | NVG |
| Grupo A7 | AGS | ITL | ITL | ITL | ITL | ITL | ITL | ITL | ITL | MGA | MGA | MGA | MGA | MGA |
| Grupo A8 | CCD | CIA | BRR | CCD | CCD | CCD | CCD | CCD | CCD | CIA | CIA | CIA | CIA | CIA |

Clubes que ficaram na última posição de cada grupo ao final de cada rodada:
|          | 1   | 2   | 3   | 4   | 5   | 6   | 7   | 8   | 9   | 10  | 11  | 12  | 13  | 14  |
| Grupo A1 | SRR | SRR | SRR | HUM | HUM | HUM | HUM | HUM | HUM | HUM | HUM | HUM | HUM | HUM |
| Grupo A2 | CMT | CMT | CMT | AGM | AGM | AGM | AGM | AGM | AGM | AGM | AGM | AGM | AGM | AGM |
| Grupo A3 | ATC | ATC | ATC | ATC | ATC | POT | POT | POT | POT | POT | POT | POT | POT | POT |
| Grupo A4 | SER | CSE | PET | JZE | JZE | JZE | SER | SER | SER | SER | SER | SER | SER | SER |
| Grupo A5 | RBS | RBS | RBS | RBS | RBS | RBS | RBS | RBS | RBS | RBS | RBS | RBS | RBS | CPT |
| Grupo A6 | AUD | AUD | AUD | AUD | AUD | AUD | AUD | AUD | AUD | AUD | AUD | AUD | AUD | AUD |
| Grupo A7 | PAT | CRC | CRC | PAT | PAT | PAT | SJC | PAT | PAT | PAT | PAT | PAT | PAT | PAT |
| Grupo A8 | BPE | BPE | BPE | BPE | BPE | AVE | NHA | HER | FCC | BPE | NHA | FCC | FCC | FCC |

## Segunda fase
Em itálico, as equipes que possuem o mando de campo no primeiro jogo do confronto e em negrito as equipes classificadas.
| Equipe 1             | Total       | Equipe 2          | 1.º jogo | 2.º jogo |
| -------------------- | ----------- | ----------------- | -------- | -------- |
| Tocantinópolis       | 2–5         | Manauara          | 0–0      | 2–5      |
| Princesa do Solimões | 1–1 (4–5 p) | Altos             | 1–1      | 0–0      |
| Manaus               | 1–1 (6–5 p) | Maranhão          | 1–1      | 0–0      |
| River-PI             | 2–2 (4–5 p) | Gazin Porto Velho | 2–2      | 0–0      |
| ASA                  | 1–4         | Treze             | 1–1      | 0–3      |
| América de Natal     | 1–1 (6–7 p) | Retrô             | 1–1      | 0–0      |
| Atlético Cearense    | 1–3         | Itabaiana         | 1–0      | 0–3      |
| Jacuipense           | 1–2         | Iguatu            | 0–0      | 1–2      |
| Real Noroeste        | 2–4         | Brasiliense       | 0–2      | 2–2      |
| Mixto                | 0–2         | Portuguesa-RJ     | 0–0      | 0–2      |
| CRAC                 | 2–3         | Nova Iguaçu       | 0–1      | 2–2      |
| Itabuna              | 1–3         | Anápolis          | 1–0      | 0–3      |
| Novo Hamburgo        | 2–5         | Maringá           | 2–4      | 0–1      |
| Água Santa           | 1–5         | Brasil de Pelotas | 1–2      | 0–3      |
| Costa Rica           | 2–5         | Cianorte          | 1–3      | 1–2      |
| Avenida              | 1–1 (7–8 p) | Inter de Limeira  | 0–0      | 1–1      |

## Terceira fase
Em itálico, as equipes que possuem o mando de campo no primeiro jogo do confronto e em negrito as equipes classificadas.
| Equipe 1          | Total       | Equipe 2          | 1.º jogo | 2.º jogo |
| ----------------- | ----------- | ----------------- | -------- | -------- |
| Retrô             | 2–2 (4–1 p) | Manauara          | 2–0      | 0–2      |
| Altos             | 2–2 (3–5 p) | Treze             | 0–1      | 2–1      |
| Manaus            | 3–4         | Iguatu            | 2–2      | 1–2      |
| Itabaiana         | 3–3 (4–2 p) | Gazin Porto Velho | 2–2      | 1–1      |
| Brasil de Pelotas | 1–9         | Brasiliense       | 1–4      | 0–5      |
| Portuguesa-RJ     | 2–6         | Maringá           | 1–3      | 1–3      |
| Inter de Limeira  | 1–0         | Nova Iguaçu       | 0–0      | 1–0      |
| Cianorte          | 2–3         | Anápolis          | 1–2      | 1–1      |

## Fase final
A partir da quarta fase (quartas de final) os cruzamentos entre as oito equipes classificadas são determinados de acordo com a melhor campanha, somando-se todas as fases anteriores; a equipe de melhor campanha enfrenta a equipe de pior campanha; a de segunda melhor campanha enfrenta a de segunda pior campanha, e assim sucessivamente. Para as semifinais os cruzamentos voltam a ser predefinidos, com a pontuação acumulada ao longo da competição servindo para definir os mandos de campo (equipes de melhor campanha sempre decidem o confronto em casa).
Tabela de classificação após a terceira fase
| Pos. | Equipes          | Pts | J  | V  | E | D | GP | GC | SG  |
| ---- | ---------------- | --- | -- | -- | - | - | -- | -- | --- |
| 1    | Maringá          | 44  | 18 | 14 | 2 | 2 | 36 | 14 | +22 |
| 2    | Brasiliense      | 42  | 18 | 13 | 3 | 2 | 40 | 13 | +27 |
| 3    | Treze            | 38  | 18 | 11 | 5 | 2 | 34 | 12 | +22 |
| 4    | Iguatu           | 35  | 18 | 10 | 5 | 3 | 20 | 12 | +8  |
| 5    | Anápolis         | 32  | 18 | 9  | 5 | 4 | 24 | 13 | +11 |
| 6    | Itabaiana        | 31  | 18 | 9  | 4 | 5 | 27 | 15 | +12 |
| 7    | Retrô            | 31  | 18 | 9  | 4 | 5 | 24 | 15 | +9  |
| 8    | Inter de Limeira | 30  | 18 | 8  | 6 | 4 | 18 | 8  | +10 |

Tabela de classificação após as quartas de final
| Pos. | Equipes   | Pts | J  | V  | E | D | GP | GC | SG  |
| ---- | --------- | --- | -- | -- | - | - | -- | -- | --- |
| 1    | Maringá   | 48  | 20 | 15 | 3 | 2 | 38 | 15 | +23 |
| 2    | Itabaiana | 35  | 20 | 10 | 5 | 5 | 30 | 16 | +14 |
| 3    | Retrô     | 34  | 20 | 10 | 4 | 6 | 25 | 16 | +9  |
| 4    | Anápolis  | 34  | 20 | 9  | 7 | 4 | 28 | 17 | +11 |

Tabela de classificação após as semifinais
| Pos. | Equipes  | Pts | J  | V  | E | D | GP | GC | SG  |
| ---- | -------- | --- | -- | -- | - | - | -- | -- | --- |
| 1    | Retrô    | 37  | 22 | 11 | 4 | 7 | 26 | 17 | +9  |
| 2    | Anápolis | 36  | 22 | 9  | 9 | 4 | 29 | 18 | +11 |

Cruzamentos até a final
Em itálico, as equipes que possuem o mando de campo no primeiro jogo do confronto e em negrito as equipes classificadas.
|  | Quartas de final             | Quartas de final             | Quartas de final             | Quartas de final             |       |                | Semifinais         | Semifinais         | Semifinais         | Semifinais         |  |          | Final               | Final               | Final               | Final               |  |  |
|  | 24 de agosto a 1 de setembro | 24 de agosto a 1 de setembro | 24 de agosto a 1 de setembro | 24 de agosto a 1 de setembro |       |                | 8 e 15 de setembro | 8 e 15 de setembro | 8 e 15 de setembro | 8 e 15 de setembro |  |          | 22 e 29 de setembro | 22 e 29 de setembro | 22 e 29 de setembro | 22 e 29 de setembro |  |  |
|  |                              |                              |                              |                              |       |                |                    |                    |                    |                    |  |          |                     |                     |                     |                     |  |  |
|  | Anápolis (pen)               | 1                            | 3                            | 4 (5)                        |       |                |                    |                    |                    |                    |  |          |                     |                     |                     |                     |  |  |
|  | Iguatu                       | 1                            | 3                            | 4 (4)                        |       |                |                    |                    |                    |                    |  |          |                     |                     |                     |                     |  |  |
|  | Iguatu                       | 1                            | 3                            | 4 (4)                        |       | Anápolis (pen) | 1                  | 0                  | 1 (5)              |                    |  |          |                     |                     |                     |                     |  |  |
|  |                              |                              |                              |                              |       | Anápolis (pen) | 1                  | 0                  | 1 (5)              |                    |  |          |                     |                     |                     |                     |  |  |
|  |                              | Maringá                      | 1                            | 0                            | 1 (4) |                |                    |                    |                    |                    |  |          |                     |                     |                     |                     |  |  |
|  | Inter de Limeira             | Maringá                      | 1                            | 0                            | 1 (4) | 0              | 1                  | 1                  |                    |                    |  |          |                     |                     |                     |                     |  |  |
|  | Inter de Limeira             |                              |                              |                              |       | 0              | 1                  | 1                  |                    |                    |  |          |                     |                     |                     |                     |  |  |
|  | Maringá                      | 1                            | 1                            | 2                            |       |                |                    |                    |                    |                    |  |          |                     |                     |                     |                     |  |  |
|  | Maringá                      | 1                            | 1                            | 2                            |       |                |                    |                    |                    |                    |  | Anápolis | 2                   | 1                   | 3                   |                     |  |  |
|  |                              |                              |                              |                              |       |                |                    |                    |                    |                    |  | Anápolis | 2                   | 1                   | 3                   |                     |  |  |
|  |                              | Retrô                        | 1                            | 3                            | 4     |                |                    |                    |                    |                    |  |          |                     |                     |                     |                     |  |  |
|  | Retrô (pen)                  | Retrô                        | 1                            | 3                            | 4     | 1              | 0                  | 1 (3)              |                    |                    |  |          |                     |                     |                     |                     |  |  |
|  | Retrô (pen)                  |                              |                              |                              |       | 1              | 0                  | 1 (3)              |                    |                    |  |          |                     |                     |                     |                     |  |  |
|  | Brasiliense                  | 0                            | 1                            | 1 (2)                        |       |                |                    |                    |                    |                    |  |          |                     |                     |                     |                     |  |  |
|  | Brasiliense                  | 0                            | 1                            | 1 (2)                        |       | Retrô (pen)    | 0                  | 1                  | 1 (4)              |                    |  |          |                     |                     |                     |                     |  |  |
|  |                              |                              |                              |                              |       | Retrô (pen)    | 0                  | 1                  | 1 (4)              |                    |  |          |                     |                     |                     |                     |  |  |
|  |                              | Itabaiana                    | 1                            | 0                            | 1 (3) |                |                    |                    |                    |                    |  |          |                     |                     |                     |                     |  |  |
|  | Itabaiana                    | Itabaiana                    | 1                            | 0                            | 1 (3) | 3              | 0                  | 3                  |                    |                    |  |          |                     |                     |                     |                     |  |  |
|  | Itabaiana                    |                              |                              |                              |       | 3              | 0                  | 3                  |                    |                    |  |          |                     |                     |                     |                     |  |  |
|  | Treze                        | 1                            | 0                            | 1                            |       |                |                    |                    |                    |                    |  |          |                     |                     |                     |                     |  |  |

| Aumento | Equipes promovidas à Série C de 2025 |

### Final
Ida
| 22 de setembro | Anápolis              | 2 – 1  | Retrô        | Estádio Jonas Duarte, Anápolis                                  |
| 16:00 (UTC−3)  | Kevyn 11' · Breno 86' | Súmula | 29' Denílson | Público: 4 968 Renda: R$ 172.040,00 Árbitro: SP João Vitor Gobi |

| Anápolis | Retrô |

Volta
| 29 de setembro | Retrô                                                     | 3 – 1  | Anápolis  | Arena Pernambuco, São Lourenço da Mata                              |
| 16:00 (UTC−3)  | Júnior Fialho 13' · Franklin Mascote 49' · João Pedro 68' | Súmula | 22' Magno | Público: 166 Renda: R$ 2.810,00 Árbitro: SP Luiz Flávio de Oliveira |

| Retrô | Anápolis |

### Premiação
| Campeonato Brasileiro 2024 Série D              |
| Pernambuco                                      |
| ----------------------------------------------- |
| Retrô Futebol Clube Brasil Campeão (1.º título) |

## Estatísticas

### Artilharia
| Gols | Jogador          | Equipe            |
| ---- | ---------------- | ----------------- |
| 10   | Thiaguinho       | Treze             |
| 9    | Ari              | Atlético Cearense |
| 9    | Franklin Mascote | Retrô             |
| 8    | Luan Viana       | Gazin Porto Velho |
| 8    | Romarinho        | Manauara          |
| 8    | Weslley Smith    | Fluminense-PI     |
| 7    | Cleiton          | Itabaiana         |
| 7    | Felipe Pará      | River-PI          |
| 7    | Otacílio Marcos  | Iguatu            |
| 7    | Thiago Alagoano  | Treze             |

### Hat-tricks
| Jogador       | Clube               | Adversário       | Placar  | Data       | Ref.   |
| ------------- | ------------------- | ---------------- | ------- | ---------- | ------ |
| Matheus Bambu | Santa Cruz de Natal | América de Natal | 3–2 (C) | 11 de maio | [ 27 ] |
| Felipe Cruz   | Maranhão            | Águia de Marabá  | 4–0 (C) | 18 de maio | [ 28 ] |
| Luan Viana    | Gazin Porto Velho   | São Raimundo-RR  | 5–1 (C) | 8 de junho | [ 29 ] |

### Poker-tricks
| Jogador          | Clube | Adversário | Placar  | Data       | Ref.   |
| ---------------- | ----- | ---------- | ------- | ---------- | ------ |
| Franklin Mascote | Retrô | Sergipe    | 5–0 (C) | 8 de julho | [ 30 ] |

### Público
Maiores públicos
Estes são os dez maiores públicos do campeonato:
| N.º | Público | Mandante         | Placar | Visitante        | Estádio           | Data           | Rodada    | Ref.   |
| --- | ------- | ---------------- | ------ | ---------------- | ----------------- | -------------- | --------- | ------ |
| 1   | 14 985  | Maringá          | 1–1    | Inter de Limeira | Willie Davids     | 1 de setembro  | Quartas   | [ 31 ] |
| 2   | 11 449  | América de Natal | 2–1    | Maracanã-CE      | Arena das Dunas   | 21 de julho    | 14ª       | [ 32 ] |
| 3   | 11 389  | Treze            | 0–0    | Itabaiana        | Amigão            | 1 de setembro  | Quartas   | [ 33 ] |
| 4   | 10 580  | América de Natal | 1–1    | Retrô            | Arena das Dunas   | 27 de julho    | 2ª fase   | [ 34 ] |
| 5   | 10 163  | Treze            | 1–2    | Altos            | Amigão            | 18 de agosto   | 3ª fase   | [ 35 ] |
| 6   | 8 640   | Treze            | 3–0    | ASA              | Amigão            | 4 de agosto    | 2ª fase   | [ 36 ] |
| 7   | 7 145   | Itabaiana        | 0–1    | Retrô            | Etelvino Mendonça | 15 de setembro | Semifinal | [ 37 ] |
| 8   | 6 964   | Itabaiana        | 3–1    | Treze            | Etelvino Mendonça | 25 de agosto   | Quartas   | [ 38 ] |
| 9   | 6 882   | Maringá          | 3–1    | Portuguesa-RJ    | Willie Davids     | 18 de agosto   | 3ª fase   | [ 39 ] |
| 10  | 6 538   | Maringá          | 1–0    | Novo Hamburgo    | Willie Davids     | 4 de agosto    | 2ª fase   | [ 40 ] |

Menores públicos
Estes são os dez menores públicos do campeonato:
| N.º | Público | Mandante            | Placar | Visitante         | Estádio             | Data        | Rodada | Ref.   |
| --- | ------- | ------------------- | ------ | ----------------- | ------------------- | ----------- | ------ | ------ |
| 1   | 0       | Patrocinense        | 2–2    | Costa Rica        | Pedro Alves         | 25 de maio  | 5ª     | [ 41 ] |
| 1   | 0       | Patrocinense        | 0–1    | Inter de Limeira  | Pedro Alves         | 15 de junho | 9ª     | [ 42 ] |
| 1   | 0       | Patrocinense        | 0–2    | Pouso Alegre      | Pedro Alves         | 6 de julho  | 12ª    | [ 43 ] |
| 1   | 0       | Patrocinense        | 0–1    | Santo André       | Pedro Alves         | 13 de julho | 13ª    | [ 44 ] |
| 5   | 5       | Retrô               | 1–0    | Petrolina         | Arena de Pernambuco | 26 de junho | 10ª    | [ 45 ] |
| 6   | 7       | Santa Cruz de Natal | 2–0    | Sousa             | Barrettão           | 18 de maio  | 4ª     | [ 46 ] |
| 6   | 7       | Patrocinense        | 2–1    | São José-SP       | Pedro Alves         | 8 de junho  | 7ª     | [ 47 ] |
| 8   | 12      | Retrô               | 3–1    | Jacuipense        | Arena de Pernambuco | 9 de junho  | 7ª     | [ 48 ] |
| 8   | 12      | Potiguar de Mossoró | 0–1    | Sousa             | Edgarzão            | 7 de julho  | 12ª    | [ 49 ] |
| 10  | 13      | Potiguar de Mossoró | 1–1    | Atlético Cearense | Edgarzão            | 21 de julho | 14ª    | [ 50 ] |

Médias de público
Estas são as médias de público dos clubes no campeonato. Considera-se apenas os jogos da equipe como mandante e o público pagante:
| 1. América de Natal – 6 595 2. Maringá – 5 916 3. Treze – 5 002 4. Itabaiana – 2 925 5. Água Santa – 2 551 6. Brasil de Pelotas – 2 327 7. FC Cascavel – 2 134 8. Anápolis – 1 994 9. Inter de Limeira – 1 887 10. São José-SP – 1 478 11. ASA – 1 212 12. CRAC – 1 076 13. Democrata-SL – 984 14. Iguatu – 957 15. Pouso Alegre – 882 16. Brasiliense – 785 | 1. Gazin Porto Velho – 773 2. Sergipe – 756 3. Portuguesa-RJ – 720 4. Mixto – 685 5. CSE – 669 6. Santo André – 633 7. Cianorte – 600 8. Tocantinópolis – 567 9. Sousa – 546 10. Hercílio Luz – 537 11. Moto Club – 523 12. Nova Iguaçu – 510 13. River-PI – 425 14. Maracanã-CE – 410 15. Petrolina – 373 16. Cametá – 353 | 1. União Rondonópolis – 344 2. Costa Rica – 339 3. Águia de Marabá – 325 4. Avenida – 323 5. Concórdia – 300 6. Real Noroeste – 277 7. Barra-SC – 267 8. Altos – 264 9. Serra – 263 10. Fluminense-PI – 312 11. Maranhão – 234 12. Princesa do Solimões – 229 13. Iporá – 192 14. Juazeirense – 185 15. Ipatinga – 172 16. Itabuna – 172 | 1. Manaus – 153 2. Retrô – 144 3. Novo Hamburgo – 134 4. Capital-TO – 117 5. Atlético Cearense – 116 6. Manauara – 113 7. Trem – 102 8. Audax Rio – 92 9. Rio Branco-AC – 89 10. São Raimundo-RR – 68 11. Potiguar de Mossoró – 62 12. Santa Cruz de Natal – 43 13. Real Brasília – 42 14. Humaitá – 39 15. Patrocinense – 22 16. Jacuipense – 0 |

## Mudanças de técnicos
| Clube             | Antecessor                   | Data         | Última partida                             | Rod     | Pos         | Sucessor                     | Ref.            |
| ----------------- | ---------------------------- | ------------ | ------------------------------------------ | ------- | ----------- | ---------------------------- | --------------- |
| River-PI          | Roberto Fonseca              | 29 de abril  | River-PI 2–1 Águia de Marabá               | 1ª      | 1º (Gr. A2) | André Gaspar                 | [ 51 ] [ 52 ]   |
| Hercílio Luz      | Alexandre Lopes              | 29 de abril  | Cianorte 0–0 Hercílio Luz                  | 1ª      | 5º (Gr. A8) | Eduardo Souza                | [ 53 ] [ 54 ]   |
| Fluminense-PI     | Higor César                  | 29 de abril  | Fluminense-PI 1–2 Maranhão                 | 1ª      | 6º (Gr. A2) | Ito Roque                    | [ 55 ] [ 56 ]   |
| Inter de Limeira  | Júnior Rocha                 | 2 de maio    | Inter de Limeira 1–0 Pouso Alegre          | 1ª      | 3º (Gr. A7) | Felipe Conceição             | [ 57 ] [ 58 ]   |
| São José-SP       | Ricardo Costa                | 6 de maio    | Pouso Alegre 3–0 São José-SP               | 2ª      | 7º (Gr. A7) | Sérgio Guedes                | [ 59 ] [ 60 ]   |
| Petrolina         | William Lima                 | 11 de maio   | Petrolina 0–2 Itabaiana                    | 3ª      | 8º (Gr. A4) | Alyson Dantas                | [ 61 ] [ 62 ]   |
| Águia-PA          | Mathaus Sodré                | 12 de maio   | Águia de Marabá 1–1 Cametá                 | 3ª      | 6º (Gr. A2) | Glauber Ramos                | [ 63 ] [ 64 ]   |
| Brasiliense       | Paulo Roberto Santos         | 12 de maio   | Real Brasília 1–2 Brasiliense              | 3ª      | 1º (Gr. A6) | Luís Carlos Winck            | [ 65 ] [ 66 ]   |
| Sousa             | Paulo Schardong              | 13 de maio   | Sousa 1–0 Potiguar de Mossoró              | 3ª      | 4º (Gr. A3) | Leandro Sena                 | [ 67 ] [ 68 ]   |
| Anápolis          | Luís Carlos Winck            | 13 de maio   | Capital-TO 1–2 Anápolis                    | 3ª      | 5º (Gr. A5) | Hemerson Maria               | [ 69 ] [ 70 ]   |
| Maranhão          | Zé Augusto                   | 14 de maio   | Moto Club 2–1 Maranhão                     | 3ª      | 2º (Gr. A2) | Vinícius Saldanha            | [ 71 ] [ 72 ]   |
| Costa Rica        | Gian Rodrigues               | 14 de maio   | Maringá 2–0 Costa Rica                     | 3ª      | 8º (Gr. A7) | Alan George                  | [ 73 ] [ 74 ]   |
| Atlético-CE       | Yan Gomes Pereira (interino) | 14 de maio   | Iguatu 1–0 Atlético Cearense               | 3ª      | 8º (Gr. A3) | Jazón Vieira                 | [ 75 ]          |
| Sergipe           | Marcelo Martelotte           | 18 de maio   | Sergipe 0–1 Petrolina                      | 4ª      | 7º (Gr. A4) | Paulo Schardong              | [ 76 ] [ 77 ]   |
| Altos             | Flávio Araújo                | 19 de maio   | Tocantinópolis 3–1 Altos                   | 4ª      | 6º (Gr. A2) | Carlos Rabello               | [ 78 ] [ 79 ]   |
| Juazeirense       | Evandro Guimarães            | 21 de maio   | Juazeirense 0–2 CSE                        | 4ª      | 8º (Gr. A4) | João Carlos Ângelo           | [ 80 ] [ 81 ]   |
| FC Cascavel       | Matheus Costa                | 22 de maio   | FC Cascavel 0–0 Hercílio Luz               | 4ª      | 4º (Gr. A8) | Gilson Kleina                | [ 82 ] [ 83 ]   |
| Barra-SC          | Rafael Lacerda               | 24 de maio   | Concórdia 1–0 Barra-SC                     | 4ª      | 2º (Gr. A8) | Rafael Piccinin              | [ 84 ] [ 85 ]   |
| Potiguar-RN       | Robson Melo                  | 26 de maio   | Potiguar-RN 1–2 Santa Cruz-RN              | 5ª      | 7º (Gr. A3) | Fernando Tonet               | [ 86 ] [ 87 ]   |
| Cametá            | Júnior Amorim                | 26 de maio   | Cametá 0–2 Maranhão                        | 5ª      | 7º (Gr. A2) | Rodrigo Reis                 | [ 88 ] [ 89 ]   |
| Tocantinópolis    | Jairo Nascimento             | 27 de maio   | River-PI 5–0 Tocantinópolis                | 5ª      | 6º (Gr. A2) | Reginaldo França             | [ 90 ] [ 91 ]   |
| Iguatu            | Washington Luiz              | 27 de maio   | Maracanã-CE 2–2 Iguatu                     | 5ª      | 4º (Gr. A3) | Flávio Araújo                | [ 92 ] [ 93 ]   |
| Real Brasília     | Marcelo Caranhato            | 27 de maio   | Mixto 2–1 Real Brasília                    | 5ª      | 8º (Gr. A5) | Kaká                         | [ 94 ] [ 95 ]   |
| Capital-TO        | Givanildo Sales              | 1 de junho   | Capital-TO 1–4 Brasiliense                 | 6ª      | 7º (Gr. A5) | Jairo Nascimento             | [ 96 ] [ 97 ]   |
| CSE               | Jaelson Marcelino            | 2 de junho   | Sergipe 2–0 CSE                            | 6ª      | 7º (Gr. A4) | Leandro Campos               | [ 98 ] [ 99 ]   |
| Patrocinense      | Estevam Soares               | 2 de junho   | Inter de Limeira 3–0 Patrocinense          | 6ª      | 8º (Gr. A7) | Toninho Cobra                | [ 100 ] [ 101 ] |
| Água Santa        | Bruno Pivetti                | 9 de junho   | Água Santa 0–2 Costa Rica                  | 7ª      | 3º (Gr. A7) | Guilherme Alves              | [ 102 ] [ 103 ] |
| Iporá             | Kiko Araújo                  | 12 de junho  | Iporá 1–3 Brasiliense                      | 8ª      | 3º (Gr. A5) | Ariel Mamede                 | [ 104 ] [ 105 ] |
| River-PI          | André Gaspar                 | 13 de junho  | River-PI 1–3 Moto Club                     | 8ª      | 5º (Gr. A2) | Anderson Kamar (interino)    | [ 106 ] [ 107 ] |
| Rio Branco-AC     | Wemerson Rambinho (interino) | 13 de junho  | Rio Branco-AC 2–1 Manaus                   | 8ª      | 5º (Gr. A1) | Marcelo Brás                 | [ 108 ]         |
| CRAC              | Paulo Massaro                | 13 de junho  | Real Brasília 1–1 CRAC                     | 8ª      | 5º (Gr. A5) | Alexandre Lopes              | [ 109 ]         |
| Humaitá           | Kinho Brito                  | 14 de junho  | Princesa do Solimões 3–1 Humaitá           | 8ª      | 8º (Gr. A1) | Elison da Silva (interino)   | [ 110 ] [ 111 ] |
| Mixto             | Ailton Silva                 | 14 de junho  | Capital-TO 1–0 Mixto                       | 8ª      | 6º (Gr. A5) | Odil Soares (interino)       | [ 112 ] [ 113 ] |
| ASA               | Rodrigo Fonseca              | 16 de junho  | Retrô 1–0 ASA                              | 9ª      | 6º (Gr. A4) | Ranielle Ribeiro             | [ 114 ]         |
| Serra             | Ney Barreto                  | 17 de junho  | Serra 0–2 Itabuna                          | 9ª      | 4º (Gr. A6) | Leomir Silveira              | [ 115 ] [ 116 ] |
| Sergipe           | Paulo Schardong              | 17 de junho  | CSE 3–2 Sergipe                            | 9ª      | 8° (Gr. A4) | Edmilson Santos              | [ 117 ] [ 118 ] |
| Costa Rica        | Alan George                  | 23 de junho  | Costa Rica 3–0 Patrocinense                | 10ª     | 3º (Gr. A7) | Rogério Henrique             | [ 119 ] [ 120 ] |
| Brasil de Pelotas | Alessandro Telles            | 24 de junho  | Avenida 2–0 Brasil de Pelotas              | 10ª     | 8º (Gr. A8) | Marcelo Caranhato            | [ 121 ] [ 122 ] |
| Concórdia         | Emerson Cris                 | 24 de junho  | FC Cascavel 1–0 Concórdia                  | 10ª     | 1º (Gr. A8) | Alessandro Telles            | [ 123 ] [ 124 ] |
| União-MT          | Luciano Dias                 | 24 de junho  | União-MT 1–1 Brasiliense                   | 10ª     | 5º (Gr. A5) | Júlio César Nunes            | [ 125 ]         |
| Patrocinense      | Toninho Cobra                | 25 de junho  | Costa Rica 3–0 Patrocinense                | 10ª     | 8º (Gr. A7) | Vitor Bill                   | [ 126 ]         |
| Democrata-SL      | Toninho Pesso                | 26 de junho  | Real Noroeste 2–0 Democrata-SL             | 10ª     | 6º (Gr. A6) | Leandro Silva (interino)     | [ 127 ]         |
| Princesa-AM       | Maurinho Fonseca             | 27 de junho  | Gazin Porto Velho 6–1 Princesa do Solimões | 10ª     | 3º (Gr. A1) | Sérgio Duarte                | [ 128 ] [ 129 ] |
| Capital-TO        | Jairo Nascimento             | 3 de julho   | Capital-TO 0–3 Iporá                       | 11ª     | 7º (Gr. A5) | Célio Ivan (interino)        | [ 130 ]         |
| União-MT          | Júlio César Nunes            | 9 de julho   | União-MT 1–2 Mixto                         | 12ª     | 6º (Gr. A5) | Lindornei Júnior (interino)  | [ 131 ]         |
| Moto Club         | Pedro Iarley                 | 9 de julho   | Maranhão 5–1 Moto Club                     | 12ª     | 6º (Gr. A2) | Danilo Brito                 | [ 132 ] [ 133 ] |
| Petrolina         | Alyson Dantas                | 15 de julho  | Petrolina 0–3 ASA                          | 13ª     | 7º (Gr. A4) | Assis (interino)             | [ 134 ] [ 135 ] |
| Anápolis          | Hemerson Maria               | 30 de julho  | Itabuna 1–0 Anápolis                       | 2ª fase | 2ª fase     | Ângelo Luiz (interino)       | [ 136 ]         |
| River-PI          | Anderson Kamar (interino)    | 1 de agosto  | River-PI 2–2 Gazin Porto Velho             | 2ª fase | 2ª fase     | Zé Augusto                   | [ 137 ] [ 138 ] |
| Altos             | Carlos Rabello               | 10 de agosto | Altos 0–1 Treze                            | 3ª fase | 3ª fase     | Marcelo Copertino (interino) | [ 139 ]         |
| Manaus            | Renatinho Potiguar           | 10 de agosto | Manaus 2–2 Iguatu                          | 3ª fase | 3ª fase     | Cristian de Souza            | [ 140 ]         |

## Classificação geral
A classificação geral dá prioridade ao clube que avançou mais fases, e ao campeão, mesmo que tenha menor pontuação.
| Campeão (promovido à Série C em 2025)                    |                      |    |    |    |   |   |    |    |     |
| 1                                                        | Retrô                | 40 | 24 | 12 | 4 | 8 | 30 | 19 | +11 |
| Vice-campeão (promovido à Série C em 2025)               |                      |    |    |    |   |   |    |    |     |
| 2                                                        | Anápolis             | 39 | 24 | 10 | 9 | 5 | 32 | 22 | +10 |
| Eliminados nas semifinais (promovidos à Série C em 2025) |                      |    |    |    |   |   |    |    |     |
| 3                                                        | Maringá              | 50 | 22 | 15 | 5 | 2 | 39 | 16 | +23 |
| 4                                                        | Itabaiana            | 38 | 22 | 11 | 5 | 6 | 31 | 17 | +14 |
| Eliminados nas quartas de final                          |                      |    |    |    |   |   |    |    |     |
| 5                                                        | Brasiliense          | 45 | 20 | 14 | 3 | 3 | 41 | 14 | +27 |
| 6                                                        | Treze                | 39 | 20 | 11 | 6 | 3 | 35 | 15 | +20 |
| 7                                                        | Iguatu               | 37 | 20 | 10 | 7 | 3 | 24 | 16 | +8  |
| 8                                                        | Inter de Limeira     | 31 | 20 | 8  | 7 | 5 | 19 | 10 | +9  |
| Eliminados na terceira fase                              |                      |    |    |    |   |   |    |    |     |
| 9                                                        | Manauara             | 41 | 18 | 12 | 5 | 1 | 42 | 11 | +31 |
| 10                                                       | Nova Iguaçu          | 36 | 18 | 10 | 6 | 2 | 22 | 8  | +14 |
| 11                                                       | Gazin Porto Velho    | 32 | 18 | 9  | 5 | 4 | 34 | 20 | +14 |
| 12                                                       | Altos                | 29 | 18 | 8  | 5 | 5 | 25 | 19 | +6  |
| 13                                                       | Cianorte             | 29 | 18 | 8  | 5 | 5 | 21 | 17 | +4  |
| 14                                                       | Portuguesa-RJ        | 29 | 18 | 7  | 8 | 3 | 22 | 12 | +10 |
| 15                                                       | Brasil de Pelotas    | 27 | 18 | 8  | 3 | 7 | 23 | 24 | –1  |
| 16                                                       | Manaus               | 27 | 18 | 7  | 6 | 5 | 25 | 23 | +2  |
| Eliminados na segunda fase                               |                      |    |    |    |   |   |    |    |     |
| 17                                                       | Maranhão             | 29 | 16 | 8  | 5 | 3 | 23 | 10 | +13 |
| 18                                                       | América de Natal     | 28 | 16 | 7  | 7 | 2 | 19 | 10 | +9  |
| 19                                                       | Princesa do Solimões | 27 | 16 | 7  | 6 | 3 | 24 | 17 | +7  |
| 20                                                       | Itabuna              | 27 | 16 | 7  | 6 | 3 | 17 | 12 | +5  |
| 21                                                       | Jacuipense           | 24 | 16 | 7  | 3 | 6 | 16 | 15 | +1  |
| 22                                                       | CRAC                 | 23 | 16 | 5  | 8 | 3 | 15 | 11 | +4  |
| 23                                                       | Mixto                | 23 | 16 | 5  | 8 | 3 | 18 | 15 | +3  |
| 24                                                       | ASA                  | 22 | 16 | 6  | 4 | 6 | 16 | 17 | –1  |
| 25                                                       | Água Santa           | 22 | 16 | 6  | 4 | 6 | 13 | 15 | –2  |
| 26                                                       | Costa Rica           | 21 | 16 | 6  | 3 | 7 | 18 | 22 | –4  |
| 27                                                       | Atlético Cearense    | 21 | 16 | 6  | 3 | 7 | 15 | 19 | –4  |
| 28                                                       | River-PI             | 21 | 16 | 5  | 6 | 5 | 22 | 18 | +4  |
| 29                                                       | Real Noroeste        | 21 | 16 | 5  | 6 | 5 | 18 | 19 | –1  |
| 30                                                       | Avenida              | 21 | 16 | 5  | 6 | 5 | 15 | 20 | –5  |
| 31                                                       | Tocantinópolis       | 20 | 16 | 5  | 5 | 6 | 17 | 24 | –7  |
| 32                                                       | Novo Hamburgo        | 18 | 16 | 4  | 6 | 6 | 16 | 20 | –4  |

| Eliminados na primeira fase |                     |     |    |   |   |    |    |    |     |
| Pos                         | Equipes             | Pts | J  | V | E | D  | GP | GC | SG  |
| 33                          | CSE                 | 21  | 14 | 6 | 3 | 5  | 18 | 17 | +1  |
| 34                          | Juazeirense         | 21  | 14 | 6 | 3 | 5  | 13 | 13 | 0   |
| 35                          | Santo André         | 20  | 14 | 5 | 5 | 4  | 15 | 13 | +2  |
| 36                          | Serra               | 19  | 14 | 5 | 4 | 5  | 16 | 18 | –2  |
| 37                          | Sousa               | 18  | 14 | 5 | 3 | 6  | 12 | 14 | –2  |
| 38                          | Trem                | 18  | 14 | 5 | 3 | 6  | 18 | 22 | –4  |
| 39                          | Hercílio Luz        | 18  | 14 | 3 | 9 | 2  | 11 | 10 | +1  |
| 40                          | Iporá               | 17  | 14 | 5 | 2 | 7  | 16 | 21 | –5  |
| 41                          | Concórdia           | 17  | 14 | 4 | 5 | 5  | 13 | 12 | +1  |
| 42                          | Santa Cruz de Natal | 16  | 14 | 5 | 1 | 8  | 17 | 25 | –8  |
| 43                          | São Raimundo-RR     | 16  | 14 | 5 | 1 | 8  | 16 | 24 | –8  |
| 44                          | Cametá              | 16  | 14 | 4 | 4 | 6  | 17 | 17 | 0   |
| 45                          | Barra-SC            | 16  | 14 | 3 | 7 | 4  | 15 | 12 | +3  |
| 46                          | União Rondonópolis  | 16  | 14 | 3 | 7 | 4  | 14 | 15 | –1  |
| 47                          | FC Cascavel         | 15  | 14 | 3 | 6 | 5  | 8  | 12 | –4  |
| 48                          | Fluminense-PI       | 15  | 14 | 3 | 6 | 5  | 14 | 19 | –5  |
| 49                          | Moto Club           | 15  | 14 | 3 | 6 | 5  | 17 | 24 | –7  |
| 50                          | Pouso Alegre        | 14  | 14 | 3 | 5 | 6  | 11 | 9  | +2  |
| 51                          | São José-SP         | 14  | 14 | 2 | 8 | 4  | 13 | 16 | –3  |
| 52                          | Águia de Marabá     | 14  | 14 | 2 | 8 | 4  | 12 | 19 | –7  |
| 53                          | Maracanã-CE         | 12  | 14 | 3 | 3 | 8  | 13 | 21 | –8  |
| 54                          | Rio Branco-AC       | 12  | 14 | 3 | 3 | 8  | 14 | 25 | –11 |
| 55                          | Ipatinga            | 11  | 14 | 2 | 5 | 7  | 8  | 18 | –10 |
| 56                          | Democrata-SL        | 10  | 14 | 2 | 4 | 8  | 8  | 21 | –13 |
| 57                          | Petrolina           | 10  | 14 | 2 | 4 | 8  | 6  | 19 | –13 |
| 58                          | Audax Rio           | 9   | 14 | 2 | 3 | 9  | 10 | 19 | –9  |
| 59                          | Real Brasília       | 9   | 14 | 2 | 3 | 9  | 10 | 20 | –10 |
| 60                          | Sergipe             | 9   | 14 | 2 | 3 | 9  | 11 | 22 | –11 |
| 61                          | Capital-TO          | 8   | 14 | 2 | 2 | 10 | 10 | 29 | –19 |
| 62                          | Potiguar de Mossoró | 7   | 14 | 1 | 4 | 9  | 7  | 21 | –14 |
| 63                          | Patrocinense        | 5   | 14 | 1 | 2 | 11 | 6  | 32 | –26 |
| 64                          | Humaitá             | 1   | 14 | 0 | 1 | 13 | 7  | 36 | –29 |

|  |                           |
|  | Finalistas                |
|  | Eliminados nas semifinais |
|  | Eliminados nas quartas    |

|  |                       |
|  | Eliminados na 3ª fase |
|  | Eliminados na 2ª fase |
|  | Eliminados na 1ª fase |

|  |                           |
|  | Finalistas                |
|  | Eliminados nas semifinais |
|  | Eliminados nas quartas    |

|  |                       |
|  | Eliminados na 3ª fase |
|  | Eliminados na 2ª fase |
|  | Eliminados na 1ª fase |